# Lure
Vous lisez un « article de qualité » labellisé en 2010.
Ne doit pas être confondu avec Luré.
Cet article possède des paronymes, voir Lurais, Lureuil et Lurs.
Pour les articles homonymes, voir Lure (homonymie).
Lure (prononcé [lyʁ] ), également connue sous le nom de cité du sapeur, est une commune française située dans le département de la Haute-Saône, en Franche-Comté, dans la région administrative Bourgogne-Franche-Comté. Ses habitants sont appelés les Lurons. Elle est le siège de la communauté de communes du pays de Lure.
Troisième ville la plus peuplée du département après Vesoul et Héricourt et devant Luxeuil-les-Bains et Gray, et 12e de Franche-Comté, elle était la 1 175e ville de France en 2010.
Bien que les premières traces de civilisation datent de la fin de l'Antiquité, on s'accorde à faire remonter sa fondation, par le moine irlandais saint Colomban, à 610. Le Moyen Âge fut une sombre époque pour Lure ; la ville subit de nombreux pillages fréquemment accompagnés de destructions. Lure était une cité indépendante du comté de Bourgogne (Franche-Comté). En effet, son abbé était prince du Saint-Empire romain germanique soutenu et protégé par l'empereur et les princes de l'Empire. La cité changea souvent de protecteur mais il s'agissait principalement des comtes de Bourgogne ou des seigneurs lorrains. La ville fut rattachée à la Franche-Comté, lorsque cette dernière devint française sous Louis XIV, par les traités de Nimègue (1678 - 1679). Cette histoire tourmentée freina le développement de la ville qui, à plusieurs reprises, se retrouva très endettée. L'une des conséquences de la Révolution française aura été la dissolution de l'abbaye et la vente de son église comme bien national, ce qui mit fin à huit siècles de vie monastique.
Au XIXe siècle, la construction du chemin de fer de la ligne Paris - Mulhouse en 1858 et l'arrivée des entreprises venues d'Alsace-Lorraine permirent enfin à Lure de se développer tant économiquement que démographiquement et de passer du bourg rural et agricole à une ville moderne. Celle-ci est marquée par une désertification des services publics depuis la fin des années 1990. L'exploitation de granulats entre 1940 et 2018 a profondément marqué le paysage par la création d'une quinzaine de gravières-étangs et permis la création de vastes espaces de loisirs (pêche, cyclisme, activités nautiques, parc de jeux). L'activité économique repose essentiellement sur une grande usine de fabrication de panneaux en particules de bois pour meubles, alimentant notamment Ikea et sur une importante usine pharmaceutique vétérinaire, siège du groupe Vetoquinol.
Avec ses 7 912 habitants en 2022, Lure demeure prospère notamment grâce à une variété d'activités implantées à proximité d'un axe routier important. La ville est connue pour être la patrie du sapeur Camember, l'un des premiers personnages de la bande dessinée française.

## Géographie

### Localisation
Presque au pied des Vosges, à 80 km de Besançon et 30 km de Belfort, la ville de Lure se situe dans le département de la Haute-Saône, dans le nord-est de la Franche-Comté. À vol d'oiseau, Paris est à 333 km, Lyon à 248 km, Marseille à 494 km.
Les liaisons entre Lure, Vesoul et Luxeuil-les-Bains forment un triangle routier rapide et fréquenté. La ville est intégrée à un réseau de voies rapides et de grandes routes desservant l'Alsace et la Lorraine. L'autoroute A36 est à un peu plus de 40 km, en direction de Baume-les-Dames (sortie 5) au sud, mais elle est accessible plus rapidement par la voie express D 438 en se dirigeant vers le sud-est près de Montbéliard. L'autoroute A36 mène vers le sud à Besançon et vers le nord à Mulhouse. La ville est assez proche de la frontière franco-suisse : une soixantaine de kilomètres de Porrentruy et 180 km de Lausanne et distante d'environ 90 km de l'Allemagne. La gare ferroviaire de Lure est desservie par la ligne Paris - Mulhouse (dite aussi Paris-Bâle).
Roye et Magny-Vernois sont les deux seuls villages accolés à Lure. Le tableau ci-après présente les onze communes limitrophes de Lure,.

### Communes limitrophes
Les communes limitrophes sont Franchevelle, Bouhans-lès-Lure, Froideterre, Frotey-lès-Lure, Magny-Vernois, Moffans-et-Vacheresse, Quers, Roye, Saint-Germain et Vouhenans.
| Quers                          | Franchevelle          | Saint-Germain    |
| Bouhans-lès-Lure Magny-Vernois | Lure                  | Froideterre Roye |
| Vouhenans                      | Moffans-et-Vacheresse | Frotey-lès-Lure  |

### Géologie
- Ville et limites communales
- Calcaires coquillers de l'Anisien-Ladinien (t3-4)
- Marnes irisées inférieures du Carnien (t5M)
- Marnes rouges intermédiaires (t5-6)
- Marnes irisées supérieures du Norien (t6M)
- Dépôts morainiques (Gx)
- Alluvions anciennes de hautes terrasses (Fx)
- Alluvions récentes (Fz)
- Colluvions (C)
- Éboulis (E)

Carte géologique de Lure.
Ville et limites communales
Calcaires coquillers de l'Anisien-Ladinien (t3-4)
Marnes irisées inférieures du Carnien (t5M)
Marnes rouges intermédiaires (t5-6)
Marnes irisées supérieures du Norien (t6M)
Dépôts morainiques (Gx)
Alluvions anciennes de hautes terrasses (Fx)
Alluvions récentes (Fz)
Colluvions (C)
Éboulis (E)
: Failles

Lure est construite sur le plateau de Haute-Saône, en bordure du plateau des Mille étangs, dans la dépression sous-vosgienne, à la frontière entre une dépression triasique et une dépression liasique. Localisée sur la vallée de l'Ognon, plus précisément dans ses synclinaux, la région luronne constitue la dépression de Lure. Dans le nord et l'est du territoire, le sol est constitué d'alluvions anciennes, provenant des Vosges, de type fluvioglaciaire (Fx) ont été exploitées comme granulats entre 1940 et 2018,,,,,. Elles sont souvent recouvertes par des alluvions récentes (Fz) et des dépôts morainiques (Gx) déposées au Quaternaire sur l'espace du bassin de l'Ognon et sur les alentours de la Reigne, du Bourbier et du ruisseau Notre-Dame (Fz) —  ces deux derniers se situant au nord-ouest des terres luronnes, en zone forestière —, ou plus en hauteur sur des terrasses (Fx). Des alluvions glaciaires sont également présentes entre le bassin de l'Ognon et les zones du nord-est correspondant aux bassins de deux ruisseaux. Certaines étendues sont constituées de grès et de marnes du Trias inférieur (t3-4, t5M, t5-6 et t6M). Très localement se rencontrent des placages d'éboulis,.

Limite des glaciations sur le plateau des Mille étangs et dépôts morainiques.

Le 20 mai 1826, lors de l'ouverture d'une modeste carrière sur les flancs du mont Randon, quelques petits filons de houille appartenant au bassin houiller keupérien de Haute-Saône ont été découverts. Un ingénieur des mines du département a affirmé, après quelques examens, qu'il était nécessaire d'approfondir les recherches, ce que le conseil municipal fit. Cela n'a manifestement abouti à aucun résultat significatif. Ce gisement est exploité dans la proche concession de Vy-lès-Lure. Un autre gisement de charbon plus ancien, le bassin houiller stéphanien sous-vosgien, est découvert à plusieurs centaines de mètres de profondeur sous la ville et dans ses alentours, au début du XXe siècle. Il s'agit d'un prolongement du gisement exploité par les houillères de Ronchamp,. Il y a donc superposition de deux gisements houillers de natures différentes, celui du Keuper (daté entre -220 et -230 millions d'années) qui repose sur la marne irisée et celui du Stéphanien, daté entre -307 et -299 millions d'années. Une tourbière était exploitée jusque dans les années 1910 dans la future rue Saint-Quentin.

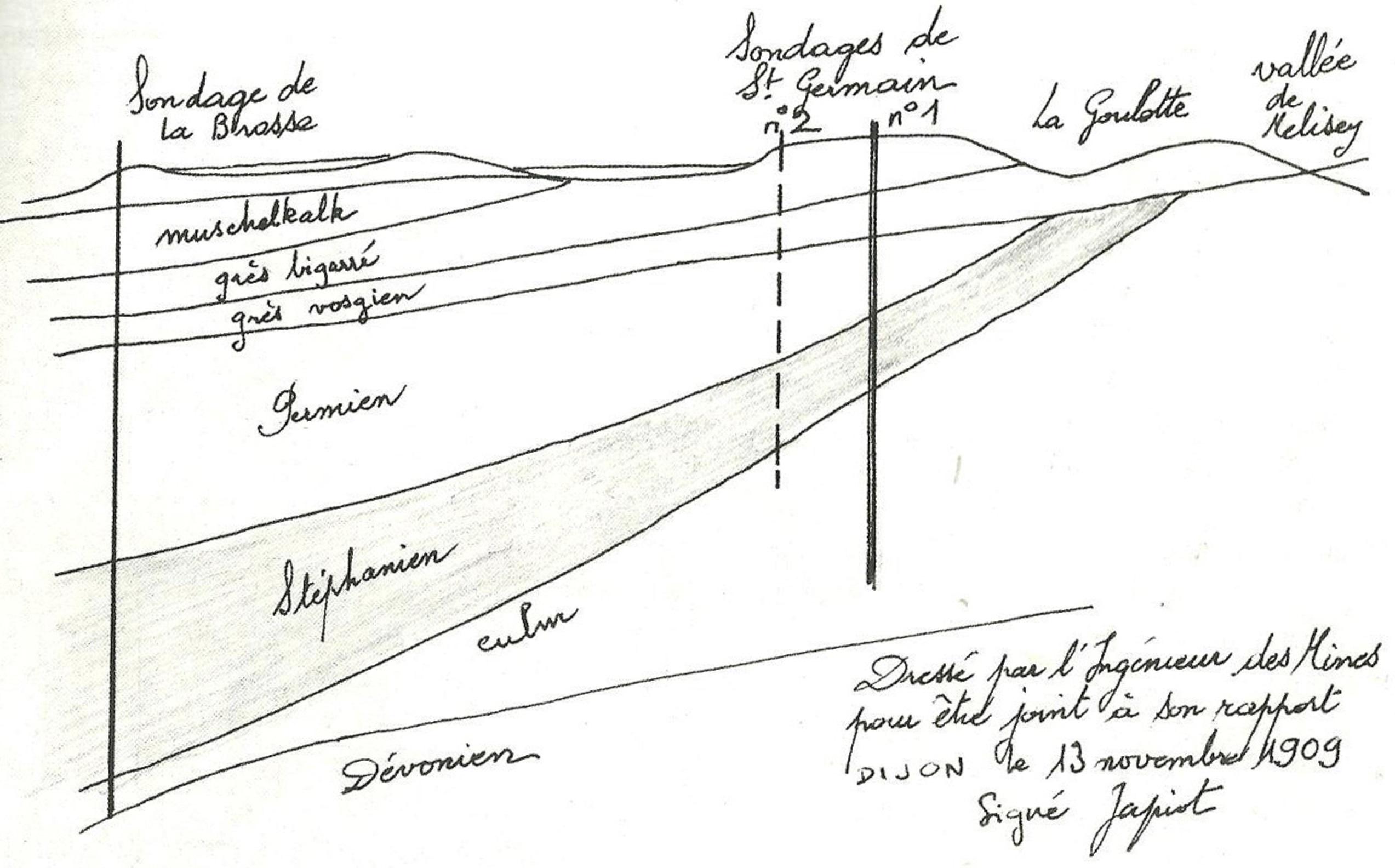
Coupe géologique du bassin stéphanien de Saint-Germain et Lure.
La formation du gisement houiller stéphanien du secteur de Lure.

L'espace urbain est bâti sur d'anciens marécages qui se sont asséchés au fil des siècles, ce qui explique que la nappe phréatique soit présente à 2 mètres environ sous la surface du sol. Lors des grandes canicules, il arrive qu'elle s'assèche partiellement, provoquant des mouvements de terrains. La nature du sol permet de cultiver la plupart des légumes tels que les tomates, courgettes, pommes de terre, salades, poireaux et autorise la culture d'arbres fruitiers tels que les pêchers, pommiers, châtaigniers, cerisiers, figuiers et autres.

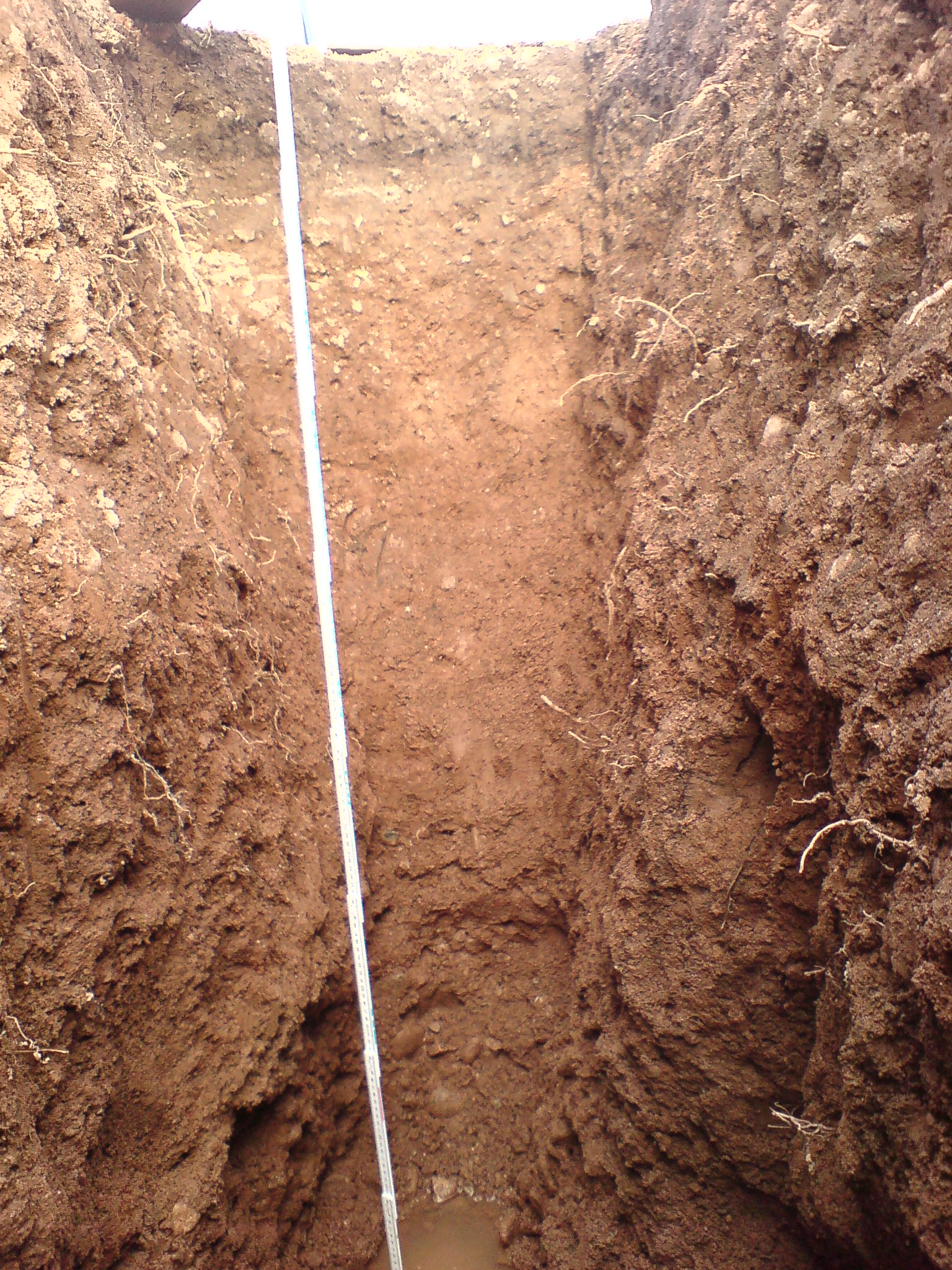
Cette coupe du sol permet de voir à la fois la surface et la nappe phréatique.
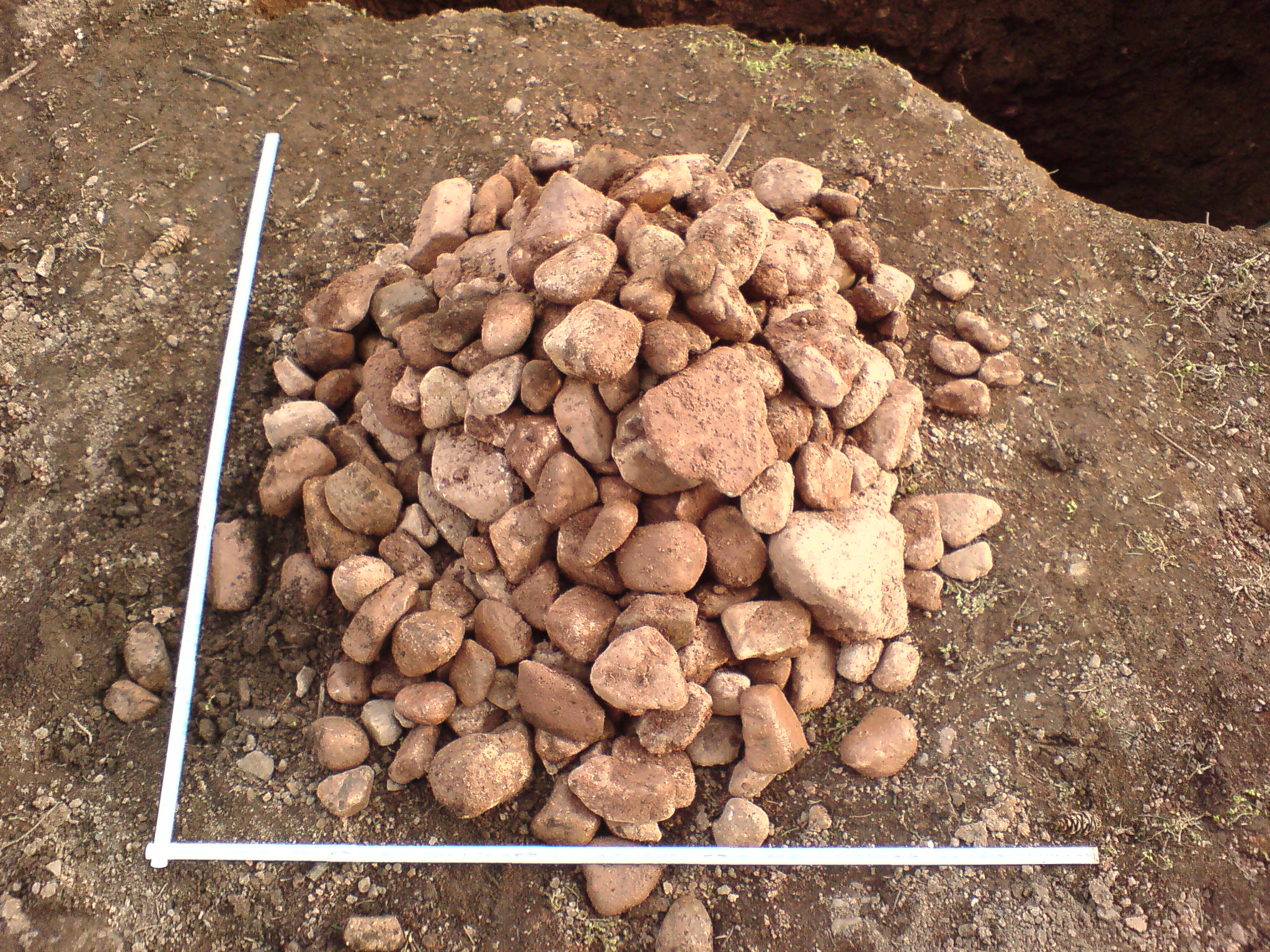
Le sous-sol local est composé de ces cailloux (un mètre carré en blanc). Ils font l'objet d'exploitation industrielle.
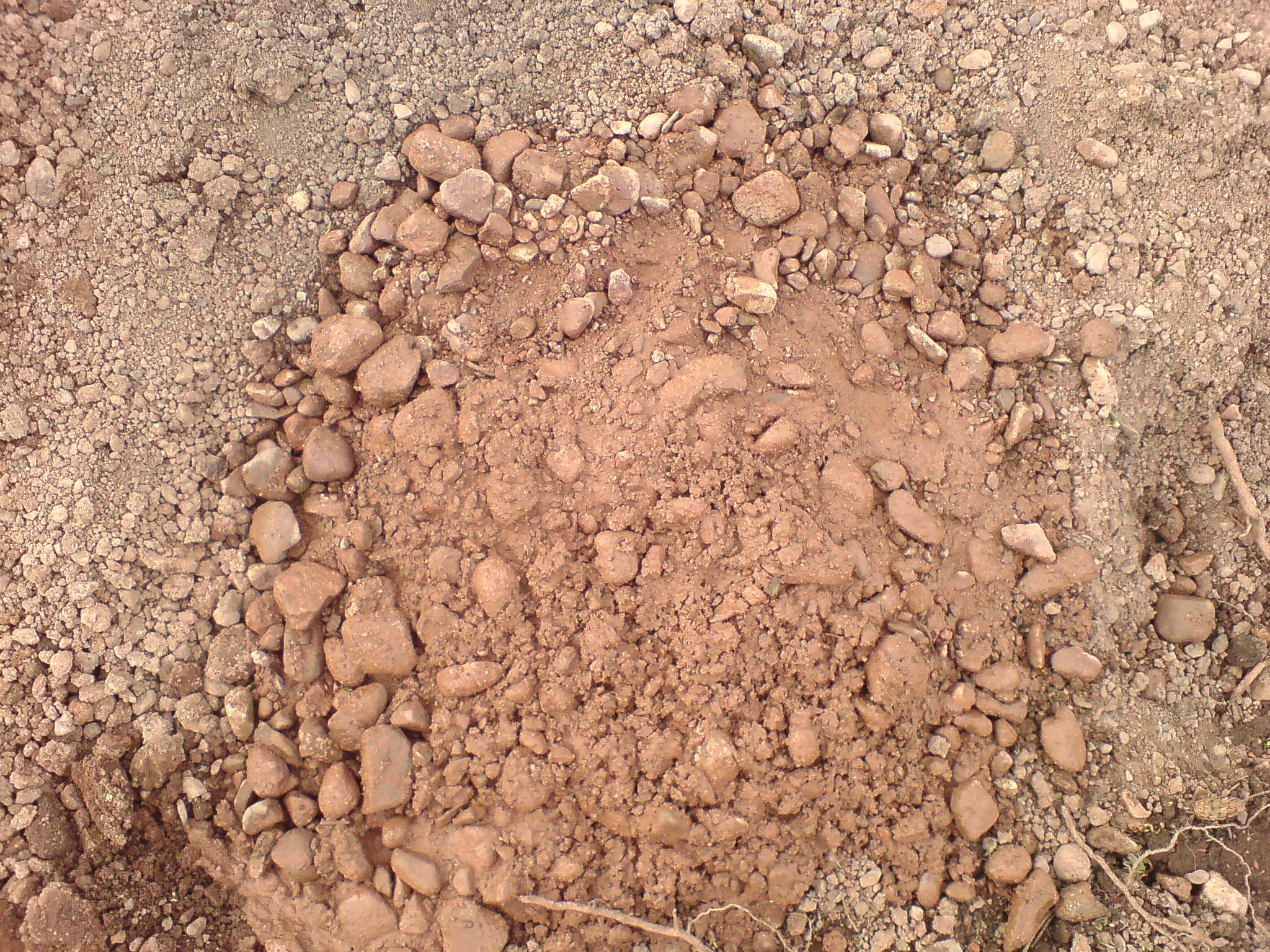
Terre et granulats extraits juste avant la nappe phréatique.

### Relief

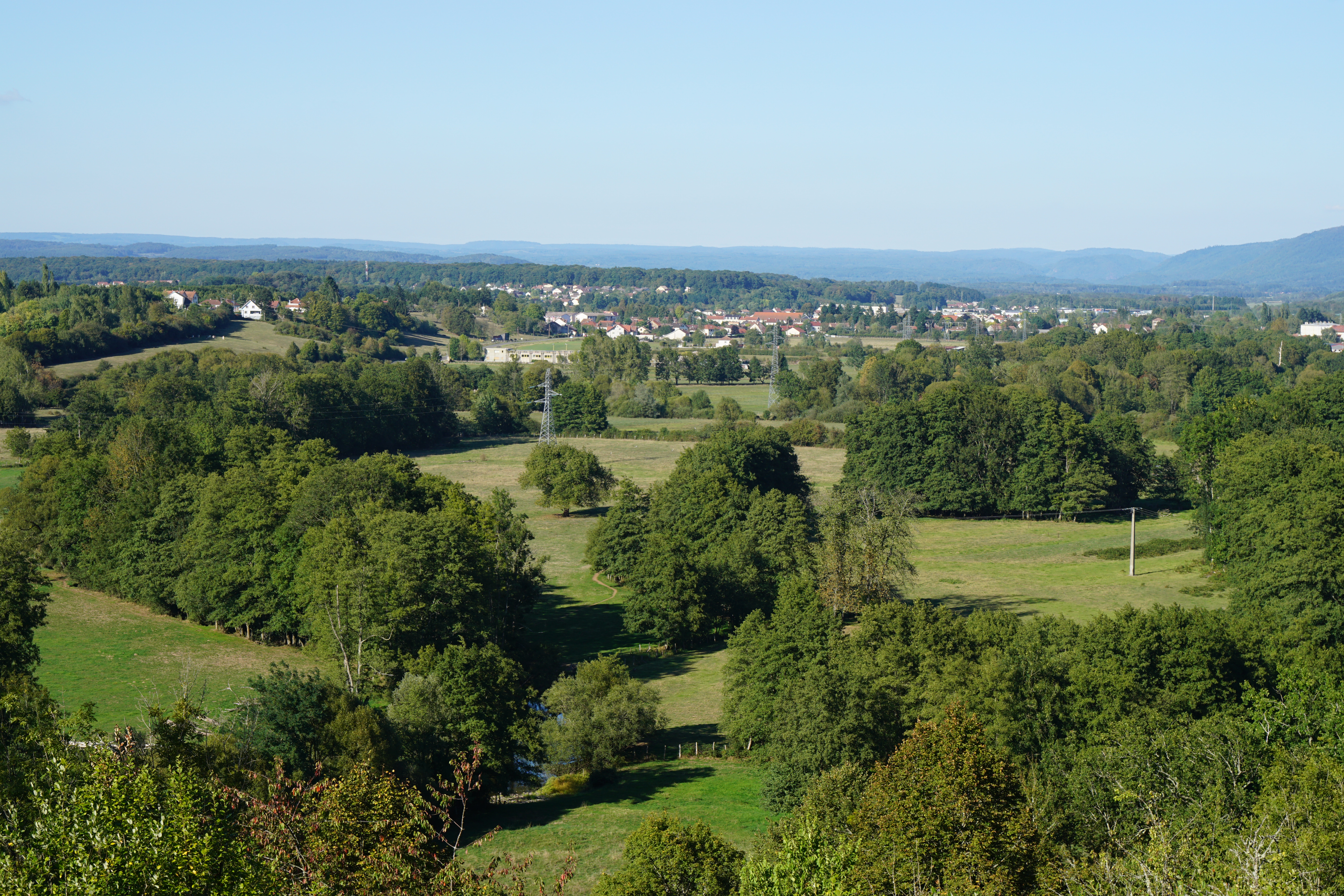
Vue éloignée de Lure depuis la butte de Vouhenans.

La superficie de la commune est de 24,31 km2 ; son altitude varie de 284  à   353 mètres.
L'espace urbain est composé de plats et de vallons.
Dans le centre-ville et en descendant vers les étangs, au nord-nord-est, la topographie est relativement plane. Il y a quelques pentes très douces, presque imperceptibles, un peu avant la rivière Ognon. Toutefois, lorsqu'on s'approche de la RN 19, le terrain est de plus en plus pentu, que ce soit à proximité de la colline du Mortard, ou vers les extérieurs de la ville au nord. Lure est donc située dans une sorte de demi-cuvette à deux exceptions près. La première, la colline de l'hôpital, nommée mont Châtel, de forme oblongue, s'étend le long du chemin de fer qui coupe la ville sur près d'un kilomètre.
La seconde est le mont Randon. Il forme une élévation d'une vingtaine de mètres de hauteur sur une base longue, mais fine. La dénivellation y est importante. Au sud de cette élévation, le sol redevient très plat jusqu'à l'Ognon et bien plus loin que les étangs. La zone entre l'Ognon et le mont Randon est inondable.
En direction de Luxeuil-les-Bains, le terrain devient plus vallonné et l'altitude augmente de plusieurs dizaines de mètres après une plaine concave.
L'Ognon barre la communication routière entre deux parties de la ville. Il est franchissable en seulement deux points. Le pont de l'Ognon, récemment élargi, dispose de quatre voies de circulation.

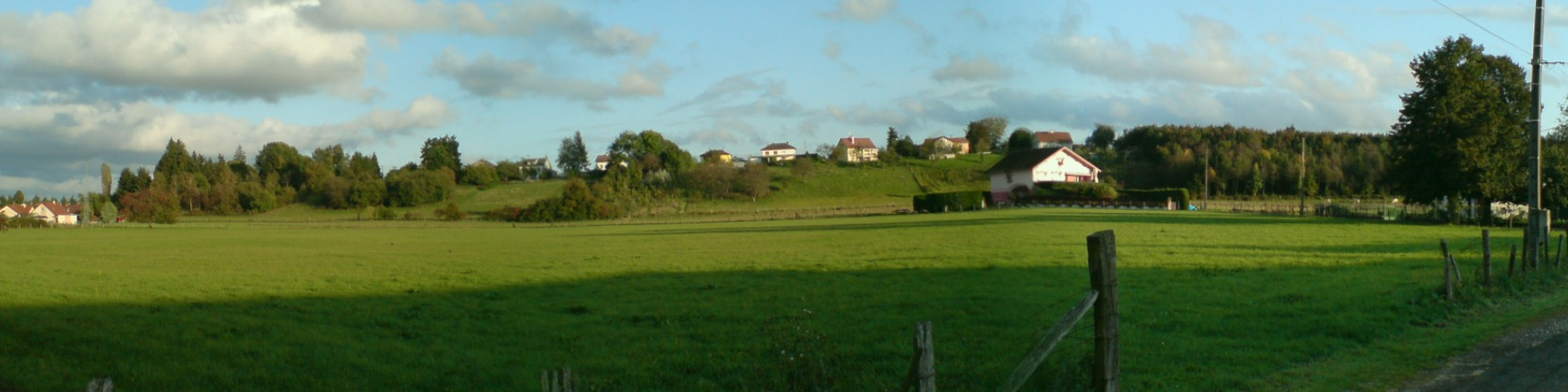
Le mont Randon, vu sur son flanc nord depuis une zone non urbanisée.

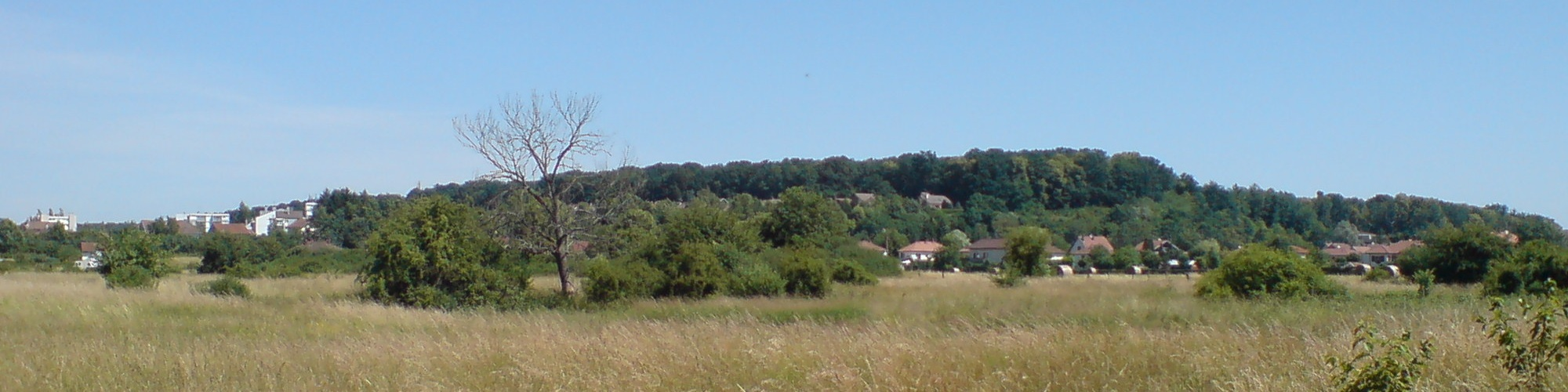
La colline du Mortard, vue partielle depuis les zones non urbanisées près de la zone des Cloyes.

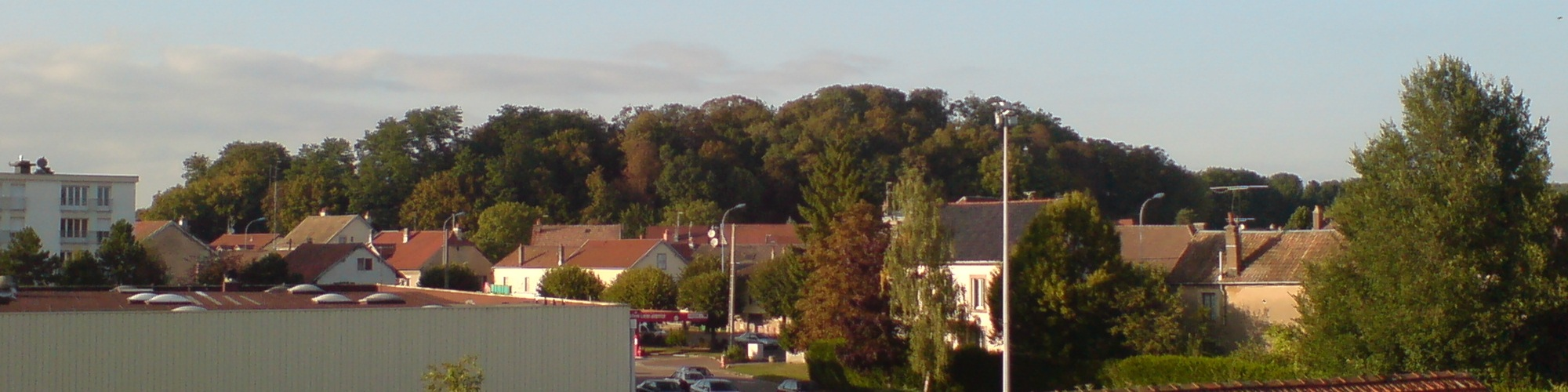
Vue partielle du mont Châtel, vu sur son flanc sud.

### Hydrographie

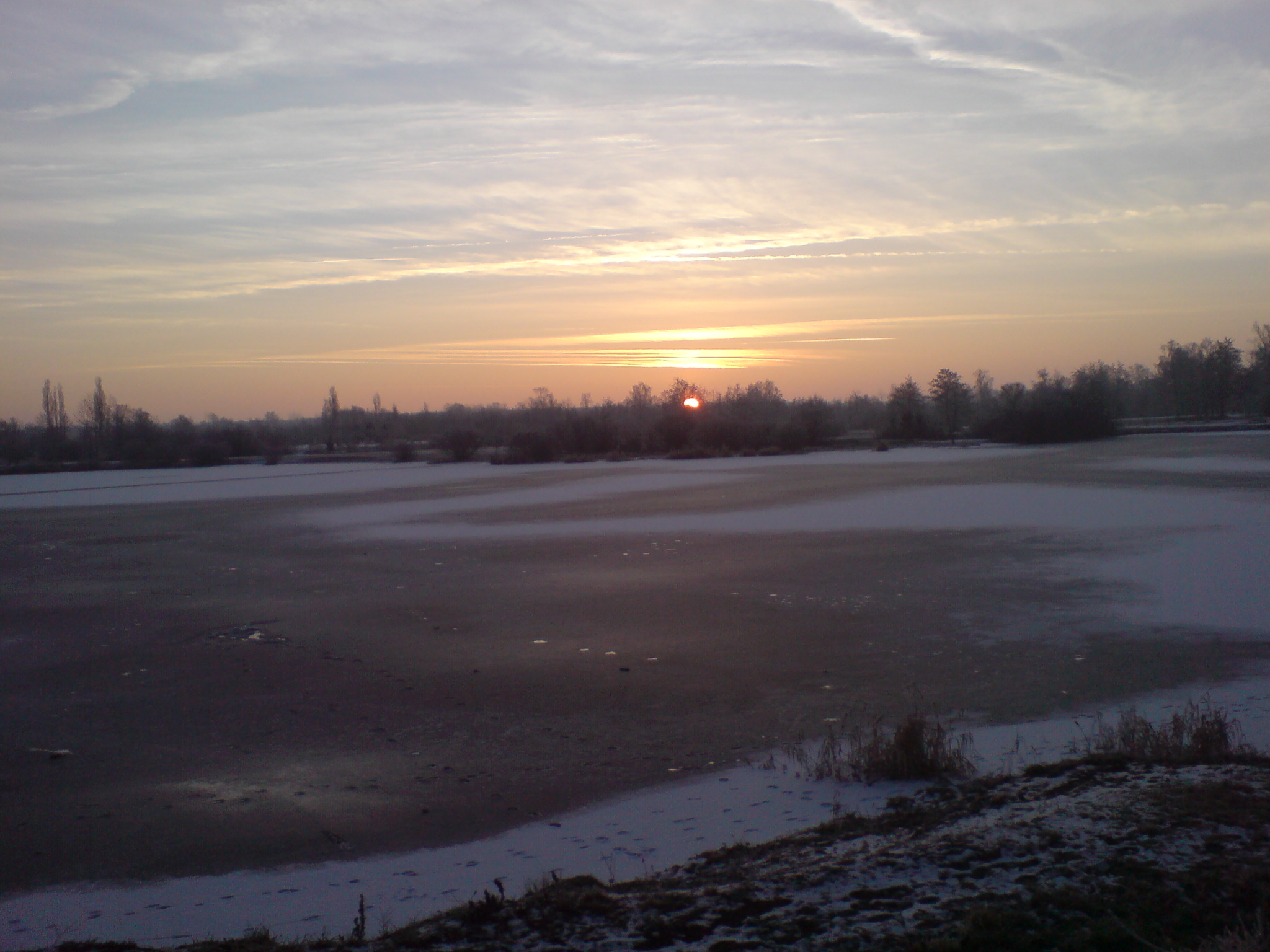
Un des étangs de Lure, en hiver.

À la périphérie de la ville se trouvent plusieurs dizaines d'étangs dont les tailles varient considérablement, d'où le nom de la région dite des mille étangs avec laquelle Lure est mitoyenne. Certains d'entre eux, souvent de grande taille et marquant le paysage en occupant tout l'espace de l'ancien lit majeur, sont d'anciennes gravières créées entre les années 1940 et 2010 par l'exploitation des granulats et inondées,, le niveau supérieur de la nappe phréatique ne se situant guère en dessous de cinq mètres. La plupart sont d'origine glaciaire. Leur profondeur reste faible, avoisinant au plus 6 mètres et leurs berges sont relativement abruptes.
La ville est implantée dans le bassin versant de l'Ognon qui la traverse du nord-est au sud-est. À Lure, l'Ognon est classé comme cours d'eau de première catégorie et ceci jusqu'à Villersexel, plus en aval. Le régime de la rivière est de type pluvio-nival altéré par les apports de plusieurs affluents à proximité de Lure. L'Ognon est en crue l'automne et est asséché l'été.
D'autres cours d'eau, aux débits très inférieurs à celui de l'Ognon, parcourent le territoire communal.

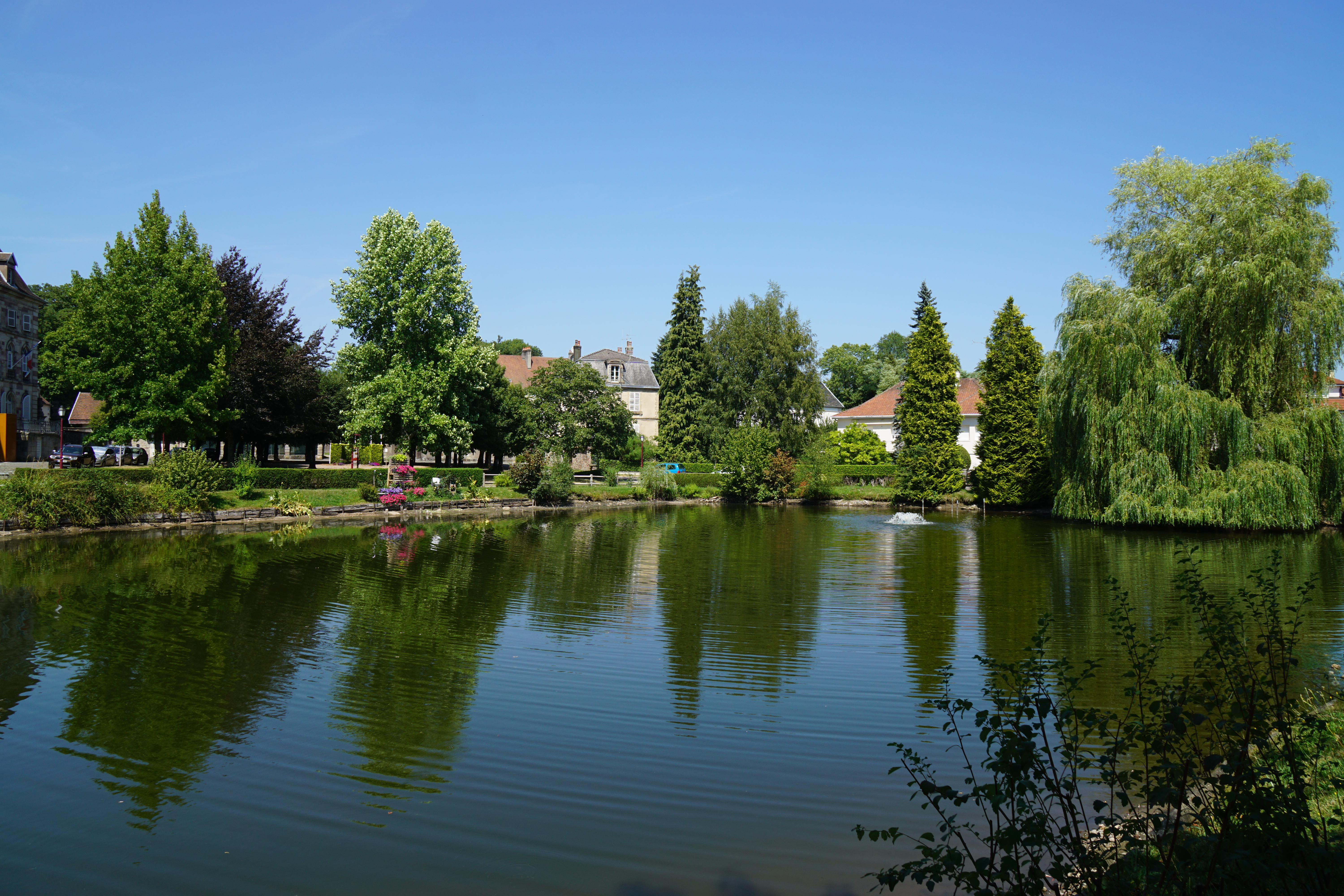
L'étang de la Font.

La Reigne s'écoule plus au centre de la commune. Cette rivière est une curiosité car elle prend sa source dans l'étang de la Font, qui n'est alimenté par aucun autre cours d'eau. Des mesures réalisées en 1934 avec de la fluorescéine, ont montré que la Reigne est une résurgence de l'Ognon et de quelques autres filets d'eau. L'excédent d'eau dans l'étang crée la rivière qui s'écoule vers le sud-ouest. Elle est alimentée plus en aval par un cours d'eau alimenté par le Bourbier et par le ruisseau Notre-Dame, lui-même issu de la confluence de deux ruisseaux : celui des Près Richard et celui de la Fontaine Chartons. En suivant la Reigne sur quelques centaines de mètres en aval de cette confluence, ses résurgences sont visibles, connues sous le nom de source du Noireaud. À cet endroit, le cours d'eau devient beaucoup plus large et plus profond, jusqu'à 2,5 mètres. Par ailleurs, l'eau y est très cristalline. Ce cours d'eau s'écoule jusqu'à Magny-Vernois où il s'élargit une nouvelle fois et perd en tirant d'eau.

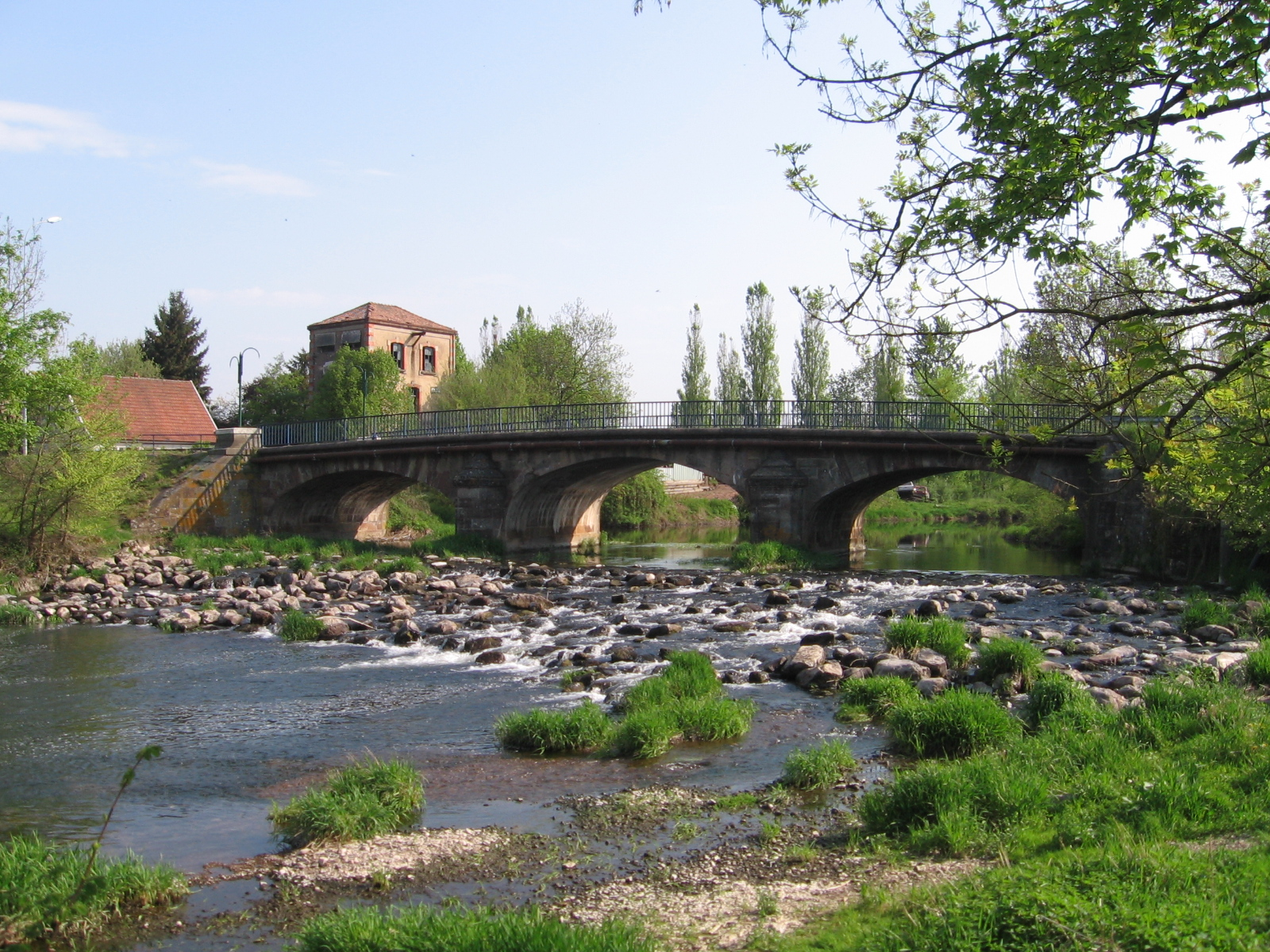
L'Ognon traverse Lure.

Second en débit, le Rahin coule à la limite sud de Lure, du nord-ouest au sud-ouest. Il est alimenté par un petit ruisseau local, le Sémé, qui s'écoule du nord-ouest au sud-est.
La région ne souffre que très rarement de sécheresses même lorsqu'elles s'étendent à l'échelle européenne. L'été, la présence des étangs aide à la régulation des réserves en eau, leur niveau pouvant fluctuer de plus d'un mètre.
Par ailleurs, les eaux pluviales en provenance de la butte du Mortard ruissellent le long d'un petit canal souterrain en dessous de l'esplanade Charles de Gaulle. En cas de fortes pluies, un bassin de rétention contient le trop-plein. D'autres bassins de rétention se trouvent vers les étangs, derrière la zone commerciale de la Saline.
En raison de la présence des étangs sur la commune de Lure, l'hydrologie locale est un facteur déterminant, tant de l'urbanisme et de l'architecture qu'au plan du climat local.

### Climat
Pour des articles plus généraux, voir Climat de la Bourgogne-Franche-Comté et Climat de la Haute-Saône.
En 2010, le climat de la commune est de type climat de montagne, selon une étude du Centre national de la recherche scientifique s'appuyant sur une série de données couvrant la période 1971-2000. En 2020, Météo-France publie une typologie des climats de la France métropolitaine dans laquelle la commune est exposée à un climat semi-continental et est dans la région climatique Lorraine, plateau de Langres, Morvan, caractérisée par un hiver rude (1,5 °C), des vents modérés et des brouillards fréquents en automne et hiver.
Pour la période 1971-2000, la température annuelle moyenne est de 9,9 °C, avec une amplitude thermique annuelle de 17,3 °C. Le cumul annuel moyen de précipitations est de 1 111 mm, avec 13,4 jours de précipitations en janvier et 10,4 jours en juillet. Pour la période 1991-2020, la température moyenne annuelle observée sur la station météorologique de Météo-France la plus proche, « Étobon », sur la commune d'Étobon à 14 km à vol d'oiseau, est de 10,7 °C et le cumul annuel moyen de précipitations est de 1 272,5 mm. 
La température maximale relevée sur cette station est de 38,5 °C, atteinte le 24 juillet 2019 ; la température minimale est de −18 °C, atteinte le 1er mars 2005,,.
Les paramètres climatiques de la commune ont été estimés pour le milieu du siècle (2041-2070) selon différents scénarios d'émission de gaz à effet de serre à partir des nouvelles projections climatiques de référence DRIAS-2020. Elles sont consultables sur un site dédié publié par Météo-France en novembre 2022.

### Paysages

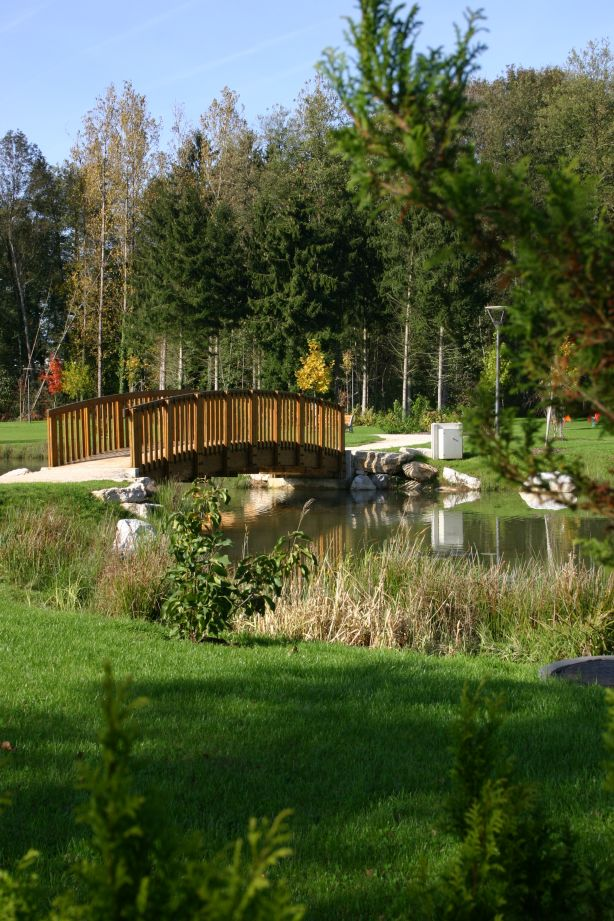
Vue sur un pont dans le parc de l'Abbaye.

Dans la ville centre, il n'existe que deux parcs publics notables. Le premier, plus petit, prend place entre les écoles de la Pologne et est muni d'une petite aire de jeux. Le second, bien plus vaste, connu sous le nom de parc de l'Abbaye, se situe derrière la sous-préfecture. Il a remplacé le vieux parc du Mont-Châtel remplacé par l'hôpital. Plusieurs chemins aménagés cheminent à travers la pelouse et deux petits ruisseaux s'y écoulent. Un kiosque à musique accueille plusieurs évènements lors de la saison estivale.
Aux abords des espaces urbanisés, il existe un parcours de santé dans la forêt surplombant le quartier du Mortard, ainsi qu'un vaste espace vert de plusieurs hectares, près du centre équestre, au sud. Celui-ci englobe plusieurs étangs entourés de chemins et propose un grand espace de jeu aux enfants. Cette base de loisir appartient à la communauté de communes.
Sans être de grands espaces verts, il existe plusieurs aménagements faisant cohabiter végétation et espaces urbanisés. De nombreux parterres floraux et végétaux bordent les pourtours de l'étang. La place de la Libération, accolée à celui-ci, est ombragée par de vieux arbres. L'avenue Carnot est bordée sur plusieurs centaines de mètres d'arbres d'une même essence, entretenus annuellement, et de petits bosquets oblongs dans lesquels ont été plantés des végétaux d'agrément. Les rondpoints de cet axe sont abondamment fleuris. Cette « coulée verte » chemine en centre-ville par la rue principale. Cette rue et le square de la gare sont arborés de platanes plus que centenaires. Des jardinières agrémentent certaines rues. Malgré ces aménagements, la cité du sapeur ne jouit d'aucune fleur au titre du concours des villes et villages fleuris.

### Milieux naturels et biodiversité

ZNIEFF de Lure et des communes limitrophes.

Lure est couverte d'une forêt de feuillus. La commune compte 552 espèces indigènes (en particulier les genres Viola, Geranium, Euphorbia, Dryopteris, Carex, Leucanthemum vulgare, sapin, chêne), 24 espèces introduites dont 9 sont envahissantes et une espèce cryptogènes, la Grémille.
La commune et les environs comptes plusieurs zones naturelles d'intérêt écologique, faunistique et floristique (ZNIEFF) :
1. zone Natura 2000 du Plateau des mille étangs ;
2. étang et tourbière du grand Saint-Maurice ;
3. ruisseau de la Noue Armand ;
4. vallée supérieure de l'Ognon et ses affluents ;
5. pré et champs du Trembloi, marais de l’étang des âges ;
6. étang du milieu.

#### Flore

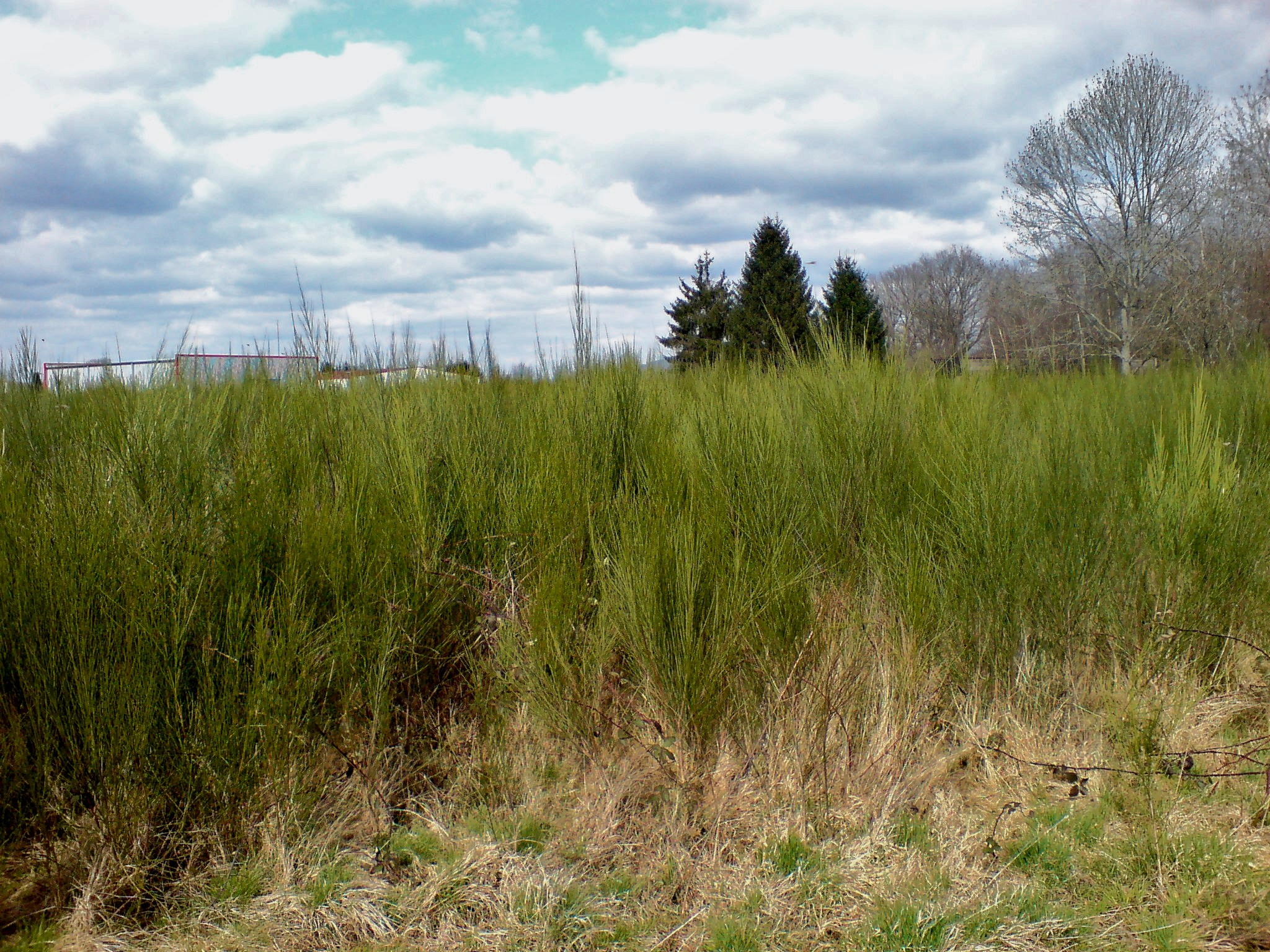
Le genêt à balais est présent sur les terrains en friche, dans le sud de la ville.

Le territoire communal se divise en plusieurs zones, en fonction du type de sol et de leurs localisations.
Les 1 065 hectares de forêt de Lure sont composés dans leur immense majorité de feuillus tels que le chêne, le hêtre, l'aulne le frêne, le charme, le tilleul ou quelquefois le saule. Une certaine quantité de bouleaux y est visible. On trouve quelques conifères épars, très probablement implantés par l'homme.
Les zones où l'on exploite industriellement le gravier et les anciens terrains militaires sont composés et entourés de friches où le sol est acide et pauvre en minéraux. La végétation y est donc particulière. Il y pousse beaucoup de genêt à balais et d'armoises, ce qui donne une allure désertique aux terrains concernés.
Dans le domaine agricole, le blé et le maïs sont cultivés, mais le sol pauvre profite aux pâtures. Dans les terrains non bâtis, la végétation est similaire à celle que l'on trouve dans les prairies. Dans les plaines entretenues, l'herbe permet des pâtures pour les chevaux.
Une flore typique s'est développée dans la zone de loisirs et autour des étangs. En hiver, le gel empêche plus d'un végétal de se développer naturellement, notamment les végétaux exotiques tels que le palmier.

#### Faune
La faune diffère selon les lieux étudiés ; en effet, la faune des friches n'est pas la même que celle des forêts, qui n'est pas la même que celle des champs. L'aquafaune est un domaine spécifique à Lure et de sa communauté de communes.
Dans les forêts avoisinantes, la faune est celle du grand Est français. Au total, une quarantaine d'espèces distinctes cohabitent. Parmi elles, les plus connues sont le pic, la buse, l'épervier et la chouette hulotte. Les forêts luronnes sont un lieu de chasse, comme en témoigne la présence de chevreuils et de sangliers. Le renard, le blaireau et la martre sont toutefois recensés. Dans les friches, certains des oiseaux cités ci-dessus habitent les lieux. Le chevreuil, la belette et l'hermine ont les friches comme habitat. Ces friches sont généralement proches des forêts. Évidemment, d'autres espèces plus rarement observées fréquentent le sol luron.
En ce qui concerne l'aquafaune, deux domaines distincts sont à retenir : les points d'eau stagnants, comme les étangs, et les cours d'eau comme l'Ognon.
Les étangs offrent à la nature des étendues d'eau particulières, ou une faune spéciale se développe pour la raison que la végétation manque, les berges étant trop abruptes, bien que certains animaux y vivent, comme quelques-uns des ceux qui peuplent les étangs naturels de la région, tels que le canard colvert, la poule d'eau, le grèbe huppé et une multitude d'insectes tels que les araignées d'eau et les moustiques. La pêche y est également pratiquée. À titre d'exemple, fin août 2009, dans un étang près de la zone commerciale des Cloyes a été pêché un silure de 197 cm pour 50 kg et dans la même journée, plusieurs autres poissons de plus de 150 cm. Cygnes, des canards et des carpes ont été introduits dans l'étang de la Font, devant la sous-préfecture.
En matière de cours d'eau, il n'est à retenir que l'Ognon, Cours d'eau de première catégorie, la Reigne et le Rahin dans lesquels la pêche est pratiquée. Diverses espèces y sont naturellement présentes. On peut y trouver des perches, des truites ainsi que des ombres. Quelques rares anguilles peuplent la rivière.
Les territoires urbanisés de la ville ont vu petit à petit apparaitre une faune spécifique. Les corbeaux et les pigeons sont omniprésents dans l'espace urbain. Ils se nourrissent d'insectes ou parfois d'ordures. La ville, étant trop envahie par les corbeaux du bois du Mortard et de la colline de l'hôpital, la sous-préfecture organise tous les ans une chasse afin d'en diminuer la population sur la colline de l'hôpital (mont Châtel). À titre d'exemple, la campagne de régulation qui a duré du 24 avril au 8 mai 2008 a permis d'éliminer 959 volatiles en 46 sorties.
Également, les chats errants prolifèrent dans certains quartiers de la ville, se nourrissant de quelques déchets et autres, ce qui n'est pas inhabituel. Il arrive également d'apercevoir dans les quartiers périphériques dans lesquels la végétation est plus présente des chauves-souris et des écureuils.

## Urbanisme

### Typologie
Au 1er janvier 2024, Lure est catégorisée centre urbain intermédiaire, selon la nouvelle grille communale de densité à sept niveaux définie par l'Insee en 2022.
Elle appartient à l'unité urbaine de Lure, une agglomération intra-départementale regroupant quatre  communes, dont elle est ville-centre,,.
Par ailleurs la commune fait partie de l'aire d'attraction de Lure, dont elle est la commune-centre,. Cette aire, qui regroupe 33 communes, est catégorisée dans les aires de moins de 50 000 habitants,.

### Occupation des sols

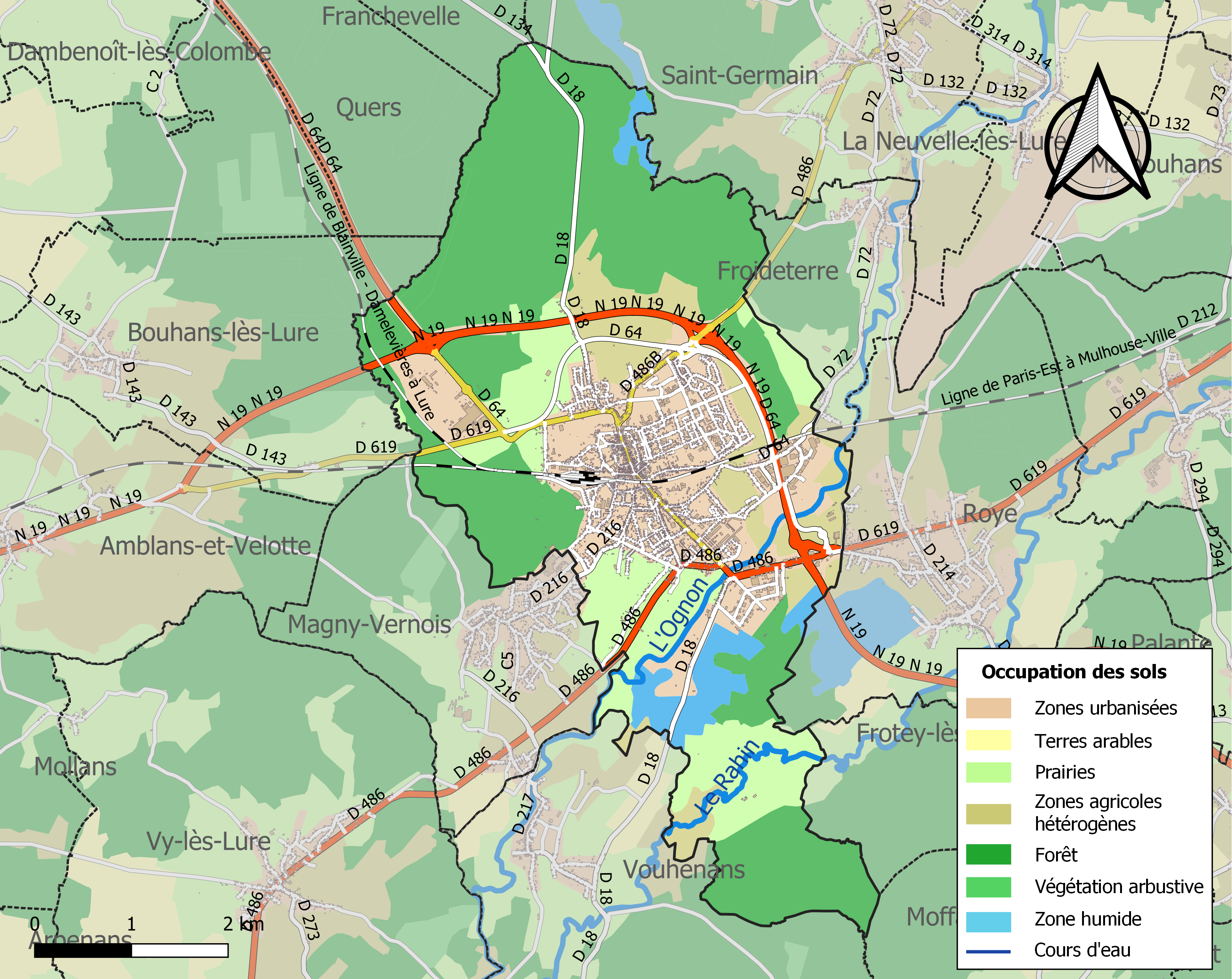
Carte des infrastructures et de l'occupation des sols de la commune en 2018 (CLC).

L'occupation des sols de la commune, telle qu'elle ressort de la base de données européenne d’occupation biophysique des sols Corine Land Cover (CLC), est marquée par l'importance des forêts et milieux semi-naturels (44,6 % en 2018), en diminution par rapport à 1990 (49 %).
La répartition détaillée en 2018 est la suivante : forêts (44,6 %), prairies (15,5 %), zones urbanisées (14,4 %), zones agricoles hétérogènes (10,2 %), zones industrielles ou commerciales et réseaux de communication (8,8 %), eaux continentales (4 %), espaces verts artificialisés, non agricoles (1,5 %), mines, décharges et chantiers (1,1 %).
L'évolution de l’occupation des sols de la commune et de ses infrastructures peut être observée sur les différentes représentations cartographiques du territoire : la carte de Cassini (XVIIIe siècle), la carte d'état-major (1820-1866) et les cartes ou photos aériennes de l'IGN pour la période actuelle (1950 à aujourd'hui).

### Morphologie urbaine

#### Quartiers
Le quartier de la Pologne, avec son école primaire et maternelle, est composé essentiellement d'anciennes fermes, de maisons bourgeoises et de villas. Les anciennes fermes et maison bourgeoises s'alignent le long de la rue principale, comme c'est fréquemment le cas dans cette partie du département. Au début du XXIe siècle, de nouveaux lotissements se construisent aux Près-Verts. Le quartier doit son nom à une famille polonaise, les Deskur. Jean Deskur, major dans l'armée russe empêcha la destruction totale de la ville en 1814, en représailles du meurtre d'un général autrichien. Une rue porte son nom en sa mémoire. Son fils vint trouver refuge à Lure en 1863 à la suite de l'insurrection polonaise de 1863. Par ailleurs, beaucoup de familles polonaises travaillaient dans les mines de Ronchamp, mais n'habitaient pas Lure. Un magnifique petit parc se trouve entre les deux écoles. Depuis 1994, il est orné d'un monument de taille modeste à la mémoire de ces Polonais.
Le quartier du Mortard, situé au nord, en surplomb de la ville sur la Colline du Mortard, a donné son nom à un collège renommé depuis 2010 collège Albert-Jacquard. Ce quartier s'étend selon un axe nord-sud. Les boulevards de la Résistance et du parc ainsi que l'avenue du Mortard le délimitent. Le quartier a été bâti au cours des années 1970. Ce quartier est constitué d'immeubles et de blocs d'habitation en formes de barres et de petites tours où réside un nombre important de populations d'origine nord-africaine. Ce grand ensemble est un quartier prioritaire comptant 1 115 habitants en 2020, dont 53 % vivent sous le seuil de pauvreté. En contrebas sont situés d'autres immeubles d'habitations de moindres dimensions.

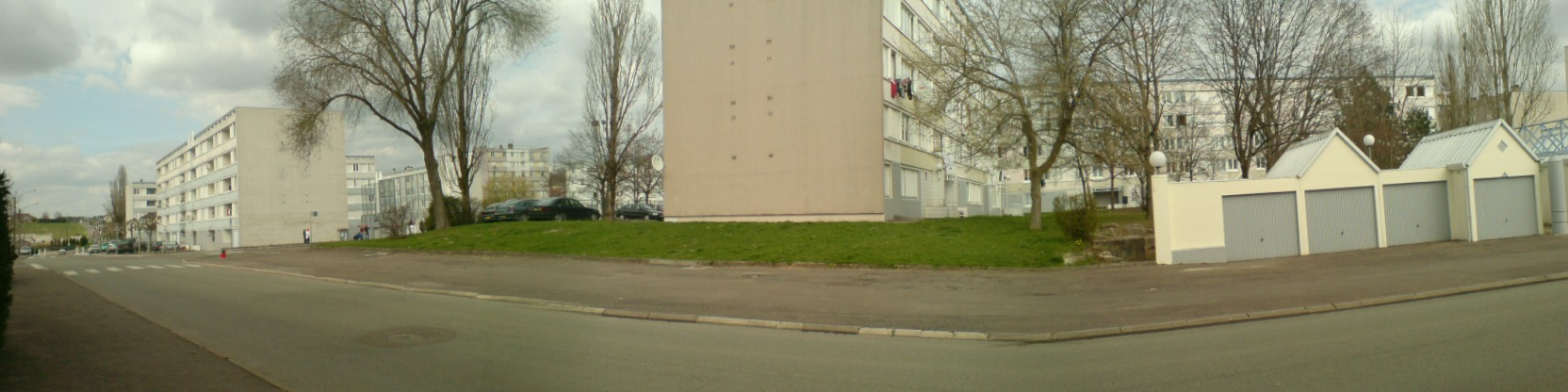
Le quartier du Mortard, constitué principalement de barres d'immeubles implantées le long du boulevard de la Résistance.

Le quartier Lassalle a été créé un peu avant les casernes en septembre 1890. La gendarmerie loge un grand nombre de ses militaires dans les résidences qui ont pris la place des anciennes casernes. Il s'agit d'ouvrages contemporains.
Les Eaux-Vives est un quartier situé sur le site d'une ancienne fonderie. Il se compose de plusieurs immeubles d'habitation en forme de barres et a été construit au cours des années 1990.
Les Prés la Côte est un écoquartier dont les réfections[Quoi ?] ont débuté en 2005. Il occupe un espace entre la rue des Vosges et le lycée G.-Colomb, au nord de Lure. En 2008, la municipalité confie le projet à un aménageur qui a pour responsabilités de viabiliser les terrains et de proposer des plans d'aménagement. Il accueille une maison d'accueil spécialisée pour les handicapés et 25 logements d'habitat 70[pas clair]. D'autres projets immobilier sont en cours d'étude en 2015.

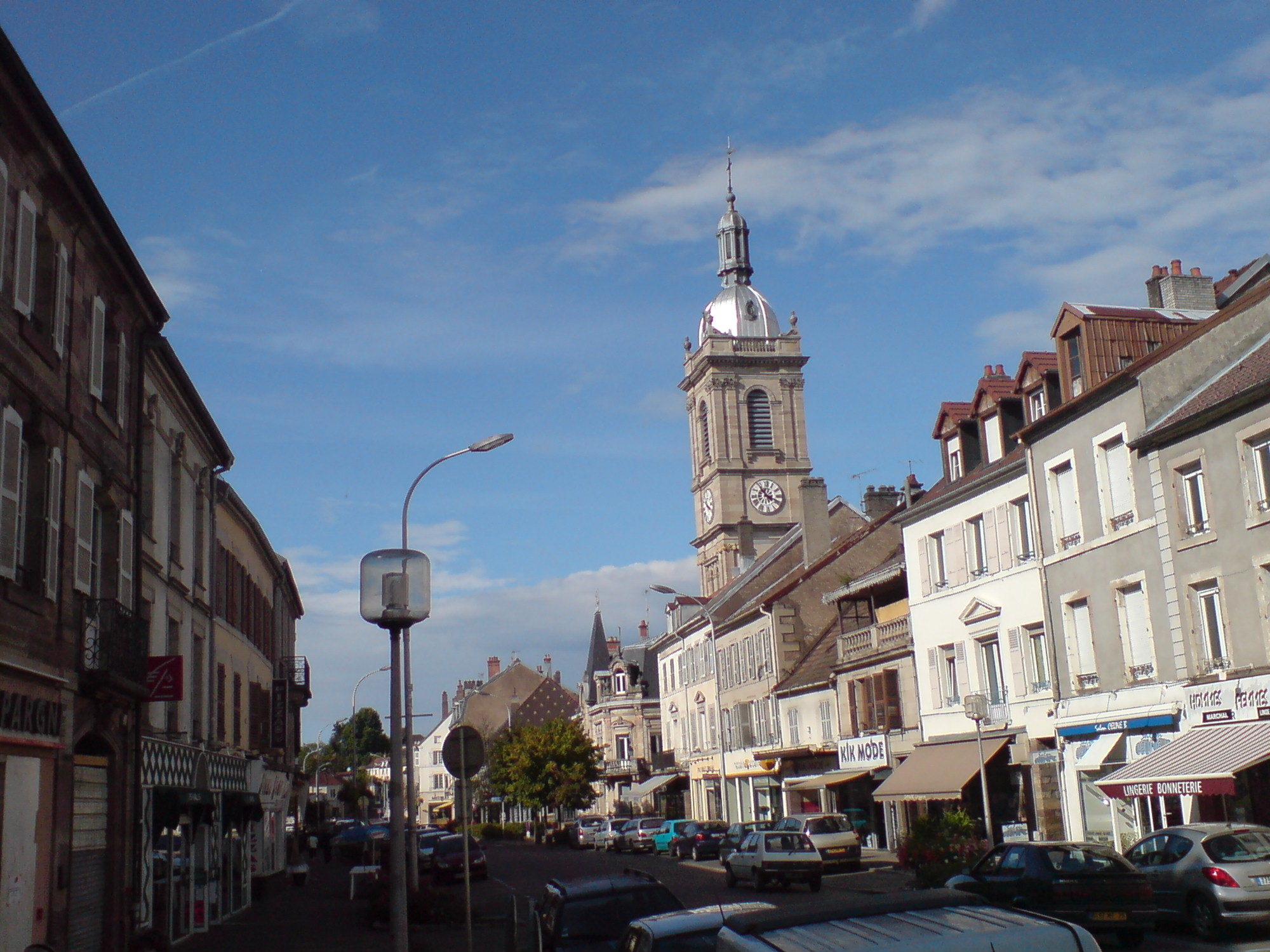
Le centre-ville.
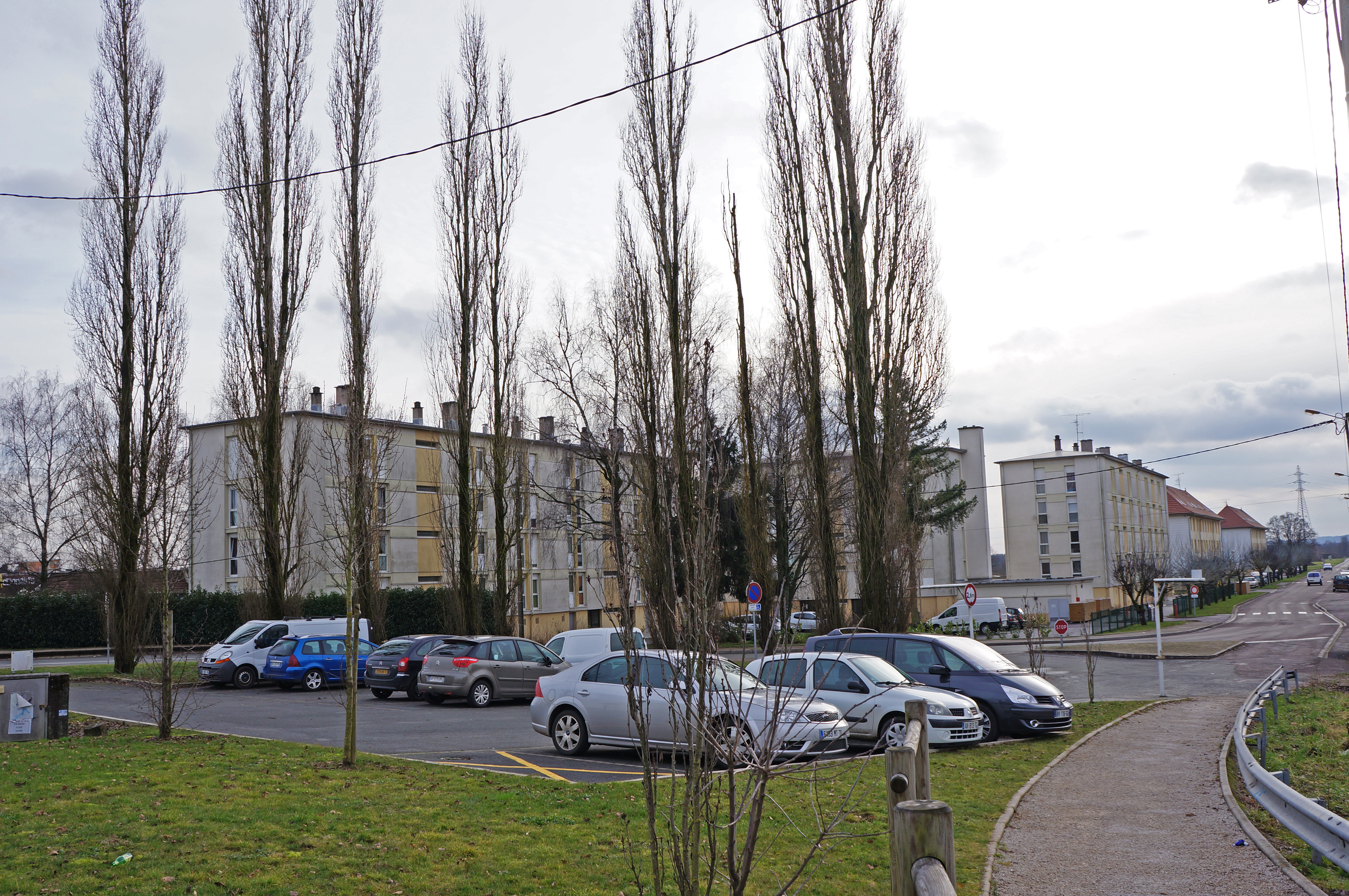
La Saline.
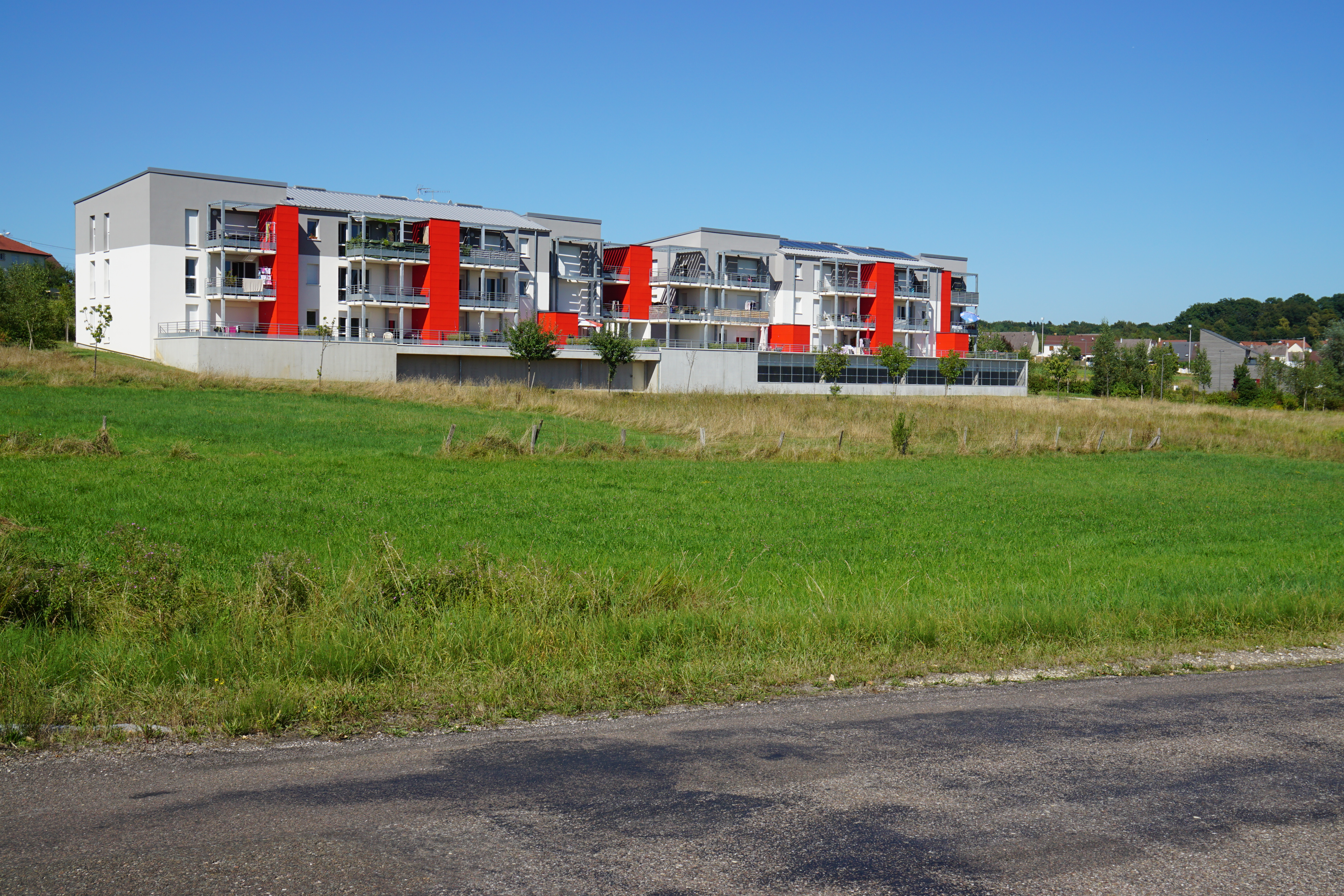
Immeuble au Prés la Côte.

Il existe trois comités de quartier à Lure ; un pour le quartier du Mortard et ses environs, un pour le centre-ville, et un dernier pour le quartier de la Pologne. Ils ont pour objectifs d'améliorer la citadinité grâce à des réunions publiques permettant consultation des habitants et recueil des suggestions.

#### Tissu urbain

Développement urbain de Lure et Magny-Vernois.

De taille trop modeste, l'aire urbaine de Lure n'est pas à proprement parler une agglomération, bien que la cité soit le chef-lieu de la communauté de communes du pays de Lure et la seule sous-préfecture de la Haute-Saône. L'Insee la répertorie parmi les aires urbaines de France. Schématiquement, le développement urbain s'étend le long de trois principaux axes.
- Axe RN 19-D 486 (est-ouest)

La ville n'a fusionné avec aucune ville de taille semblable, cependant, le village de Roye est accolé à la commune. En suivant la route reliant les deux communes, on peut s'apercevoir que les hameaux de Magny-Vernois (gare et tuilerie) sont séparés de la ville par une mince bande de pâtures de quelques centaines de mètres tout au plus. Sous l'effet de la pression foncière, la continuité du bâti entre le village et la ville est, par endroits, déjà réalisée.
Par ailleurs, des terrains limitrophes sont en construction sur le mont Randon. Ce village est très proche de Vouhenans mais les noyaux villageois ne se joignent pas encore tout à fait, quoique les limites de l'urbanisation ne soient plus très nettes sous l'effet du mitage. Cet axe constitue un élément majeur de la dynamique spatiale locale. Il suscite, de part et d'autre, une croissance urbaine. Les parties nord et sud sont, au contraire, occupées par une grande forêt et une quinzaine d'étangs, limitant la progression de l'urbanisation.
- Axe « nord-sud

Le long de cet axe les communes limitrophes sont plus éloignées les unes des autres, séparées par des espaces agricoles de vastes tailles, des forêts, ou encore des étangs. Toutefois, un hameau de Froideterre, éloignée de deux kilomètres du centre du village, jouxte Lure au nord-est, à proximité de la zone commerciale des Cloyes.
- Développement

Dès son origine, Lure a été développée autour de l'abbaye proche du lac de la Font. Malmenée à plusieurs reprises, la cité a toutefois crû en taille et en nombre d'activités à l'intérieur de ses murailles, entre le XIVe siècle et le XVIIIe siècle. Tandis que la croissance urbaine enjambait la muraille, cette dernière fut détruite sous ordre de Louis XIV, à la suite du rattachement de la Franche-Comté. Lure n'était encore alors qu'un gros bourg rural. Sous l'impulsion des premières industries, la population augmenta rapidement, et l'aire bâtie fut étendue vers le sud suivant la route nationale.
Lors de la seconde moitié du XXe siècle, de nouvelles rues furent tracées et les nouveaux peuplements se concentraient sur les limites sud.
Des photographies aériennes des années 1960 montrent le développement urbain en digitation le long des axes de transport et des rues, laissant des interstices. Cette partie de la ville avait un aspect de toile d'araignée. D'année en année, la construction de ces parcelles a progressivement homogénéisé l'espace communal sous la forme d'un tissu urbain. Toutefois, quelques espaces non aedificandi échappent encore à la pression immobilière, mais ces « îlots verts » sont progressivement grignotés et tendent à disparaître. La zone commerciale des Cloyes a été complètement aménagée au cours des années 1980, tandis que celle de la Saline a pris son relais durant les années 2000.

### Habitat et logement
En 2021, le nombre total de logements dans la commune était de 4 345, alors qu'il était de 4 329 en 2016 et de 4 205 en 2011.
Parmi ces logements, 87,6 % étaient des résidences principales, 1,9 % des résidences secondaires et 10,5 % des logements vacants. Ces logements étaient pour 47,1 % d'entre eux des maisons individuelles et pour 50,9 % des appartements.
Le tableau ci-dessous présente la typologie des logements à Lure en 2021 en comparaison avec celle de la Haute-Saône et de la France entière. Une caractéristique marquante du parc de logements est ainsi la faible proportion des résidences secondaires et logements occasionnels (1,9 %) par rapport au département (6,2 %) et à la France entière (9,7 %).
| Typologie                                               | Lure | Haute-Saône | France entière |
| ------------------------------------------------------- | ---- | ----------- | -------------- |
| Résidences principales (en %)                           | 87,6 | 83,2        | 82,2           |
| Résidences secondaires et logements occasionnels (en %) | 1,9  | 6,2         | 9,7            |
| Logements vacants (en %)                                | 10,5 | 10,6        | 8,1            |

Les immeubles comportant au moins dix logements sont principalement situés dans les quartiers du Mortard et aux Eaux-Vives.
Une vaste aire d'accueil aménagée est mise à disposition des gens du voyage, conformément à la législation pour les communes de plus de 5 000 habitants et au schéma départemental d’accueil des gens du voyage. L'aire est située au nord de Lure, près de l'usine Parisot ; ce service est payant.

### Planification de l'aménagement
La commune fait partie du plan local d'urbanisme intercommunal (PLUi) de la communauté de communes du pays de Lure (CCPL), document d'urbanisme de référence pour la commune et toute l'intercommunalité approuvé le 26 juin 2018.
Lure fait également partie du SCOT du pays des Vosges saônoises, un projet de territoire visant à mettre en cohérence l'ensemble des politiques sectorielles, notamment en matière d’habitat, de mobilité, d’aménagement commercial, d’environnement et de paysage.

### Projets d'aménagement
La municipalité soutient les politiques vertes à travers plusieurs actions, notamment, le projet d'écoquartier Les Prés la Côte ou la construction de pistes cyclables favorisant le déplacement à vélo. Dans le cadre scolaire, le lycée est un établissement pilote dans l'opération agenda 21.

### Voies de communication et transports

#### Voies routières
Depuis plusieurs siècles, la route d'accès traversait la commune par le centre-ville dans l'axe nord-sud constitué par la D 64. Elle joint la rue Carnot au nord et traverse l'Ognon dans le sens inverse. Depuis les années 1980, un contournement a permis de diminuer le trafic de passage du centre-ville. Depuis, la circulation des camions y est interdite. Ce contournement de la RN 19 sert pour le trafic local « interquartier ». La 2 × 2 voies relie directement la route expresse (D 64) au nord conduisant à Luxeuil-les-Bains et facilite l'accès à Vesoul à l'ouest.
La rue Carnot, traversant entièrement Lure, présente des difficultés de circulation lors du passage d'un train ou aux heures de pointe.
Parmi les autres axes importants à mentionner citons la D 18 au sud-ouest partant en direction de Vouhenans. Par ailleurs, la D 64 traverse le centre-ville, coupe la rue Carnot, pour rejoindre le nœud routier au nord puis Luxeuil-les-Bains. La D 486, en direction du nord-ouest, conduit vers Saint-Germain. La voie expresse luronne et son débouché sur Vesoul ainsi que la RD 619 menant à Belfort sont des passages fréquemment empruntés par les convois exceptionnels.
Pour des raisons de sécurité routière, la municipalité limite la vitesse de circulation sur certains tronçons à 30 km/h et installe des ralentisseurs latéraux, généralement des extensions du trottoir en forme de trapèze des deux côtés de la chaussée. C'est le cas notamment de la route d'accès à la zone commerciale des Cloyes et sur le boulevard à proximité du collège du Mortard. L'installation de dos d'âne est systématisée afin de sécuriser les zones scolaires, ou certaines intersections. Une signalisation appropriée est en place. Dans le même contexte, plusieurs rues ont été définies à sens unique. C'est notamment le cas de la rue de la mairie et des voies d'accès à la zone commerciale des Cloyes.

#### Déplacements piétons
Toutes les rues, même les plus petites, disposent d'un trottoir dans un but de sécurité piétonne. Début 2010, Lure ne dispose d'aucune rue piétonne.
La municipalité rénove des passages étroits pour les piétons, appelés trajes.

Exemples de trajes
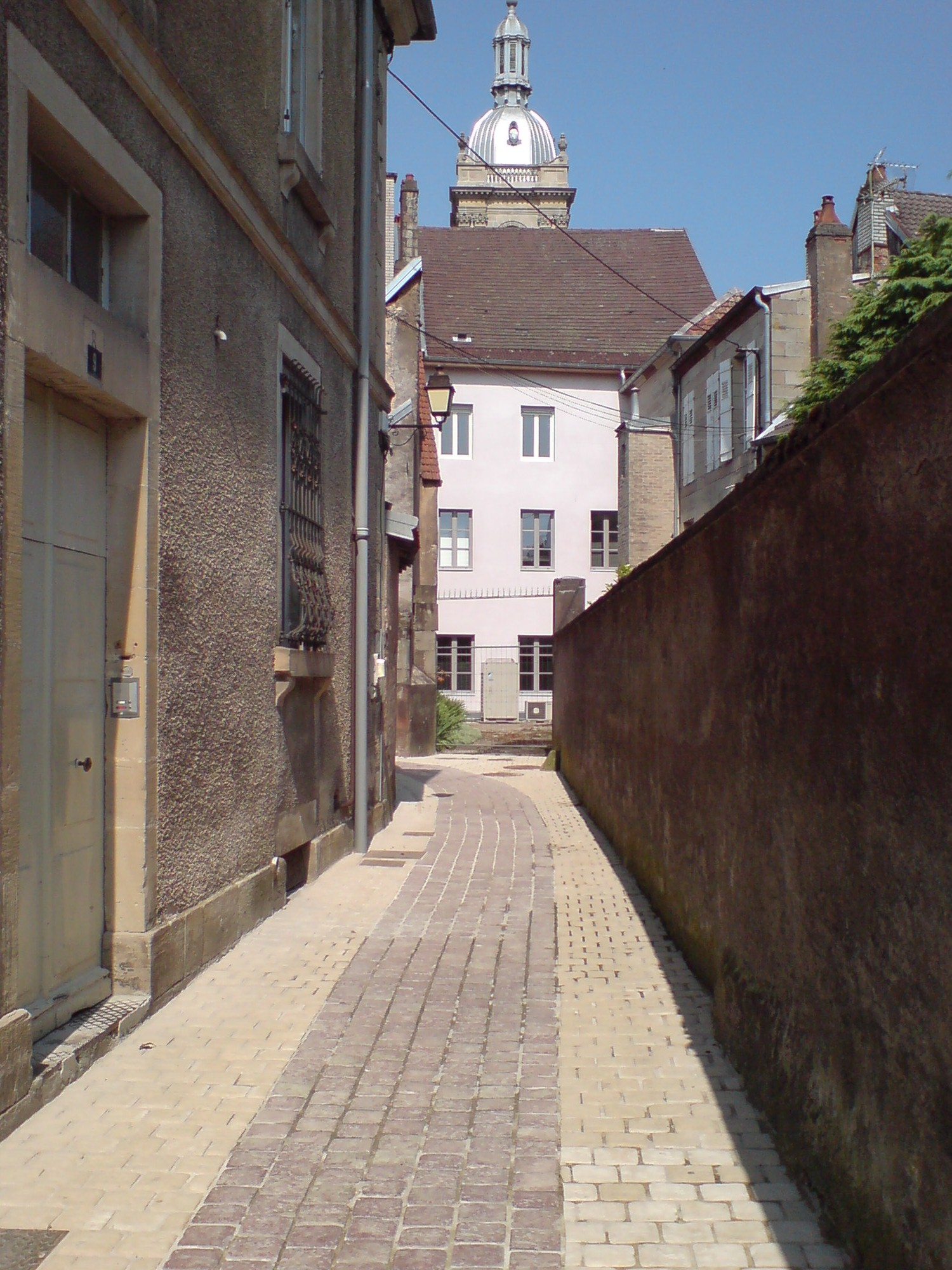
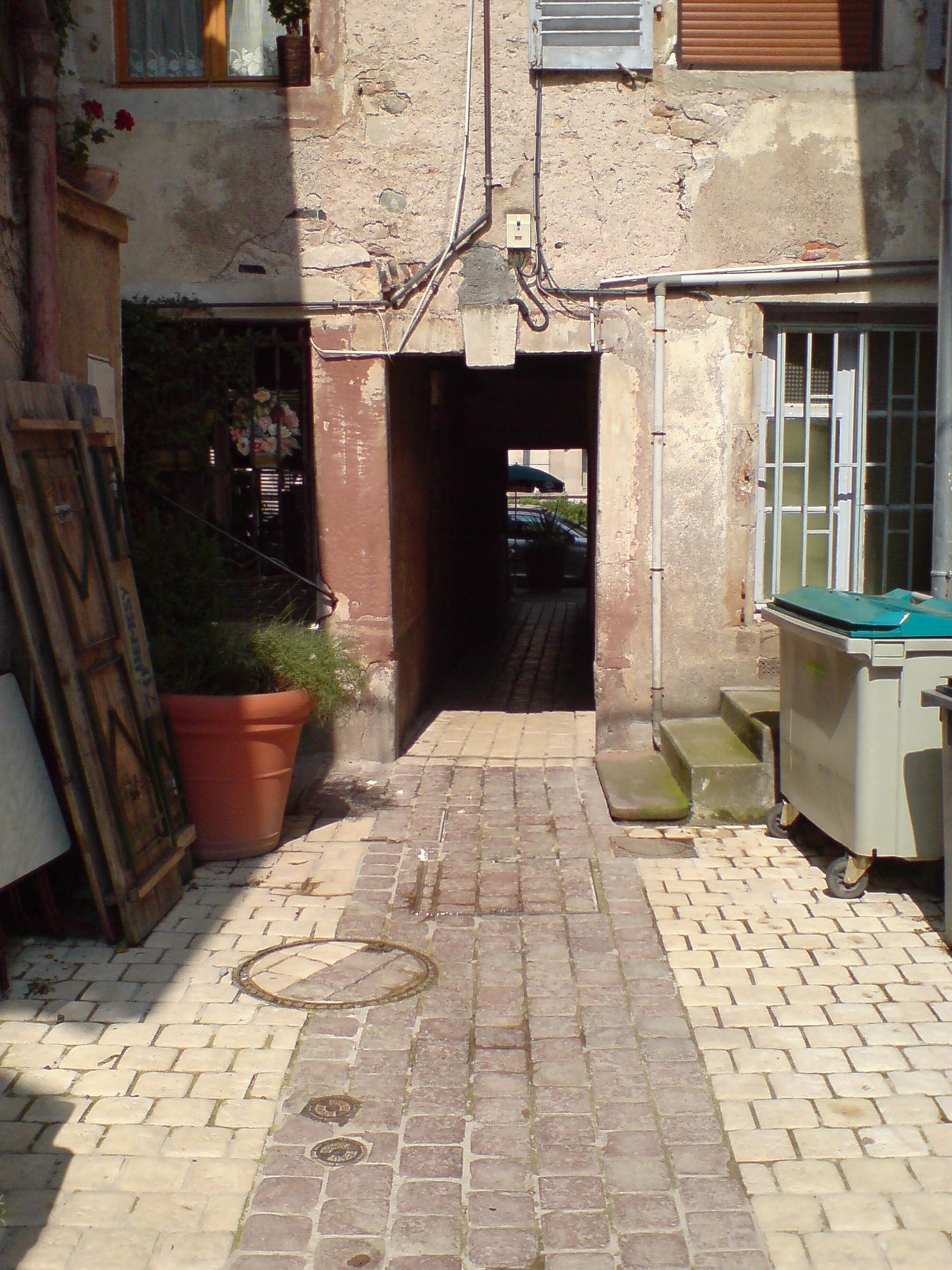
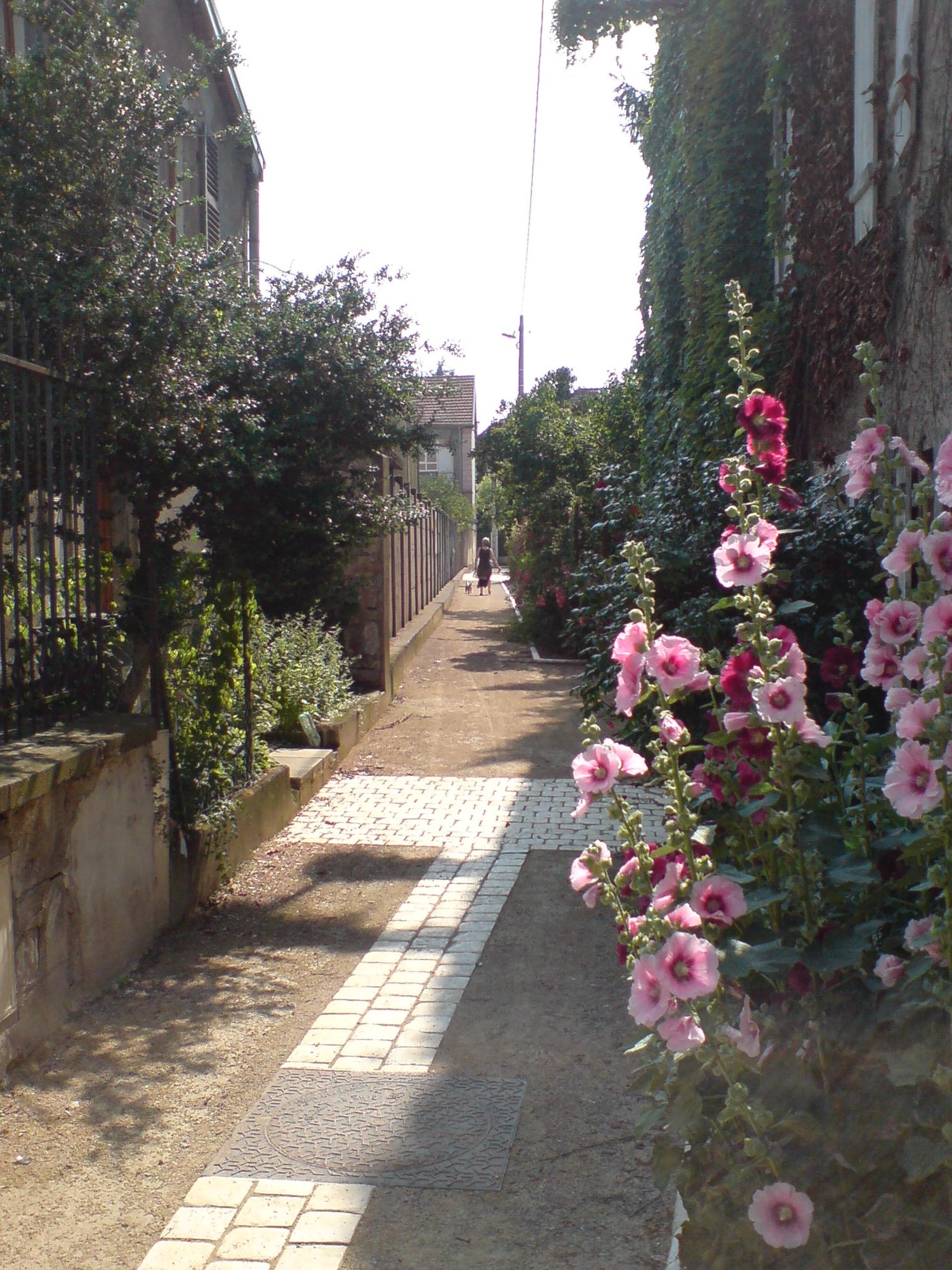

#### Pistes cyclables

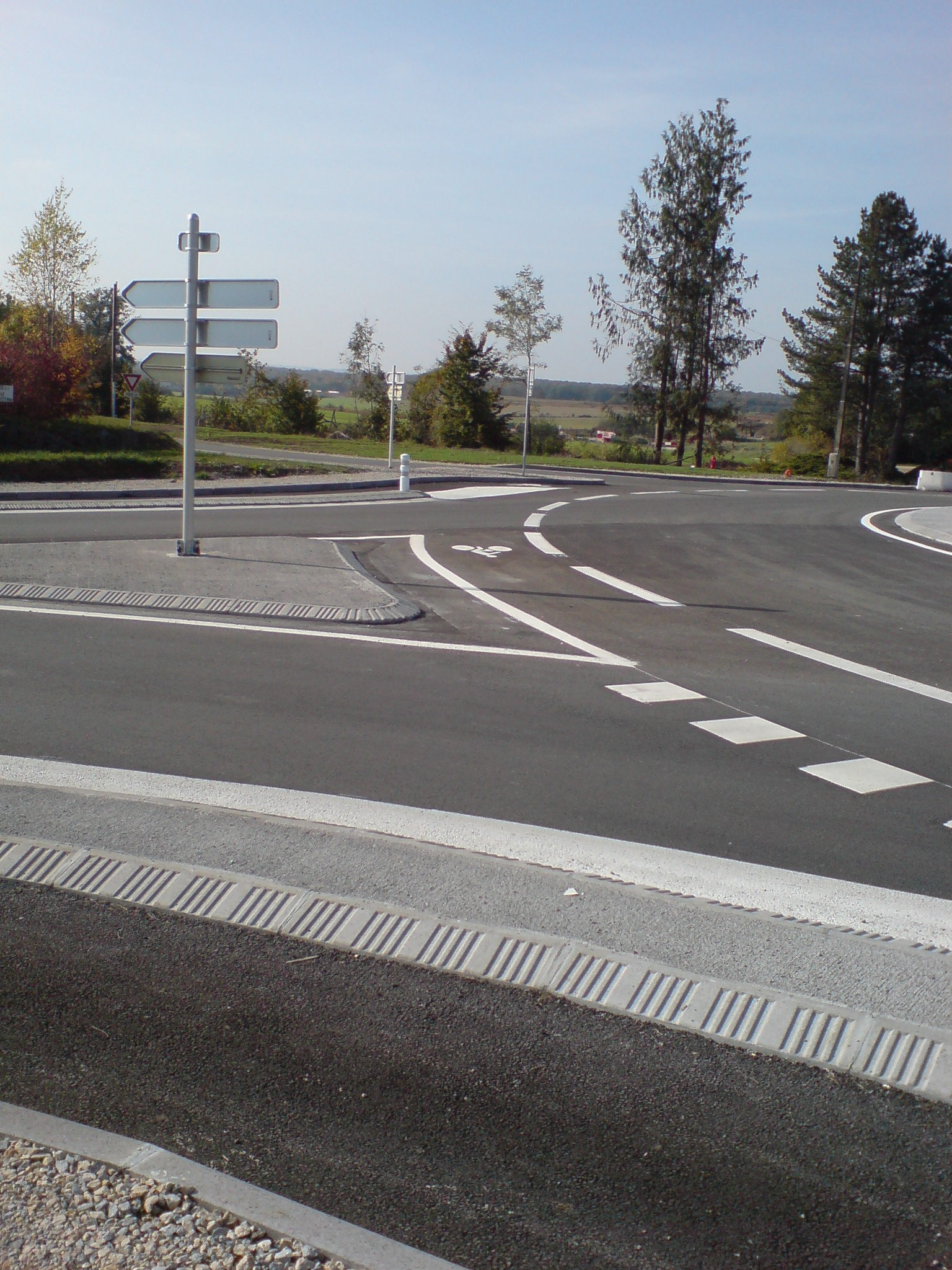
Cette piste cyclable entoure le rondpoint à la sortie de la RN19 et permet de s'y engager en sécurité. Elle est protégée par un haricot en béton.

La ville est un espace où les véhicules motorisés et les vélos circulent en harmonie grâce à la présence de pistes cyclables sur les grands axes et sur les routes très fréquentées, notamment celles qui relient le centre-ville aux zones commerciales.
La municipalité favorise la sécurité des rues à proximité des écoles et lycées. À ce propos, un questionnaire a été remis aux écoliers et lycéens en octobre 2008. Depuis la fin des années 2000, la plupart des nouvelles rues sont dotées de pistes cyclables et les axes les plus fréquentés sont entièrement adaptés aux cyclistes, avec une séparation physique entre la piste cyclable et la route elle-même. C'est le cas notamment pour le contournement amenant à la zone des Cloyes, ou vers le nord, pour la route menant à Saint-Germain. Au total, ce sont plusieurs kilomètres de pistes cyclables additionnés à une politique pro-cycliste[réf. nécessaire] qui permettent de traverser et de circuler en ville en sécurité.

#### Transports en commun

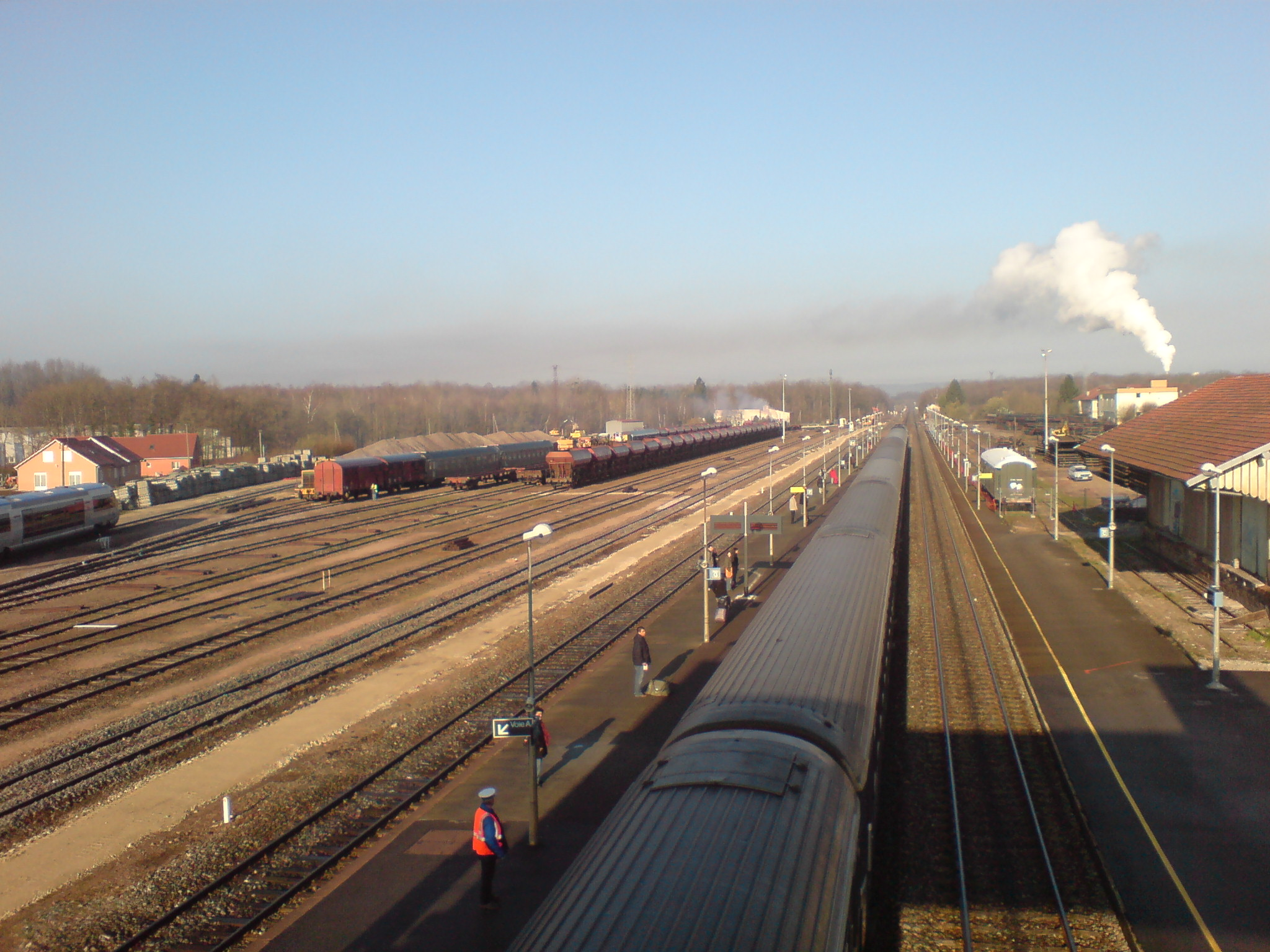
La gare SNCF de triage de Lure.

Lure, gare de bifurcation, se trouve sur la ligne de Paris-Est à Mulhouse-Ville qui permet de se rendre entre autres à Vesoul, Troyes et Paris, ou dans l'autre sens, Belfort, Mulhouse, et de là, vers Bâle ou Strasbourg. Elle est à l'origine de la Ligne de Blainville-Damelevières à Lure, qui permet de se rendre entre autres à Luxeuil-les-Bains et Épinal, puis, de là, vers Nancy, Metz et Luxembourg. Autrefois, elle était également à l'origine de la Ligne de Montbozon à Lure, aujourd'hui déferrée depuis à la fin des travaux de la LGV Rhin-Rhône (Cf. ci-dessous).
La gare TGV la plus proche est celle de Belfort - Montbéliard, à une quarantaine de kilomètres, accessible par TER avec un changement en gare de Belfort. Elle donne accès à Marseille, Montpellier, Luxembourg ou Frankfort.
La gare de Lure a été utilisée pour la construction de la LGV Rhin-Rhône passant dans le département. En effet, l'ancienne ligne de Montbozon à Lure, désaffectée depuis 1984 a été réhabilitée. Elle traverse Magny-Vernois, au sud-ouest de Lure, et a permis le transport du matériel à l'avant-poste de la nouvelle ligne située à Villersexel, évitant ainsi un important surplus de circulation de camions.
Autrefois, Lure était desservie par une autre ligne administrée par les Chemins de fer vicinaux : le train circulait depuis la gare SNCF jusqu'au mont Châtel, puis continuait en direction d'autres villages.
Lure est desservie par les autobus du réseau interurbain de la Bourgogne-Franche-Comté (Mobigo) reprenant les anciennes lignes saônoises.
Une gare routière (bus et taxis), accolée à la gare SNCF, est relayée par deux autres arrêts secondaires, le premier sur le parc de stationnement créé en 2009 derrière le lycée Colomb, le second devant le collège du Mortard. À proprement parler, il n'existe pas de transport en commun appartenant à la municipalité luronne ; celle-ci finance un trajet en ville pour transporter les élèves scolarisés au collège du Mortard. Les navettes et transports scolaires sont nombreux les jours d'école, particulièrement le matin et le soir au parc de stationnement des sources.

### Risques naturels et technologiques
À Lure, l'inondation est l'aléa le plus important : il concerne plusieurs sites strictement délimités. Bien que plusieurs cours d'eau et étangs soient présents sur le territoire communal, les principales zones inondables ne se situent qu'à la périphérie de l'Ognon. Lorsque le débit augmente suffisamment, l'Ognon sort de son lit et s'écoule sur son lit majeur qui n'est guère plus élevé que son lit habituel. Les zones alors inondées sont quelques petites parcelles de la rive gauche et de vastes étendues faiblement construites de la rive droite.
La commune est touchée par certains mouvements de terrain. En effet, le sous-sol est imbibé d'eau du fait de la nappe phréatique qui affleure le sol. Le risque n'est pas sa présence, mais les variations de son niveau. Lors des fortes chaleurs, l'eau qui imbibe ces sols a tendance à s'évaporer. S'asséchant, ceux-ci perdent de leur volume et s'affaissent sous leur propre poids. Les terrains descendent de manière irrégulière. Réciproquement, lorsqu'il pleut abondamment, les sols tendent à se gorger d'eau ce qui provoque des phénomènes de bombement. Ces phénomènes fragilisent des édifices et la plupart des bâtiments de la commune sont touchés.
Le risque de séisme est très faible à Lure ; la commune est classée en catégorie 1A.
À Lure, il existe différents risques anthropiques. Le site de l'entreprise - sous-traitant automobile - Faurecia est un site classé Seveso niveau bas. Seul un nuage toxique pourrait survenir en cas d'incendie : les normes de stockage évitent en principe toute propagation de celui-ci hors du site.
Les autres risques sont inhérents aux transports. Plus précisément, ils ont trait à la RN 19 et à la ligne de chemin de fer. De nombreux camions transitant par la route nationale peuvent transporter des matières dangereuses. L'axe routier traverse une grande zone commerciale très fréquentée. Il en va de même avec l'axe ferré qui traverse la ville. Les trains de marchandises sont autorisés à transporter des matières inflammables ou dangereuses. Le risque de déraillement n'est pas négligeable car l'accident se produirait en plein centre-ville.

## Toponymie

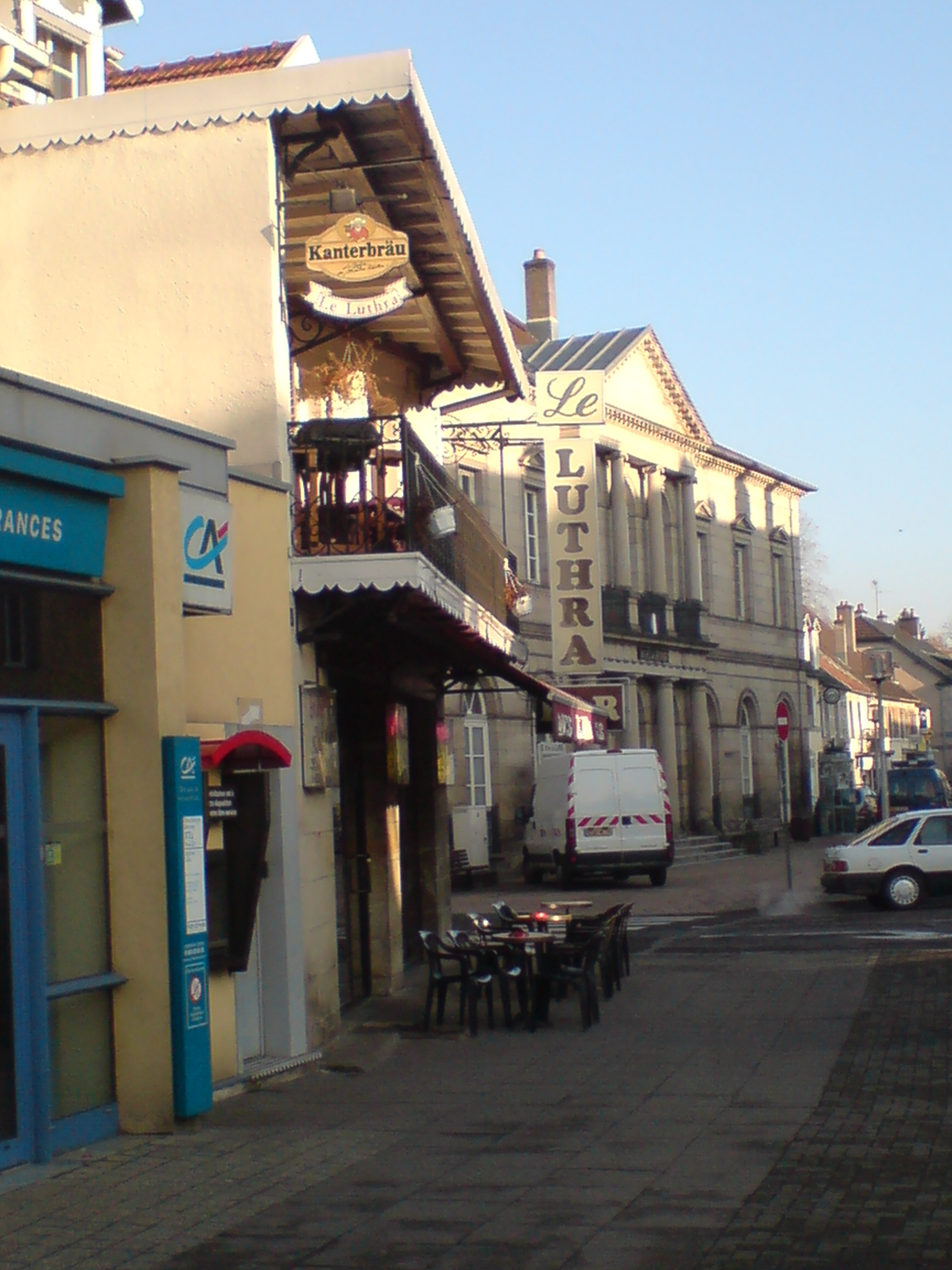
Le luthra est un vestige toponymique de la ville.

Les premières mentions de la localité se trouvent dans un document relatif au concile d'Aix-la-Chapelle en 817 sous la forme Luterhaa. Dans les traité de Verdun, en 843, et de Meerssen, en 870, le nom de la ville est également cité. Le nom de la commune est attesté sous différentes formes depuis le Moyen Âge : Luterhaa en 959, puis successivement Luthra / Lutra, Ludra en 1289, Ludrensem, Luder en 1374, Luthre, Liura, Lura, Liure, Luyre, et enfin Lure en 1408, nom actuel de la ville. La forme germanique Luders apparaît en 1157.
L'évolution phonétique est la suivante : Lutra > Ludra > Luthra > Lu(i)ra avec lénition de l'intervocalique [t] caractéristique de l'évolution des dialectes d'oïl. Toutefois, si les formes les plus anciennes du type Luterhaa sont justes, l'origine du nom reste obscure.
La plupart des étymologies proposées mettent en évidence un lien avec l'eau et la caractéristique aquifère de cette région aux étangs et marécages abondants. L'explication par le latin Lŭtra « loutre » avec [u] bref n'est pas à retenir, car le terme a donné leurre (masculin) « loutre » en ancien français. Une forme secondaire *lŭtria a donné loire en ancien français. Même si l'animal est typique de la région, cette hypothèse n'est pas vérifiable phonétiquement et est douteuse sémantiquement : en toponymie, l'usage d'un nom d'animal pris absolument est rare, voire inexistant. En effet, on aurait forcément un suffixe ou un autre appellatif juxtaposé. Ainsi observe-t-on essentiellement des appellatifs relatifs à la propriété foncière (maison, ferme, etc.), à la topographie (champ, montagne, etc.), combinés ou non à des noms de personnes.
Albert Dauzat et Charles Rostaing donnent le gaulois lautro, signifiant « bain », comme étymologie probable du toponyme Lure ; ce qui est phonétiquement et sémantiquement acceptable, si l'on exclut la forme Luterhaa.
Un rapprochement du nom avec les parlers germaniques est possible. En effet, l'allemand était entendu et parlé à Lure dès la fin du XVe siècle. Ainsi lauter signifie « clair, pur, limpide » et l'on peut lui trouver une correspondance avec les eaux du Lac de la Font.
Une autre hypothèse rapprocherait le nom de Lure à Lothaire II qui aurait donné son nom à la ville, Luthre étant proche de Lothera, qui aurait évolué phonétiquement en Luthra au fil du temps.
J. Girardot soutient que ce nom a originellement été attribué à l'abbaye.
L'histoire peut mettre en évidence un lien entre la famille et les descendants de Lothaire et la ville de Lure.
Ces deux dernières explications se heurtent à des arguments phonétiques, de sorte que l'analyse d'A. Dauzat et Ch. Rostaing reste la plus forte. Xavier Delamarre dans un récent ouvrage reprend leur analyse en la développant. Il cite le gaulois lautron, attesté sous la forme lautro = balneo « bain » dans le Glossaire de Vienne qu'il associe au toponyme Lure. Lure < Lutra remonterait plus précisément à *lautrā, c'est-à-dire « les bains » au pluriel,.

## Histoire

### La préhistoire
Jusqu'à ce jour, aucune découverte archéologique remontant à la préhistoire n'a été faite sur le territoire même de la commune, bien que la présence d'hommes préhistoriques soit attestée en Haute-Saône, notamment au Magny-Vernois, village proche de Lure.
Des silex travaillés ont été déterrés dans les années 1980 par un habitant de ce village qui bêchait son potager. À la suite de cette découverte, des prospections furent menées.
Des traces d'activités humaines du magdalénien ont été mises au jour sur une terrasse de la rive gauche de la Reigne, ainsi qu'au lieu-dit du Razou.
De nombreuses pointes à dos courbe datées de l'épipaléolithique ont également été découvertes dans le marais du lieu-dit l'Athée,.
À Lure même, une implantation humaine, ne serait-ce que temporaire, est envisageable, du fait que la Reigne qui s'écoule des étangs de la Font et sa résurgence ne sont jamais asséchées ou gelées, et constituent donc un point d'eau remarquable.

### L'Antiquité

#### De la Gaule celtique à la fin de l'Empire romain
Selon certains auteurs, les Celtes auraient un lien avec le lieu.
Après la conquête par César, le territoire de Lure fait partie de la cité des Séquanes (chef-lieu : Vesontio, Besançon) ou de la cité des Lingons (chef-lieu : Andemantunnum, Langres), qui font toutes deux partie de la province de Belgique (capitale : Durocorturum, Reims).
En 380, après la réorganisation de l'empire par Théodose, ces deux cités appartiennent à la province de Grande Séquanaise (Besançon), dans le diocèse des Gaules (Trèves).
Vers 440, les Burgondes, abandonnant Worms en raison de l'invasion hunnique, sont établis comme fédérés de l'Empire dans la zone Nevers-Langres-Constance-Arles. En 476, à la fin de l'Empire romain d'Occident, leur territoire devient le royaume des Burgondes (regnum Burgundionum), origine du nom de la Bourgogne (Burgundiae).
En 451, les Huns arrivent dans la région de Lure, réduisant en cendres quelques bourgs environnants, notamment Luxeuil.
En dehors de cela, on sait peu de choses sur Lure aux époques gauloise et romaine.

#### Les fouilles gallo-romaines; le site de Saint-Quentin
Les premières traces antiques de la région remontent à l'époque romaine, comme en témoignent des fouilles menées aux thermes de Luxeuil-les-Bains. Un certain Perreciot, qui les a visitées en 1771, avait trouvé des tuiles romaines ou quelques fragments.
Ce dernier signala également quelques restes de voies romaines sur le territoire de la région. Mais cette hypothèse est sujette à quelques controverses. En effet, si la voie romaine la plus importante liait Luxeuil à Mandeure, il aurait existé quatre voies à caractère secondaire menant à Lure en provenance de Besançon, de Mandeure, de Corre, et de Vesoul. Cela tendait à valider l'hypothèse de l'existence d'une agglomération romaine à l'emplacement de Lure.
Cette occupation a été confirmée par des fouilles effectuées entre 1970 et 1984. Elles ont mis en évidence les structures d'une importante pars rustica au lieu-dit Saint-Quentin, à la périphérie sud-ouest de la ville.
À Saint-Quentin toujours, des morceaux de céramique ont été découvertes lors des campagnes de fouilles de 1979 à 1981. Ils constituent les derniers vestiges d'un atelier de l'époque gallo-romaine, tessons qui semblent, de nouveau, valider l'hypothèse d'une occupation à l'époque romaine.

#### Le site de Lure

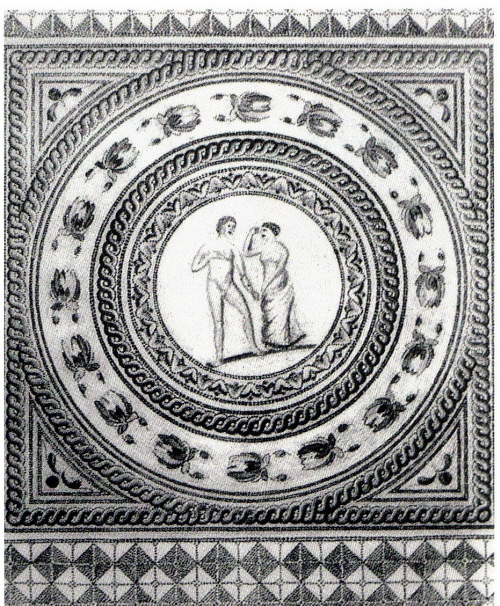
Un des rares vestiges romains de Lure est la mosaïque du site de Saint-Quentin. Elle a été fragmentée en plusieurs parties et ses propriétaires sont inconnus. Lors de la découverte, une personne en a fait une aquarelle, la seule image exposant la mosaïque entière.

Concernant le site de Lure, de véritables preuves furent présentées en 1896, lorsque deux personnes dégagèrent, sous 40 à 50 cm de terre, une mosaïque gallo-romaine du IIIe siècle ou IVe siècle parfaitement conservée, et les fondations de murs formant les pièces d'un bâtiment. Le plan des découvertes fut reproduit et une aquarelle de la mosaïque fut peinte. Dans un premier temps, il fut supposé qu'elle appartenait à une salle de bain, car le sol reposait sur des hypocaustes. Elle représentait une femme vêtue à droite et un homme nu à gauche. Malheureusement, depuis sa découverte, la mosaïque fut dégradée, partagée et dispersée.
Ces découvertes amenèrent plusieurs spécialistes à avancer l'hypothèse d'une ville romaine. Si la présence de routes fut avancée, aucune ne traversant le site de Lure ne fut jamais trouvée. Les détracteurs de cette hypothèse avancèrent le fait qu'aucun bâtiment public, aqueduc ou statue ne fut trouvé.
Après des constructions dans le périmètre de cette villa, d'autres restes de murs furent encore trouvés. Les fouilles de 1981 révélèrent la présence de tegulae. D'après des indices recueillis sur le terrain, l'ensemble des édifices faisait plus de 200 mètres de long, ce qui laisse penser à un riche propriétaire, et ravive l'hypothèse de la ville romaine. En effet, une villa de cette taille aurait probablement été accompagnée d'autres édifices.
Lors d'aménagement d'égouts, des tranchées furent creusées pour y placer des canalisations et des tuyaux. De nouveaux vestiges gallo-romains furent mis au jour : murets, tessons de poterie, et la base d'une colonne qui reposait sur un piédestal carré.

#### Le site du mont Châtel
Selon une rumeur persistante, un orteil de bronze aurait été trouvé sur le mont Châtel au XVIIIe siècle, mais depuis disparu. Personne ne peut affirmer les circonstances de cette découverte, et encore moins ce qu'il en est advenu. Il était aussi question d'un chemin ferré qui y accédait. Des briques et tessons anciens ont toutefois été trouvés autour de la zone. Cet orteil aurait appartenu à une statue de grande taille, ce qui pourrait prouver l'existence d'un lieu de culte. Lorsque l'hôpital fut construit sur le site durant les années 1960, aucun élément ne fut officiellement mis au jour. La rumeur de château élevé sur place en 1158 par Othon n'a jamais fait l'objet de la moindre preuve.
Par ailleurs, une hypothèse souligne que le mont Châtel aurait été une vigie assurant la sécurité des routes passant aux alentours.

### Haut Moyen Âge

#### Trouvailles d'époque mérovingienne
Des artefacts mérovingiens ont été mis au jour à la fin du XIXe siècle, notamment des sarcophages. Le 10 avril 1941, un citoyen trouve un squelette en bêchant son jardin. Le lendemain, sur le lieu, M. Girardot, historien local, découvre deux tombeaux. Jugés sans intérêt archéologique, l'ensemble est à nouveau enfoui. Un sarcophage fut également retrouvé lors de la fin de la Deuxième Guerre mondiale. En 1951, un scramasaxe et un vase funéraire sont déterrés. À la fin juillet 1978, lors du terrassement pour un nouveau lotissement, d'intéressantes découvertes sont faites à l'occasion de fouilles générales : des murs, des tessons et ce qui semble être de la tuyauterie. À la fin de l'année, une fouille sur un périmètre de 50 par 20 mètres est entreprise révélant des tombeaux. Bizarrement, un sarcophage exhumé en 1980 contenait au moment de sa découverte des boites de conserves en provenance des États-Unis.

#### Du royaume des Burgondes à la fin de l'empire carolingien

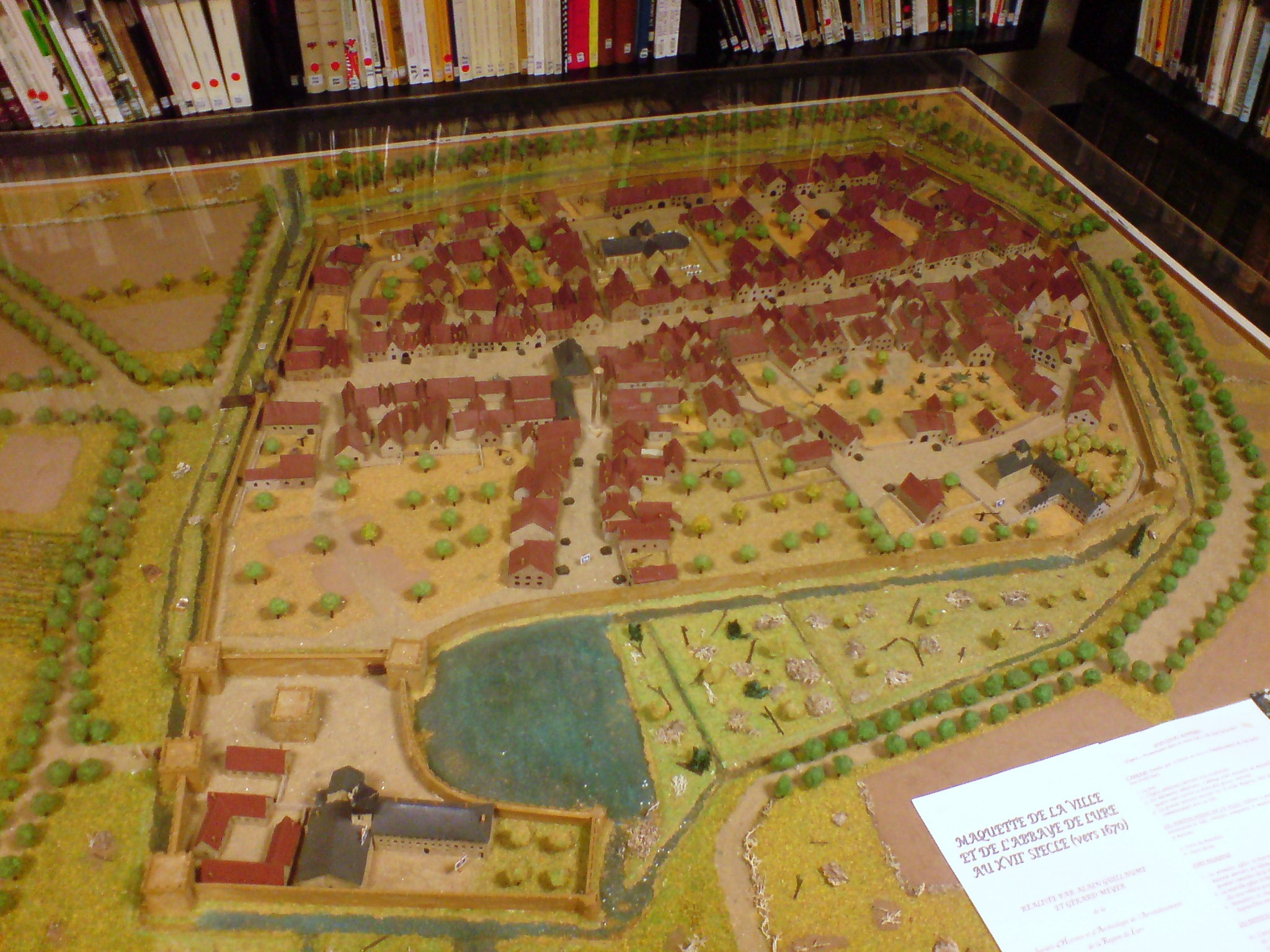
Cette maquette (orientée à l'est) montre Lure telle qu'elle était en 1670.
Elle était entourée d'une muraille et d'une double douve. L'abbaye était spécialement protégée, constituant une fortification en elle-même. Ces fortifications ont été démolies sur l'ordre de Louis XIV. Aujourd'hui, il n'en reste plus rien.

À la suite des tourmentes provoquées par les Huns en 451, les Burgondes s'établirent durablement dans la région, avant que les Francs ne s'emparent de vastes territoires en 534.
Au début du VIIe siècle, saint Colomban, moine irlandais, et douze de ses disciples s'établirent dans la région. En 610, lorsque celui-ci fut exilé de Luxeuil, il dispersa ses disciples. Saint Desle, fatigué et dans l'impossibilité de continuer sa route, se fixa sur les terres qui deviendront Lure et y édifia un oratoire. Après sa mort en 620, le lieudit de Lure gagne en renommée, mais durant le siècle suivant, l'histoire du site est quasi inconnue. On sait en revanche que l'invasion des Sarrasins fit beaucoup de mal dans la ville comme jusque dans ses plus lointaines périphéries, telle Luxeuil-les-Bains[réf. nécessaire]. L'abbé et ses compagnons furent massacrés, et le cloître fut abandonné pendant 15 ans, fait à dater de l'an 732. S'ensuivit à nouveau une période plus ou moins mémorable pour les religieux, sous Charlemagne.
En 870, après la mort de Lothaire Ier, le royaume est partagé, et Lure est incorporée au royaume de Louis le Germanique. En 926, les invasions hongroises ont encore été une sombre page de l'histoire de Lure, en particulier pour les moines qui abandonnèrent le monastère 33 ans durant.

### Moyen Âge

#### XIVesiècle
Au XIVe siècle, à la suite d'agitations touchant le monde de la noblesse, les Bourguignons trouvèrent prétexte pour attaquer Lure. Ainsi, de plus amples fortifications furent édifiées à partir de 1340. Vers 1343 et sous les ordres de Jacques de Vyt, le monastère fut fortifié d'un mur de briques, garni de plusieurs tours et entouré d'un double fossé à la périphérie. La fortification comprenait alors une muraille dotées de trois portes bastillonnées. Celles-ci furent conservées jusqu'au XVIIe siècle. En 1695, Louis XIV ordonne la démolition de la muraille. Les travaux dureront jusqu'en 1758. La dernière porte disparut en 1796.

#### L'affranchissement (1408)
À la veille du XVe siècle, le bourg avait perdu une bonne partie de ses habitants et commençait à être abandonné. Pierre de Montbozon, pour réanimer la ville, proposa d'affranchir la population, ce qui fut fait en 1400 par l'abbaye, qui édicta une charte. Malgré cette faveur, les habitants refusèrent certaines tâches, notamment l'entretien de la muraille. Ils y furent condamnés en 1408.

#### L'intervention du Wurtemberg
À la mort de Pierre de Montbozon, ses biens et ses territoires sont partagés entre ses héritiers. Henriette, sa fille ainée, par mariage avec Eberhard-le-jeune fait entrer ces possessions dans le domaine du Wurtemberg. L'abbaye de Lure se vit alors dépossédée des salines de Saulnot, jadis accordées par Thierry III.
L'abbé clama ses droits sur ce domaine, mais Eberhardt non seulement n'octroya plus les maigres rations de sel qu'elle obtenait encore, mais il menaça la communauté de représailles si elle venait à s'en plaindre aux autorités ecclésiastiques. Il s'ensuivit de multiples affaires juridiques dont l'issue est méconnue.

#### La fin duXVesiècle
Le demi-siècle suivant peut se résumer à quelque échanges avec l'abbaye de Murbach jumelée à l'abbaye de Lure.
En 1460, Lure subit un pillage de faible ampleur, mais quelques bâtisses furent endommagées et les pillards, attirés par un potentiel butin, envahirent le cloître et tuèrent quelques moines. Ils auraient été des Bourguignons. L'affaire fut portée en justice. Une nouvelle querelle, ayant pour objet un petit territoire, éclate entre un noble, détenteur de quelques terres, et l'abbé de Lure. Ce dernier sera finalement enfermé au château d'Ensisheim.
En 1474, Lure, protégée jusque-là par le duc de Bourgogne, passe sous la protection de l'Autriche. À la suite de la défaite de l'armée bourguignonne, un pan de l'armée autrichienne dirigée par Henry de Neuchâtel pilla et brûla en partie Lure, le 17 novembre 1474.

### Les Temps modernes

#### LeXVIesiècleet la Réforme
Alors qu'en 1522 les murailles étaient sérieusement abimées, Georges de Masevaux les fit réparer. Il fit également fortifier le monastère en le dotant de tours et de fossés.
Alors que les premières activités protestantes influèrent sur Lure, en 1569, Jean Stœr, un abbé de l'abbaye de Murbach, établit à Lure une école de belles-lettres. Cette dernière changea plusieurs fois de mains jusqu'à sa probable disparition en 1770. Des partisans de Jean Calvin, face à diverses querelles, demandèrent secours à des princes allemand convertis au protestantisme. En 1569, Wolfgang Dietrich comte du Palatinat et duc des Deux-Ponts répondit à l'appel et dressa à cet effet une armée dirigée vers Luxeuil et Lure. Cette armée détruisit plusieurs villages du bailliage de Luxeuil. L'armée atteint la ville défendue par les Bourguignons (comté de Bourgogne) le 21 mars. Toutefois, sans grands combats, les portes de Lure s'ouvrirent à l'armée de Wolfgang, qui y stationna jusqu'au 24, avant de repartir vers Conflans. La même année, un corps de 3 000 hommes dirigé par Paul de Beaujeu pour le compte des protestants occupa Lure quelques jours.
Par la suite, de nouveaux mécontentements éclatèrent, et plusieurs mouvements d'armée eurent lieu entre septembre 1587 et février 1597. Bien que la ville n'en eut point souffert notablement, quelques altercations furent signalées aux environs, et quelques villages aux alentours furent pillés, comme Magny-Danigon et Clairegoutte. Cette période d'insécurité suscita la fuite de nombreux habitants vers Montbéliard.

#### LeXVIIesièclejusqu'à l'annexion par la France (1600-1674)
Les trente premières années du XVIIe siècle furent paisibles et calmes. L'année 1630 fut terrible pour la petite ville ; une maladie contagieuse la toucha, tuant plus de 200 personnes. Dès septembre, elle fut relayée par la peste, qui cessa subitement ses méfaits le 8 décembre, lors de prière publiques. Ce miracle fut attribué à la Vierge.
Le répit fut de courte durée. Richelieu ayant décidé d'ambitieuses conquêtes vers le Rhin et le Jura, plusieurs belligérants se confrontèrent dans la région. Lure fut le théâtre de l'une de ces batailles.
Au mois de janvier 1633, le commandant des troupes comtoises, Gérard de Watteville, dépêche le capitaine Henry de Champagne et sa compagnie dans la cité, pour rassurer la population et préparer la cité à un possible siège. Le 13 février 1633, Othon-Louis partit de Belfort avec 2 600 cavaliers et un certain nombre de fantassins afin d'anéantir les troupes du chevalier de Montaigu. Ses troupes furent renforcées par une centaine de mercenaires suisses ainsi que par une quarantaine de chevaliers du baron de Vaugrenans. Elles se barricadèrent in extremis derrière les frêles remparts de Lure. Le siège commença le 13 au soir. Alors que la situation était fortement à l'avantage de l'envahisseur, la population lutta activement. Des canons furent placés sur les toits des maisons les plus élevées, des gariottes furent dressées sur les remparts et de gros aménagements furent rapidement mis à bien. Sans succès, le siège fut levé le 19 février, et bien que le commandant eût demandé à Montbéliard de lui prêter des canons pour renouveler le siège, ceux-ci ne vinrent jamais. Dès lors, Lure redevint maîtresse de sa défense alors même qu'elle avait refusé la troupe du Marquis de Conflans. Du fait de cette vulnérabilité, les Bourguignons (comté de Bourgogne) en profitèrent pour s'en emparer. Une nouvelle fois, la ville accueillit une puissante armée de passage dans le secteur. Les Bourguignons perdirent la possession de Lure, mais pour d'autres motifs, Lure fut une nouvelle fois victime de combats en juin 1634.
Épuisée par les hostilités quasi incessantes, la cité s'appauvrit et perdit beaucoup de son dynamisme d'antan à tel point que les Suédois, ayant pris part à de nombreux conflits dans cette partie de la France, eurent l'idée de brûler la misérable bourgade le 19 juillet 1639. La situation économique était tout aussi dramatique ; la ville mit 50 ans pour rembourser les dettes qu'elle avait contractées antérieurement, en plus des nouveaux impôts qu'elle avait à payer. La mauvaise conjoncture plongea Lure dans l'ombre de l'histoire, et à l'écart de toute convoitise.

#### La Franche-Comté française (1674-1789)

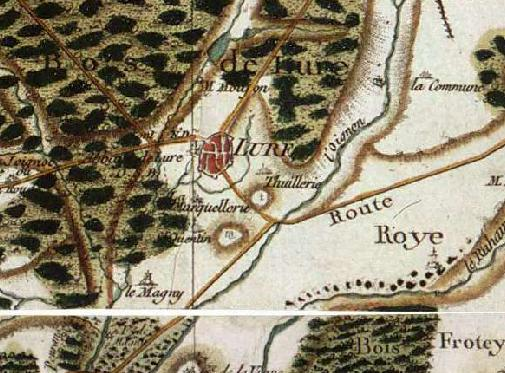
Carte de Lure et ses environs par Cassini (XVIII).

En 1674, le marquis de Renel, sur l'ordre de Louis XIV, s'empare de Lure. Les princes allemands n'étant plus les protecteurs de l'abbaye, elle est rattachée le 10 août 1679 à la Franche-Comté et donc à la France.
À cette époque, la ville était entourée d'une muraille, et d'un fossé. Son positionnement géographique attira l'attention de Louis XIV qui entreprit d'en faire un entrepôt d'approvisionnement pour les places fortes d'Alsace et ses armées autour du Rhin. Un plan fut tracé, mais jamais exécuté. L'église Saint-Martin fut construite vers 1740-1745, à la place de l'ancienne qui avait été la proie des flammes le 11 décembre 1720. Cette époque fut marquée par la construction d'un collège dans le centre de la ville.

### De la Révolution à la Première Guerre mondiale (1789-1814)

#### La Révolution et l'Empire
De 1791 à 1793, la ville de Lure accueille l'administration di district du même nom. Celui-ci doit fournir des bataillons de volontaires nationaux, notamment dans le cadre de la guerre de la première coalition.

#### La chute de Napoléon et les occupations autrichiennes (1814-1815)
Les Autrichiens entrènt dans Lure le 2 janvier 1814. La ville dut subvenir pendant six mois aux besoins quotidiens d'une garnison de 200 à 450 soldats.
Elle paya aussi les frais d'un hôpital militaire, lors de la deuxième occupation qui dura du 8 juillet au 22 octobre 1815.
Le tsar Alexandre accompagné de son frère le grand-duc Constantin habitèrent, pendant l'invasion de 1814, une demeure qui, en 1750, était l'hôtel particulier de la famille Devault. L'actuelle sous-préfecture abrita l'empereur d'Autriche, et l'Écu de France - un autre hôtel -, le roi de Prusse.
Cette période fut économiquement désastreuse. En plus de la garnison installée, Lure vit défiler pendant ces quatre mois pas moins de 70 000 hommes et près de 24 000 chevaux. À la suite de ces deux occupations, la ville fut gravement endettée ; 80 000 francs avaient été dépensés durant cette période.
À l'époque, Lure n'était pas aussi peuplée (environ 2 200 habitants) qu'aujourd'hui, fait qui accentuait d'autant la difficulté financière.

#### De 1816 à 1914

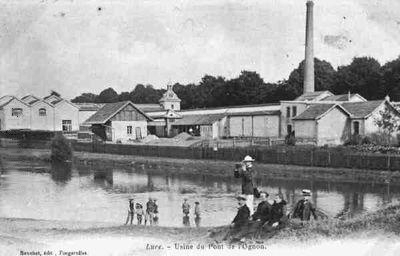
Des usines se sont installées lors de l'annexion de l'Alsace-Lorraine. Fabrique de textiles qui a laissé place à des terrains à bâtir, sur la rive droite de l'Ognon.

Jusqu'en 1870, Lure pouvait être considérée comme une petite ville agricole, un gros bourg, malgré la présence de deux petites fonderies et quelques activités artisanales comme le tissage du coton ou la tannerie, qu servaient à une production locale.
Il fallut attendre la construction du chemin de fer reliant Paris à Belfort en 1857-1858 pour voir l'industrie prospérer.
À la suite de la guerre de 1870 et l’annexion de l’Alsace-Lorraine que nombre d'industriels alsaciens s'établirent dans la région, motivés par l'exploitation des houillères de Ronchamp, proches, fournissant le combustible nécessaire aux activités industrielles.
Le premier égout de la ville fut construit à partir de 1913 ; ce n'était alors qu'un collecteur d'eaux usées. Des travaux d'élargissement du réseau se dérouleront pendant encore longtemps. Il faudra attendre les années 1940 pour voir se constituer un véritable réseau d'égouts.
Après la découverte du gisement de houille dans le secteur, des terrains situés au nord du territoire communal sont intégrés en juin 1914 dans la concession de Saint-Germain, d'une superficie de 5 308 ha. Aucun chantier d'exploitation n'a lieu, retardé par les guerres mondiales, les crises du charbon et l'incertitude sur la rentabilité.

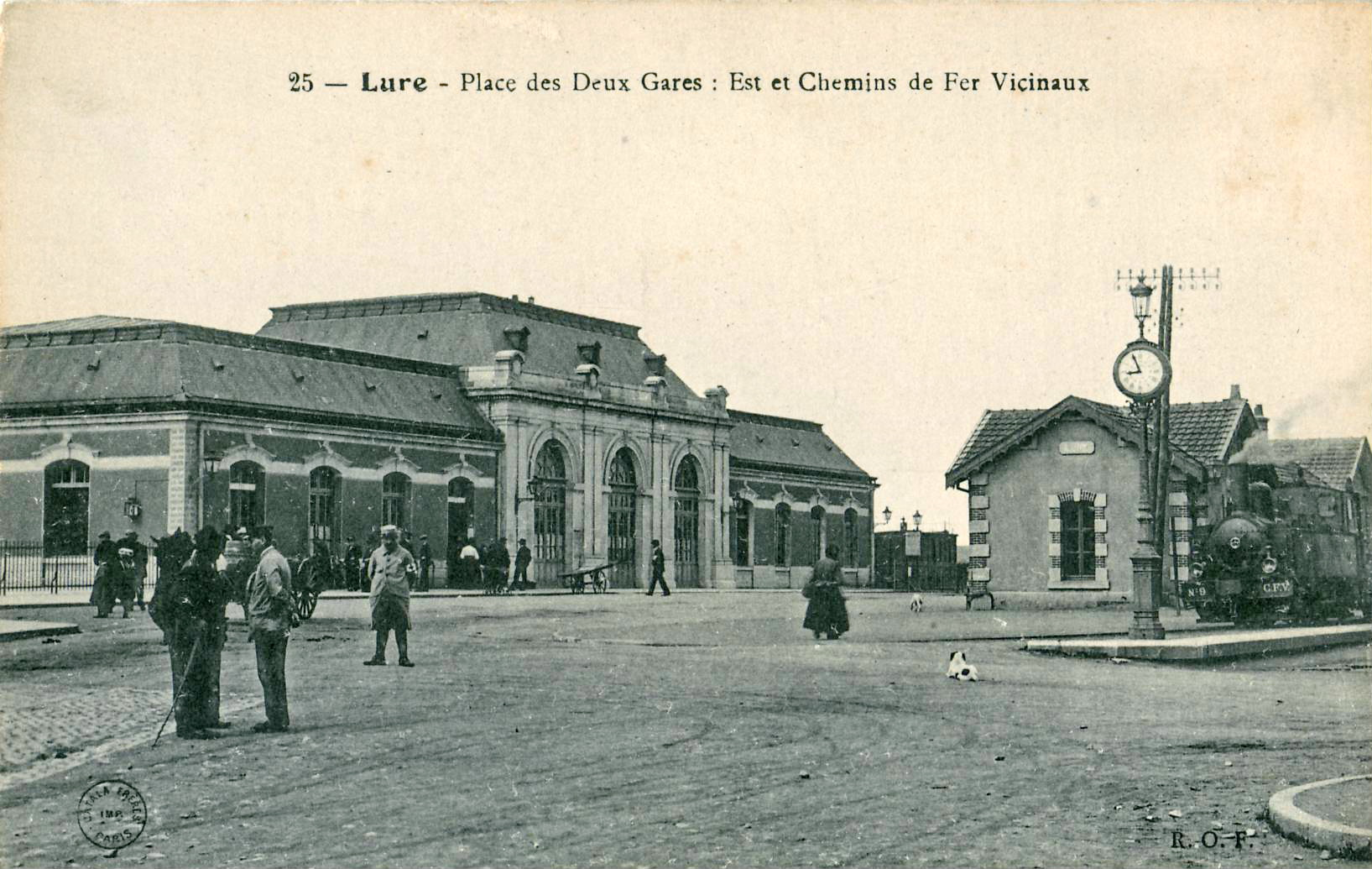
Devant la gare des Chemins de fer de l'Est se trouve au début du XX le petit bâtiment voyageur des Chemins de fer vicinaux de Haute-Saône, dont la locomotive no 9 est prête au départ.

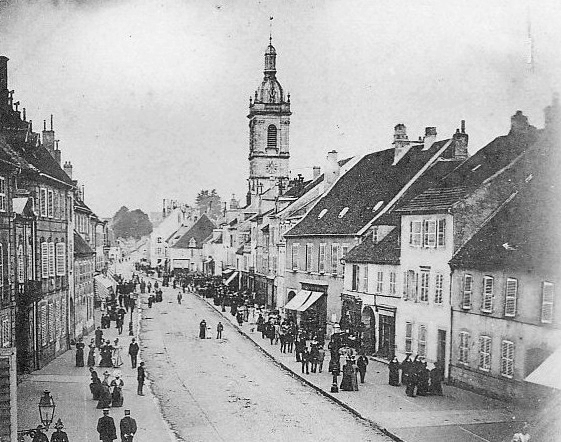
La Grand-Rue dans les années 1890.

### LeXXesiècle

#### La Première Guerre mondiale
Les affiches de mobilisation générale furent placardées dans la ville le 1er août 1914 à quatre heures[réf. nécessaire]. Les habitants furent aussi informés de l'entrée de la nation dans la Première Guerre mondiale grâce aux cloches, et, dit-on, la ville était parcourue par des tambours. La veille à onze heures du matin, le 18e régiment de dragons quitta la ville. La frontière n'était alors qu'à une trentaine de kilomètres. Les soldats participèrent à la prise de Mulhouse. Sainte-Anne est transformée en hôpital militaire dans le but de pouvoir soigner les premiers blessés. En 1917, la VIIe armée installa le siège de son quartier général vers la bibliothèque. Depuis le début de la guerre, des avions allemands sillonnaient de temps à autre le ciel ; c'est pourquoi des guetteurs furent installés sur le toit de l'église Saint-Martin. Bien que la ville n'ait pas été touchée par de sérieux bombardements, depuis la première bombe, tombée le 13 août 1914 sans faire de dégâts, jusqu'à la fin de la guerre, 37 bombes furent au total lâchées sur Lure[réf. nécessaire]. Il semblerait que ce soit la gare ou les aménagements ferrés qui avaient été pris pour cibles. L'hypothèse que quelques informateurs allemands étaient établis à Lure circula. Deux bombardements seulement, sur un total de dix, furent meurtriers. Le 6 juillet 1916, l'explosion d'un obus tua quinze habitants dont sept femmes, cinq enfants et un militaire. Seul un mort et un blessé furent provoqués par celui du 5 septembre 1917. Un monument aux morts fut érigé en 1925 en l'honneur des 151 personnes tombées pendant la guerre. La Croix de Guerre fut attribuée à la ville le 14 août 1921 pour (citation) : « A été au cours de la guerre l'objet de fréquents bombardements par avion. Malgré ses deuils, elle s'est signalée en toutes circonstances par sa belle vaillance et sa patriotique fierté ». Cette croix de guerre est depuis affichée sur ses armoiries.

#### La Seconde Guerre mondiale et l'occupation
Dès les débuts de la Seconde Guerre mondiale, quelques bâtiments furent réquisitionnés, comme l'hospice Marie-Richard qui fut transformé en hôpital militaire, puis la drôle de guerre s'installa. Les combats cessèrent après que la ville fut survolée par des avions allemands le 10 mai 1940, au crépuscule. Ceux-ci attaquaient la base aérienne 116 par vagues successives[réf. nécessaire].
Des bombardements ont commencé le lendemain. Ceux-ci étaient malheureusement plus efficaces que ceux de la guerre précédente. L'arrivée des Allemands fut pressentie et la population luronne commença à s'affoler, lorsque Vesoul tomba aux mains de la Wehrmacht le 16 juin 1940. Le lendemain seulement, le 17 dans la journée, les premiers véhicules motorisés allemand furent aperçus. Le 18 juin, à 7 heures 30, des pièces d'artillerie arrivèrent par le chemin de la gare un peu plus tardivement. Les sirènes sonnèrent plusieurs fois l'alerte, et la dernière retentit à 8 heures. Quelques bombardements eurent encore lieu. Ils visaient la gare et quelques rues du centre-ville. En réalité, la cible était une batterie placée à l'entrée de la route de Vesoul. Les canons de 75 Français luttèrent jusqu'à 10h30, puis se replièrent en raison du manque de soutien. Ces événements ne firent aucune victime. Vers 11h30, des engins motorisés occupèrent l'espace près de Saint-Anne. La vie reprit son cours quelques heures seulement après la capitulation de la ville.
La résistance s'organisa. Le 4 juillet 1942 eut lieu dans la Chambre des métiers une réunion par laquelle fut créé le Groupe Camille. Celui-ci s'occupa dans un premier temps des réfractaires du STO. Il changea de nom en 1943 pour Sous-groupement de Lure et devint un groupe sous la tutelle du mouvement Défense de la France, avec le capitaine Francis Nicolas à sa tête. Le groupe entreprit des actions de résistance armée à partir du printemps 1943. Le 8 août, Francis Nicolas fut arrêté par la Gestapo et déporté à Buchenwald où il mourut. Le groupe se déplaça alors dans le maquis du Chérimont et connaîtra une fin tragique en août 1944.
Aucun incident notable ne perturba la vie civile locale jusqu'au 3 octobre 1943, où une puissante bombe éclata dans un magasin de quincaillerie, provoquant des dégâts aux édifices voisins. En novembre de la même année, une autre bombe de faible charge explosa au même endroit. Deux membres de la Gestapo furent tués lors d'une arrestation d'un chef des Francs-tireurs et partisans.
Le 12 février 1944, 12 citoyens français soupçonnés d'être juifs furent déportés.

#### La Libération (1944)
À la mi-août 1944, des convois allemands passaient par la ville au cours de leur retraite jusqu'à Belfort. Le 15 septembre, des échanges de tirs entre Américains et Allemands se firent entendre la première fois à Vy-lès-Lure. Pour ne pas être encerclés, les Allemands entamèrent un repli sur La Côte.
Des attaques aériennes américaines provoquèrent quelques dégâts. La poste fut par exemple détruite. La Libération de la ville de Lure eut lieu le 16 septembre 1944 par la 3e division d'infanterie US.

#### Depuis la Libération
Depuis la Libération, l'histoire de la commune est marquée par son développement plus que par de grands faits historiques. Celui-ci pousse entre 1951 et 1952 le BRGG (devenu BRGM) à la réalisation de forages à un kilomètre au nord du centre pour augmenter la capacité en adduction publique. Ces travaux ont par la même occasion augmenté les connaissances géologiques locales.
L'aérodrome de Lure - Malbouhans a servi entre les années 1950 et 1998 (guerre froide) d'annexe de désserrement de la BA 116 Luxeuil-Saint-Sauveur.
Les alluvions sont exploitées comme granulats dans des gravières sur le territoire de la commune entre 1940 et 2018 et sur le territoire de Roye entre 1970 et 1998. Après ces dates, seule l'activité de traitement (criblage, lavage et concassage) subsiste à Lure jusqu'en 2024 et au-delà à Roye. L'activité extractive s'étant déplacé dans le village voisin de Saint-Germain dé 1998,,,.
Le président Charles de Gaulle s'est rendu à Lure en le 14 juin 1962 avant de prononcer une allocution à Vesoul le même jour,.
La sous-préfecture fut, en 1965, victime d'un incendie qui détruisit son toit. Le collège du Mortard fut édifié en 1976, établissement qui fut la cible d'un cocktail Molotov lors des émeutes de 2005 qui endommagea une partie de la bibliothèque.
En 1979, un contournement de la route nationale 19 est mis en service, libérant le centre-ville de la circulation des poids lourds. Après quatre années de travaux, un nouveau contournement de Lure en quatre voies a été ouvert au trafic fin 2010. L'ancien contournement est dorénavant réservé au trafic inter-quartiers.
En 1981 est créée la SHAARL, Société d'Histoire et d'Archéologie de l’arrondissement de Lure,. Cette association étudie l'histoire de la ville et de ses environs. Elle a mené plusieurs campagnes de fouilles archéologiques. En 1997, le régiment militaire quitte la ville, causant des dégâts sur l’économie locale. Cet événement marque le début de la désertification des services publics dans la ville, à commencer par la maternité et quatre autres services hospitaliers.
En 2005, le département de la Haute-Saône a racheté l'aérodrome de Malbouhans, propriété militaire désaffectée, dans le but de le reconvertir en pôle de compétitivité pour le projet Véhicule du futur, ; les démarches furent interrompues deux fois par l'action d'écologistes qui voulaient préserver l'habitat de certaines espèces et essences du biotope local. La même année le commissariat de police nationale est fermé, la brigade de gendarmerie prend le relais avec un secteur plus vaste.
Pendant le weekend du 30 au 31 janvier 2010, 19 véhicules ont été incendiés. Le tribunal de grande instance ferme en 2011 suivi de la maison d'arrêt en 2014.
En 2015, l'usine Isoroy est rachetée par Ikea pour devenir le seul site de production français. La société y investit 25 millions d'euros. Lors d'un déplacement dans le département, le président de la République, François Hollande, annonce le 14 septembre 2015, la création d'une nouvelle prison pour remplacer celle fermée l'année précédente. Le projet est finalement abandonné en 2018.
En janvier 2019, l'usine Ikea est vendue à P3G Industries (groupe Parisot). L’entreprise suédoise reste cliente du site de Lure.
En 2020, la ville de Lure devient pour la première fois une ville-étape du Tour de France de cyclisme en servant de départ à la 20e étape de la 107e édition qui est un contre-la-montre se terminant par l’ascension de la Planche des Belles Filles, montagne voisine.

## Politique et administration

### Rattachements administratifs et électoraux

#### Rattachements administratifs
La commune est le chef-lieu de l'arrondissement de Lure du département de la Haute-Saône.
Elle était, de 1793 à 1985, le chef-lieu du canton de Lure. Celui-ci a été scindé par le décret du 31 janvier 1985 pour former les cantons de Lure-Nord et de Lure-Sud. Dans le cadre du redécoupage cantonal de 2014 en France, cette circonscription administrative territoriale a disparu, et le canton n'est plus qu'une circonscription électorale.

#### Rattachements électoraux
Pour les élections départementales, la commune est divisée depuis 2014 entre les cantons de Lure-1 et de Lure-2.
Pour l'élection des députés, elle fait partie de la deuxième circonscription de la Haute-Saône.

### Intercommunalité
Lure est le siège de la communauté de communes du pays de Lure, un établissement public de coopération intercommunale (EPCI) à fiscalité propre créé fin 1998  et auquel la commune a transféré un certain nombre de ses compétences, dans les conditions déterminées par le code général des collectivités territoriales.

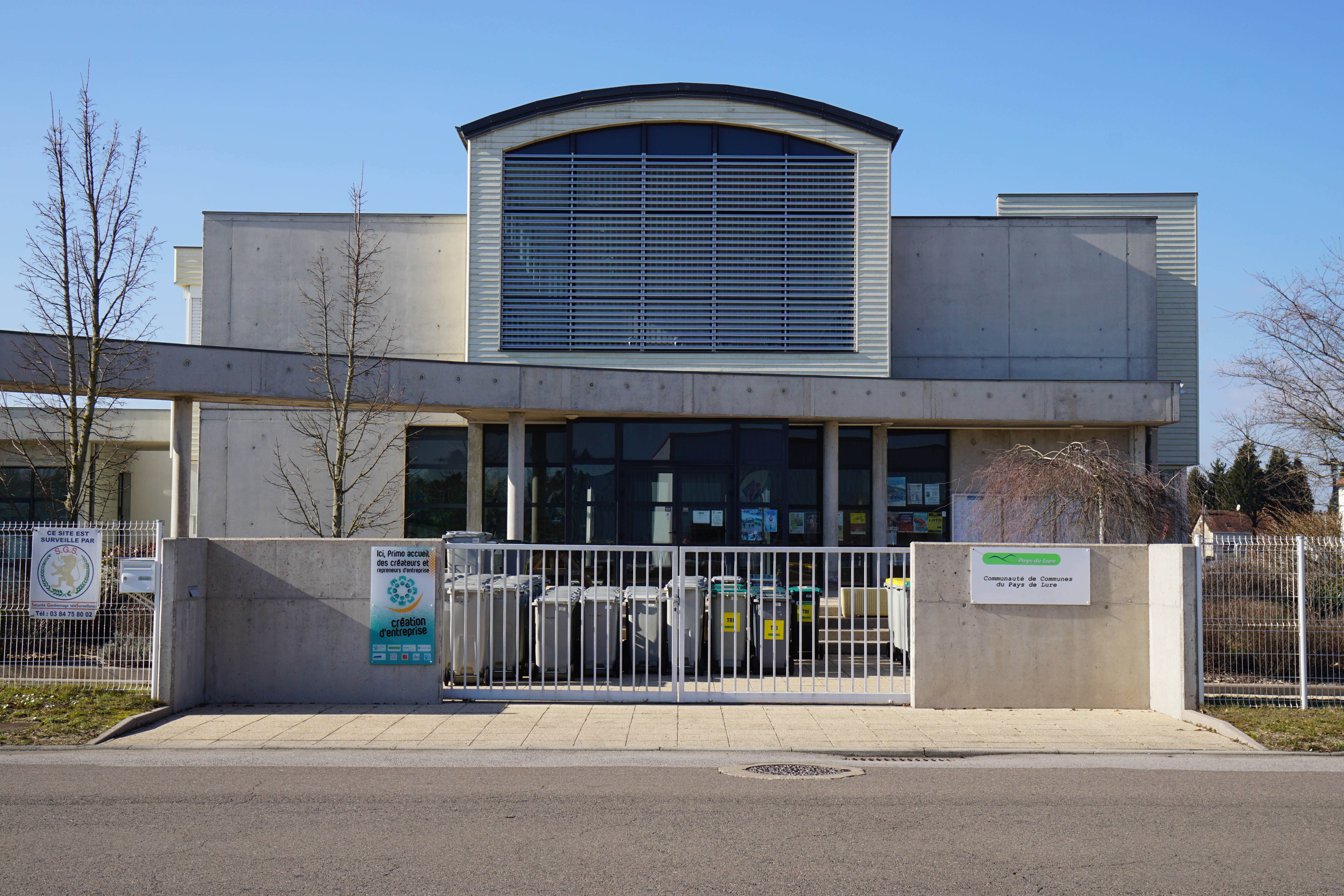
Le siège de l’intercommunalité.
La carte des communes membres.

### Élections municipales et communautaires

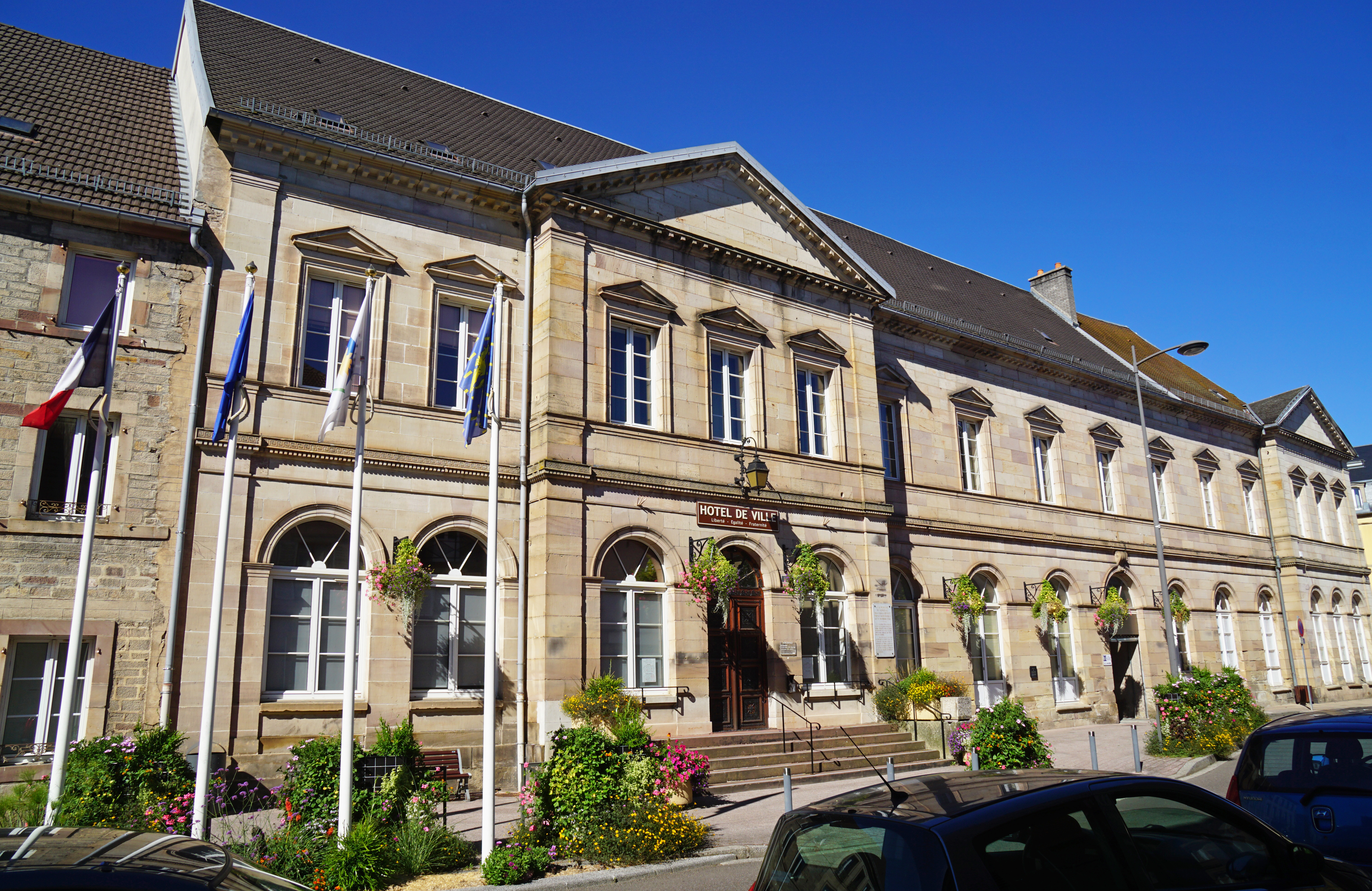
La mairie.

#### Administration municipale
Le nombre d'habitants au dernier recensement étant compris entre 5 000 et 9 999, le nombre de membres du conseil municipal est de 29.

#### Résultats des derniers scrutins
Lors du premier tour des élections municipales de 2014 dans la Haute-Saône, la liste PS menée par le maire sortant Éric Houlley obtient la majorité absolue des suffrages exprimés, avec 1 715 voix (57,49 %, 23 conseillers municipaux élus dont 10 communaires), devançant largement la liste UDI menée par Christophe Goret, qui a recueilli 1 268 voix (42,50 %, 6 conseillers municipaux élus dont 2 communautaires).
Lors de ce scrutin, 37,91 % des électeurs se sont abstenus.
Lors des élections municipales de 2020 dans la Haute-Saône, la liste PS menée par le maire sortant est la seule candidate et obtient donc la totalité des 1 015 suffrages exprimés. Elle est élue en totalité, et 18 de ses membres siègent également à l'intercommunalité. 
Lors de ce scrutin marqué par la Pandémie de Covid-19 en France, 74,86 % des électeurs se sont abstenus, et 17,21 des votants ont choisis un bulletin blanc ou nul.

#### Liste des maires
| Période      | Période                        | Identité           | Étiquette   | Qualité |
| ------------ | ------------------------------ | ------------------ | ----------- | --- |
| 1944         | mars 1965                      | Georges Péquegnot  |             | |
| mars 1965    | mars 1971                      | Jacques Cordonnier |             | |
| mars 1971    | mars 1983                      | Henri Courtois     | MRG         | |
| mars 1983    | mars 1989                      | Jean Hertz         | MRG         | Conseiller général de Lure (1973 → 1985) Conseiller général de Lure-Nord (1985 → 1992) |
| mars 1989    | juin 1995                      | Gilles Roy         | UDF         | Conseiller général de Lure (1992 → 1998) |
| juin 1995    | janvier 2007                   | Michel Federspiel  | DVG puis PS | Enseignant au collège du Mortard Conseiller général de Lure-Nord (1998 → 2011) Président du SDIS de la Haute-Saône[Quand ?] Démissionnaire                                                              |
| janvier 2007 | En cours (au 30 novembre 2023) | Éric Houlley       | PS          | Professeur de sciences économiques et sociales Conseiller régional de Franche-Comté (2004 → 2015) Vice-président du conseil régional de Bourgogne-Franche-Comté (2015 →) Réélu pour le mandat 2020-2026 |

### Autres élections
L'électorat luron est majoritairement à gauche, la droite ayant été fortement concurrencée par le Front national. De 1983 à 2008, les élections municipales ont été remportées par des partis de gauche tels que le PS et les divers gauche.
Les scores de la gauche aux élections présidentielles sont plus élevés que la moyenne nationale. Le siège du député de la deuxième circonscription de la Haute-Saône dont fait partie Lure est détenu par la gauche depuis 1988, avec une interruption de 2002 à 2007. La gauche tient également les deux cantons de la ville.
Comme dans d'autres bassins « ruralo-industriels », le vote FN se développe depuis l'élection présidentielle française de 2002.
Lors du premier tour de l'élection présidentielle française de 2007, les quatre premiers candidats retenus par les habitants sont Nicolas Sarkozy (UMP, 27,98 % des suffrages exprimés), Ségolène Royal (PS, 27,44 %), Jean-Marie Le Pen (15,98 %) et François Bayrou (14,21 %).
Au second tour, le candidat élu Nicolas Sarkozy obtient 2 016 voix (51,51 %) et Ségolène Royal 1 898 voix (48,49 %), lors d'un scrutin où 18,64 % des électeurs se sont abstenus.
Lors du premier tour de l'élection présidentielle française de 2012, les quatre premiers candidats retenus par les habitants sont François Hollande (PS, 32,48 % des suffrages exprimés), Marine Le Pen (FN, 22,54 %), Nicolas Sarkozy (21,93 %) et Jean-Luc Mélenchon (11,07 %)
Au second tour, le candidat élu François Hollande obtient 2 096 voix (57,07 %) et Nicolas Sarkozy 1 577 voix, lors d'un scrutin où 22,65 % des électeurs se sont abstenus
Lors du premier tour de l'élection présidentielle française de 2017, les quatre premiers candidats retenus par les habitants sont Marine Le Pen (27,69 % des suffrages exprimés), Jean-Luc Mélenchon (19,58 %), Emmanuel Macron (19,39 %) et François Fillon (16,71 %). 
Au second tour, le candidat élu Emmanuel Macron recueille 1 897 voix (58,89 %= et Marine Le Pen 1 324 voix (41,11 %), lors d'un scrutin où 26,12 % des électeurs se sont abstenus
Lors du premier tour de l'élection présidentielle française de 2022, les quatre premiers candidats retenus par les habitants sont Marine Le Pen (31,34 % des suffrages exprimés), Jean-Luc Mélenchon (21,69 %), Emmanuel Macron (21,57 %) et Éric Zemmour (6,90 %). 
Au second tour, Marine Le Pen recueille 1 595 voix (51,60 %) et le candidat élu Emmanuel Macron 1 496 voix (48,40 %), lors d'un scrutin où 28,54 % des électeurs se sont abstenus

### Finances communales
En 2015, les finances communales de la commune étaient constituées ainsi :
- total des produits de fonctionnement : 8 118 000 €, soit 930 € par habitant ;
- total des charges : 7 860 000 €, soit 900 € par habitant ;
- total des ressources d’investissement : 2 434 000 €, soit 279 € par habitant ;
- total des emplois d’investissement : 2 476 000 €, soit 284 € par habitant ;
- endettement : 8 422 000 €, soit 964 € par habitant.

À titre de comparaison, la taxe d'habitation de la Haute-Saône était la suivante : en 2001, 6,44 % ; en 2002, 6,83 % ; en 2003, 6,83 % ; en 2004, 6,83 % ; en 2005, 7,24 % ; en 2006, 7,39 % ; en 2007, 7,39 % ; en 2008, 7,39 %. La taxe d'habitation de la Franche-Comté était la suivante : de 2001 à 2004, 3,07 % ; en 2005, 3,84 % ; en 2006, 3,92 % ; en 2007, 3,92 % ; en 2008, 3,92 %.
La municipalité intègre dans son budget des subventions destinées à certaines associations.
Taux de fiscalité directe
| d'habitation | 12,17 % | 11,60 % |
| foncière sur le bâti | 24,61 % | 23,43 % |
| foncière sur le non-bâti | 63,48 % | 60,64 % |
| professionnelle | 9,66 %  | 0,00 %  |
| Sources des données : Finances d'après le site alize2.finances.gouv.fr Taxes en pourcentage de la valeur locative cadastrale |         |         |

### Jumelages
Au 1er janvier 2010, Lure est jumelée avec :
- Asperg (Allemagne) depuis 1967[148] ;
- Berteştii de Jos (Roumanie) depuis 1994[148],[Note 14].

Le jumelage avec Asperg a été officialisé les 7 et 8 octobre 1967 à Asperg ; la charte a été signée le 8 octobre. Les dix ans du jumelage ont été fêtés à Lure en présence des deux maires. Le 24 septembre 1983, ce maire est nommé citoyen d'honneur de la ville de Lure pour la quinzième célébration de l’évènement. Le vingtième anniversaire du jumelage a été fêté les 3 et 4 octobre 1987 à Asperg et les 22 et 23 octobre 1987 à Lure. Le club photo de Lure invite régulièrement celui d'Asperg pour des expositions. Chaque année, un match de football oppose les équipes des deux villes.
Un projet de jumelage avec une ville d'Irlande devrait voir le jour. Ce rapprochement peut s'expliquer par la présence historique de Saint Colomban et parce que ce jumelage permettrait des rencontres dans le cadre du rugby, Lure ayant une équipe dans cette discipline sportive.

## Équipements et services publics

### Eau et déchets
La municipalité est dotée d'une station d'épuration comprenant deux bassins construits sur un terrain d'environ quatre hectares, à l'extérieur de la ville, entre les rails et la forêt. Elle traite les eaux usées de la ville et de certaines communes limitrophes, ainsi que des eaux de pluie qui arrivent dans les bouches d'égout. La ville dissocie systématiquement les eaux usées des eaux de pluie qui sont rejetées dans la nature, afin de ne pas surexploiter inutilement la station d'épuration. Une déchèterie du réseau Sytevom est située à l'extérieur la zone commerciale des Cloyes, près d'une gravière. Les déchets sont triés dans plusieurs bennes différentes selon leur nature. Il y a au moins une benne ou un collecteur pour le carton et le papier, le verre, le bois, le métal, les déchets verts, les huiles usagées (séparées selon leur type), les déchets inertes tels que les rebuts de béton ou de carrelage. Répartis en ville, quelques points de collecte et de tri existent sous forme de conteneurs soulevables. Ils permettent notamment de trier le plastique, le verre et le papier. La ville dispose aussi de plusieurs balayeuses électriques qui nettoient la ville. Elles sont particulièrement utiles pour nettoyer les restes du marché le mardi.
La municipalité met en place la collecte planifiée des déchets à domicile grâce aux camions-poubelles. Depuis le 15 décembre 2008, une politique de tri sélectif en coopération avec la Communauté de communes du pays de Lure (CCPL) y a été ajoutée. Les habitants ont reçu des sac de 50 litres pour y séparer certaines types de déchets tels que plastiques, papier et carton et métaux. La redevance pour les ordures ménagères n'a pas pour autant augmenté, bien que le coût des ramassages devient plus important. Une politique de tri était déjà en vigueur chez les commerçants.

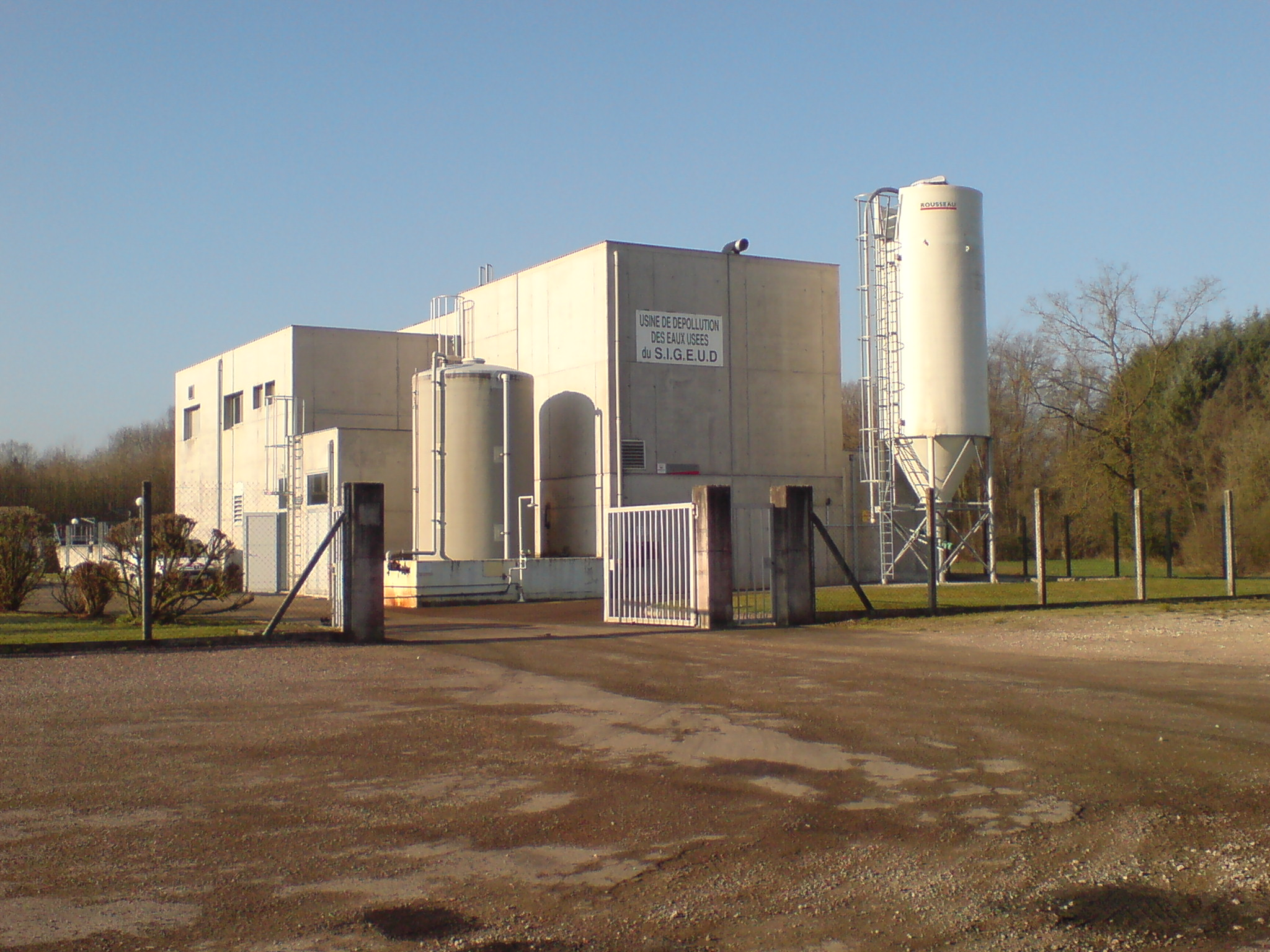
Station d'épuration et de traitement des eaux de la ville.
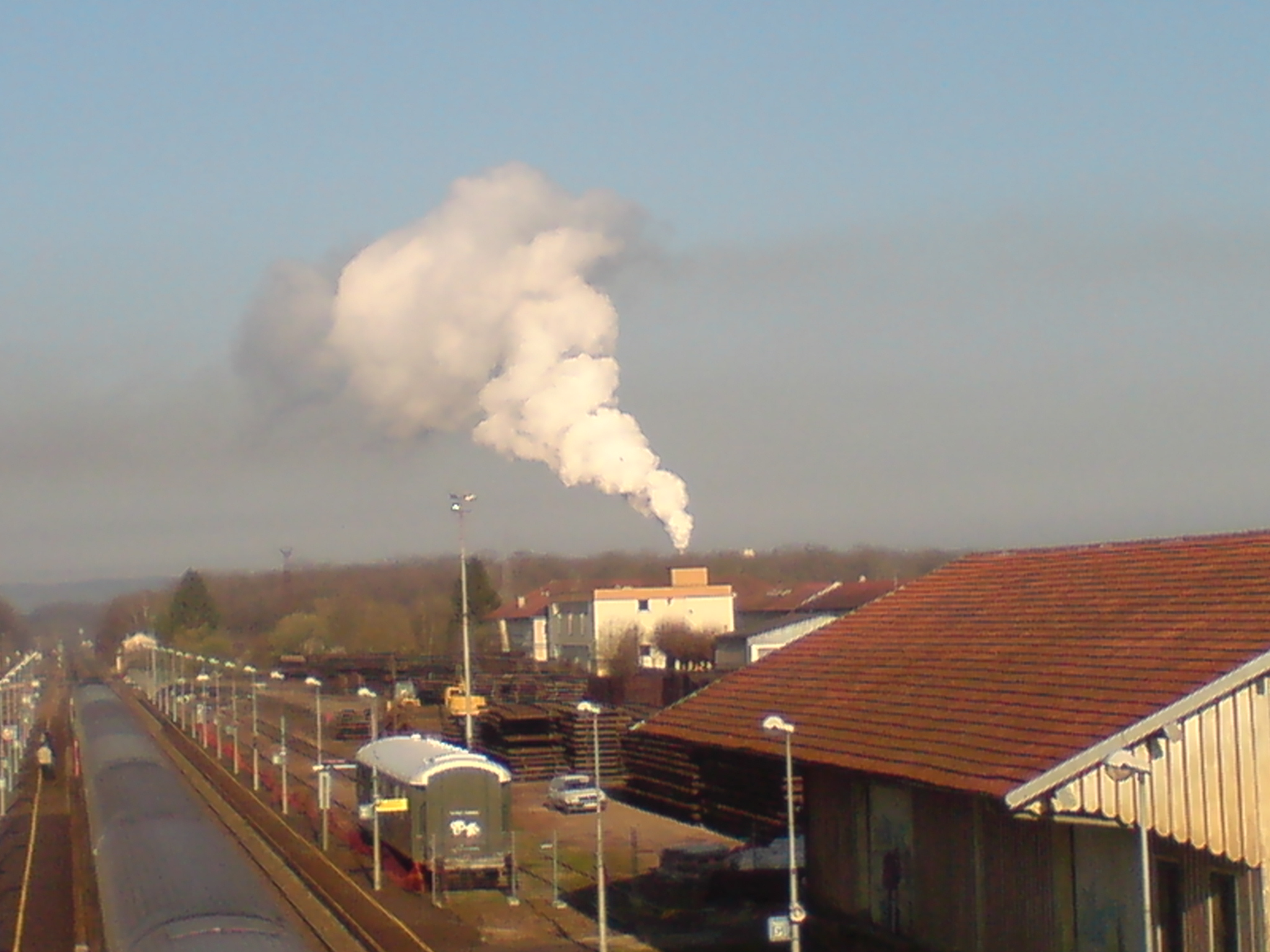
De l'usine produisant des panneaux de particules, il ne s'échappe que de la vapeur d'eau non nocive quoique parfois malodorante.

### Enseignement
Lure est en zone A, sous la direction de l'Académie de Besançon, et possède un système éducatif relativement complet. En effet, la ville administre plusieurs écoles maternelles et écoles élémentaires communales, le département gère le collège du Mortard et la région un lycées publics polyvalent : le lycée Georges-Colomb offrant un accès au bac général avec huit spécialités, à quatre bac professionnels, quatre BTS et un CAP.
Il existe également un groupe scolaire privé comprenant école maternelle, primaire, collège et lycée : Sainte-Anne-Saint-Joseph.
On peut suivre une scolarité à Lure jusqu'au niveau BTS (assistant de gestion PME-PMI et comptabilité et gestion des organisations). L'importance de ces établissements peut sembler excessive pour la taille de la ville, mais elle s'explique par la présence d'élèves des communes voisines ou plus lointaines, le lycée Georges-Colomb possède un internat. Les lycéens de cet établissement ont leurs samedis libres depuis la rentrée scolaire 2008.
Par ailleurs, une école de musique agréée par l'État est implantée sur le territoire luron.

### Santé

Carte de l'hôpital de Lure et de la maison de retraite Marie-Richard avec les aménagements successifs.

Lure compte plusieurs cabinets de médecine générale et spécialisée dans tous les domaines, tels que la radiologie, la podologie, la pneumologie, la neurologie, la cardiologie, l'ophtalmologie, etc. La ville bénéficie également d'un hôpital - construit pendant les années 1960 et rénové en 2008 - comptant 234 lits. Il traite des urgences de la ville et de ses alentours, ne comporte plus de service de chirurgie mais s'est restructuré en deux services de médecine polyvalente (47 lits) et deux services de soins de suite et réadaptation (47 lits), ainsi qu'un service d'addictologie (15 lits). Ses activités sont partagées avec l'hôpital de Vesoul dans le cadre du Groupe hospitalier de la Haute-Saône. La maison de retraite Marie-Richard (EHPAD) prend en charge les personnes âgées valides, il existe également un autre EHPAD accolé à l'hôpital pour les personnes âgées plus dépendantes: Mont Châtel. Il existe aussi un hôpital pour les enfants atteints de handicaps mentaux. Celui-ci se situe dans une grande demeure. À ce propos, une maison d'accueil spécialisée pour les handicapés -dénommée La Mosaïque- s'est implantée à l'arrière du lycée G. Colomb. Le bâtiment n'a aucun étage pour faciliter la circulation des handicapés. Un centre médico-psychologique privé dispose d'un bâtiment de taille moyenne vers le lycée professionnel Bartholdi. Quatre compagnies d'ambulances. Par ailleurs, l'hôpital Nord Franche-Comté située à Trévenans est facilement accessible depuis Lure via la nationale 19, majoritairement en 2 × 2 voies. s'occupent du transport de personnes. Les pompiers dépannent régulièrement dans le domaine scolaire pour les premiers soins.
Un pôle santé destiné à regrouper plusieurs médecins généralistes, spécialistes et professionnels paramédicaux est ouvert le 5 janvier 2018.

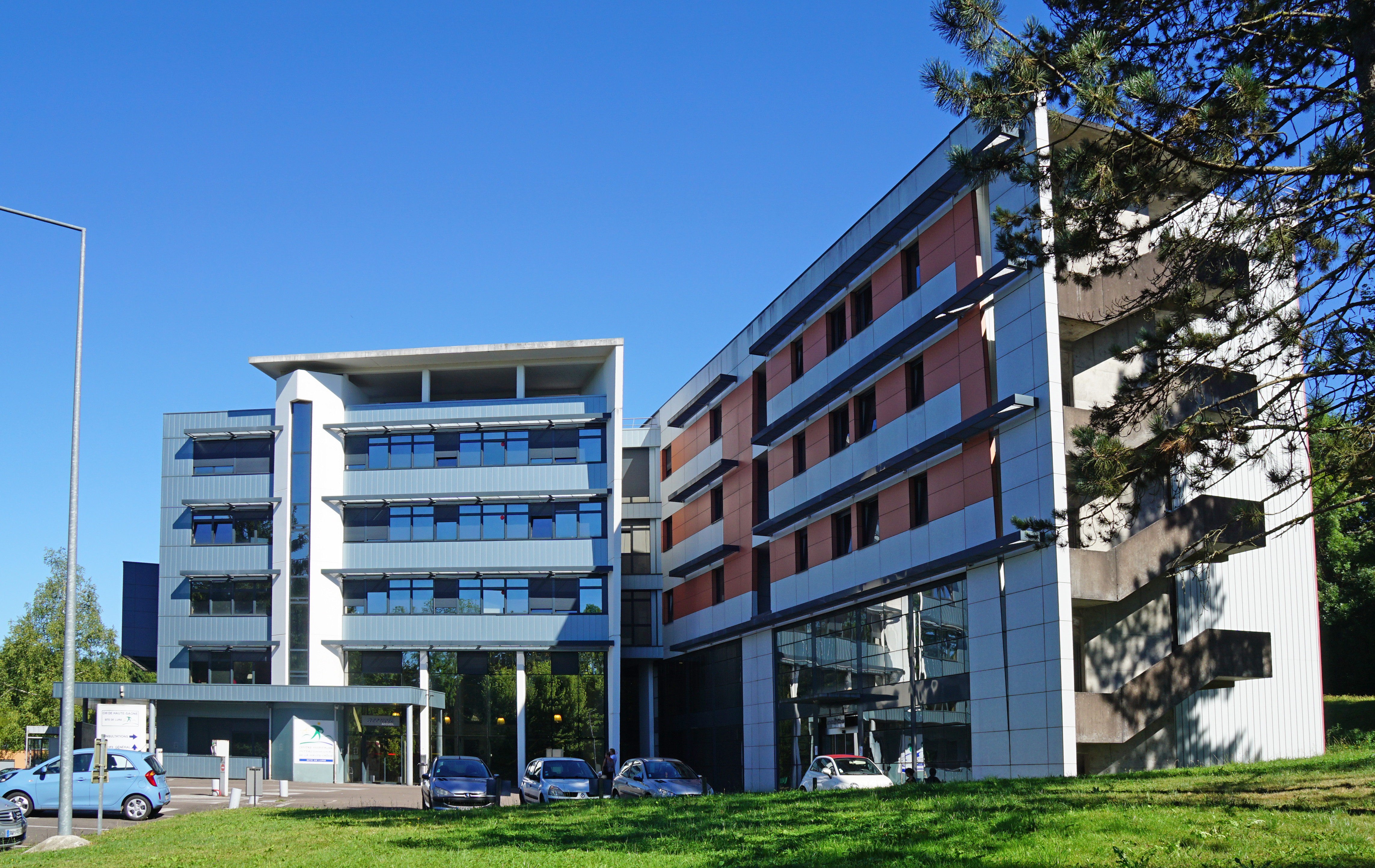
L'hôpital de Lure en 2016.
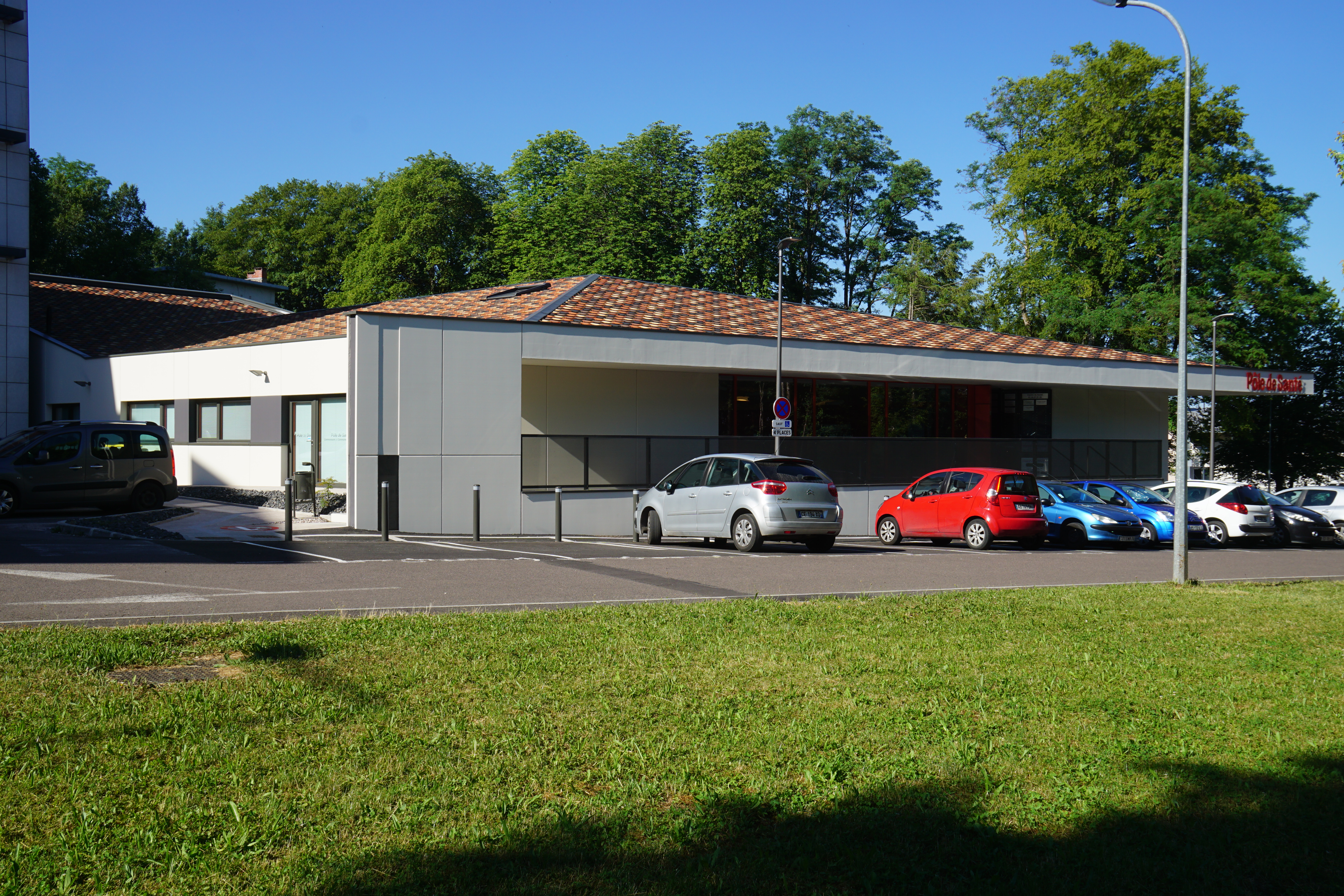
La maison de santé.
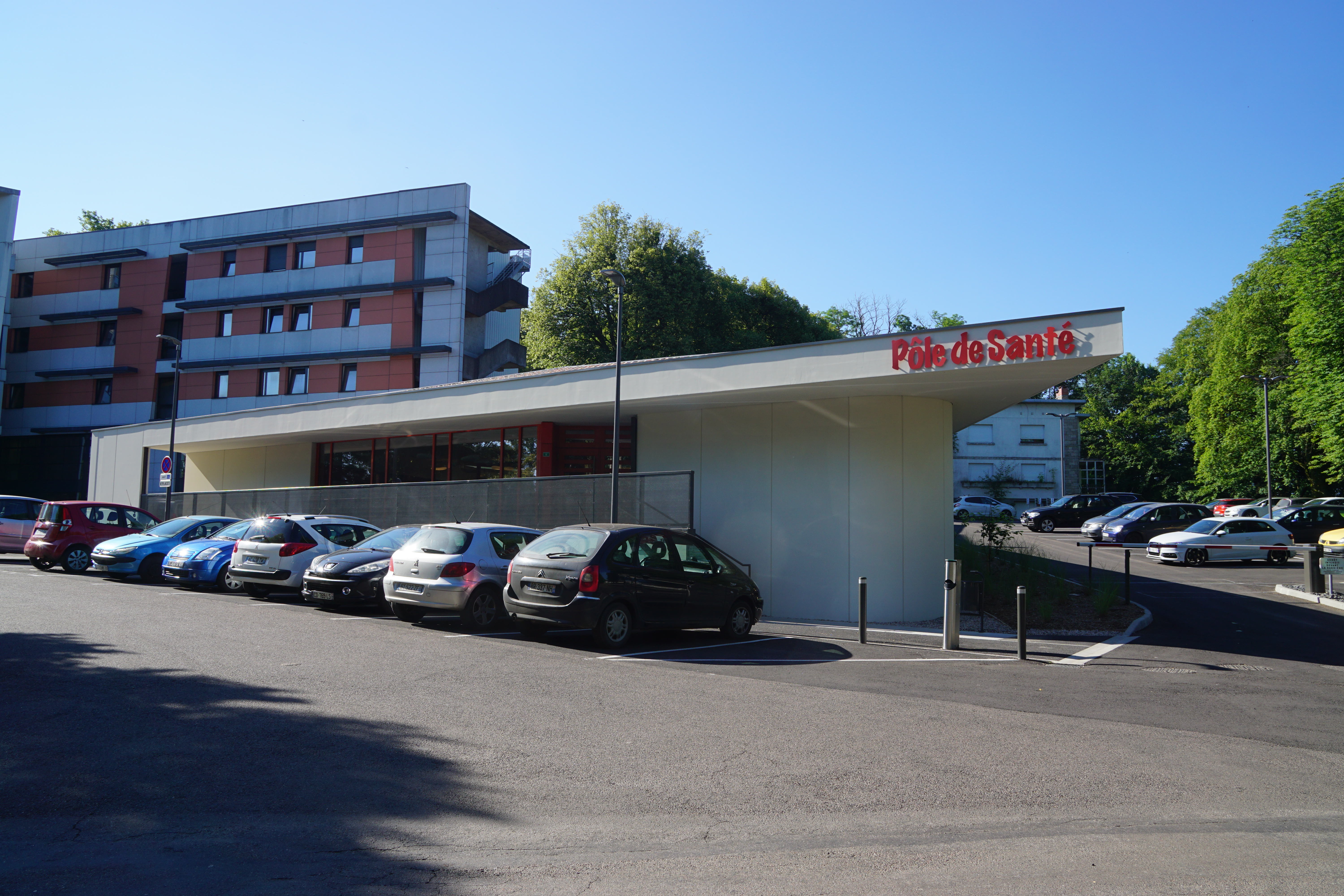

### Justice, sécurité, secours et défense

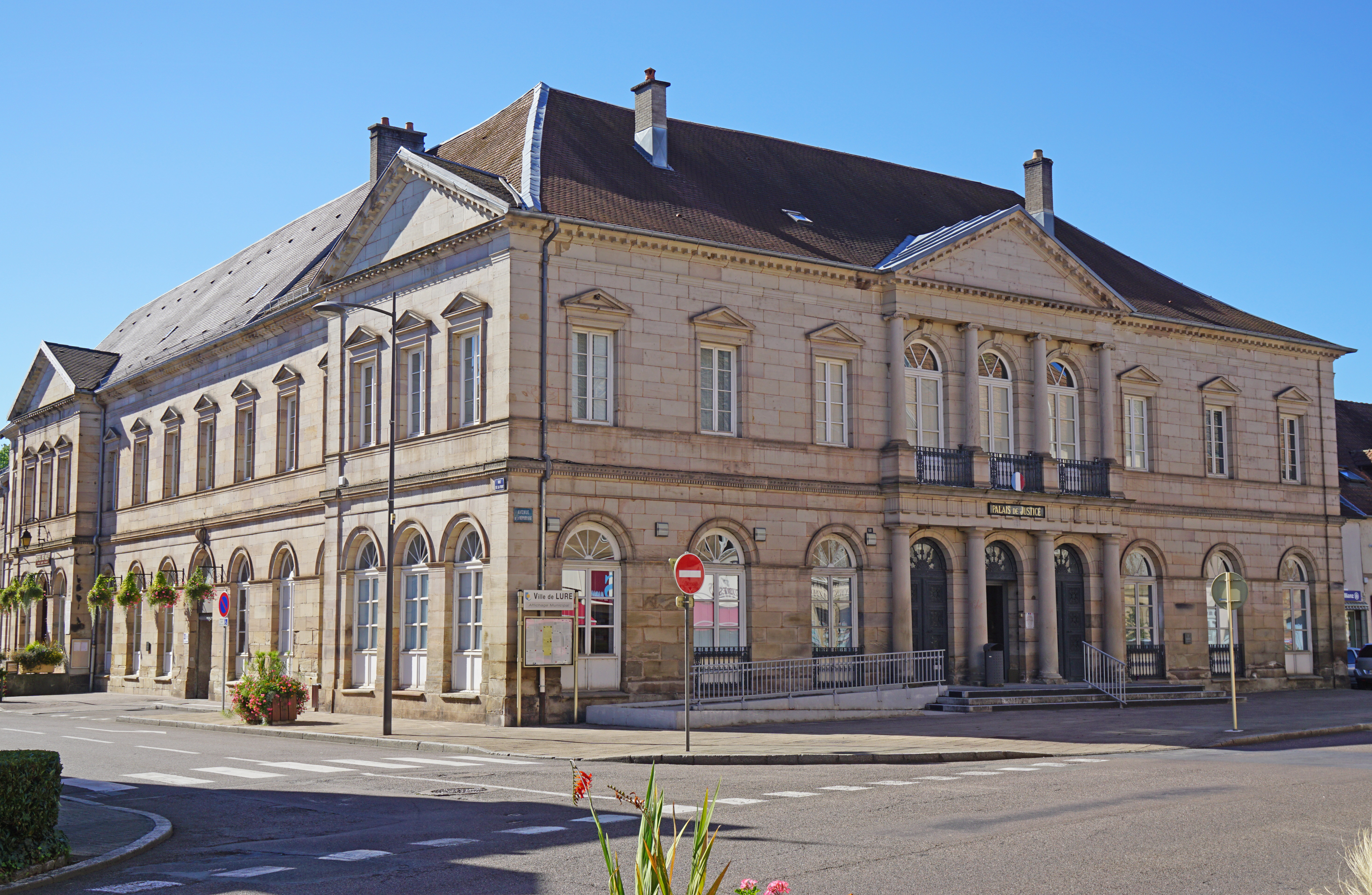
Le bâtiment du palais de justice est couplé avec celui de la mairie.

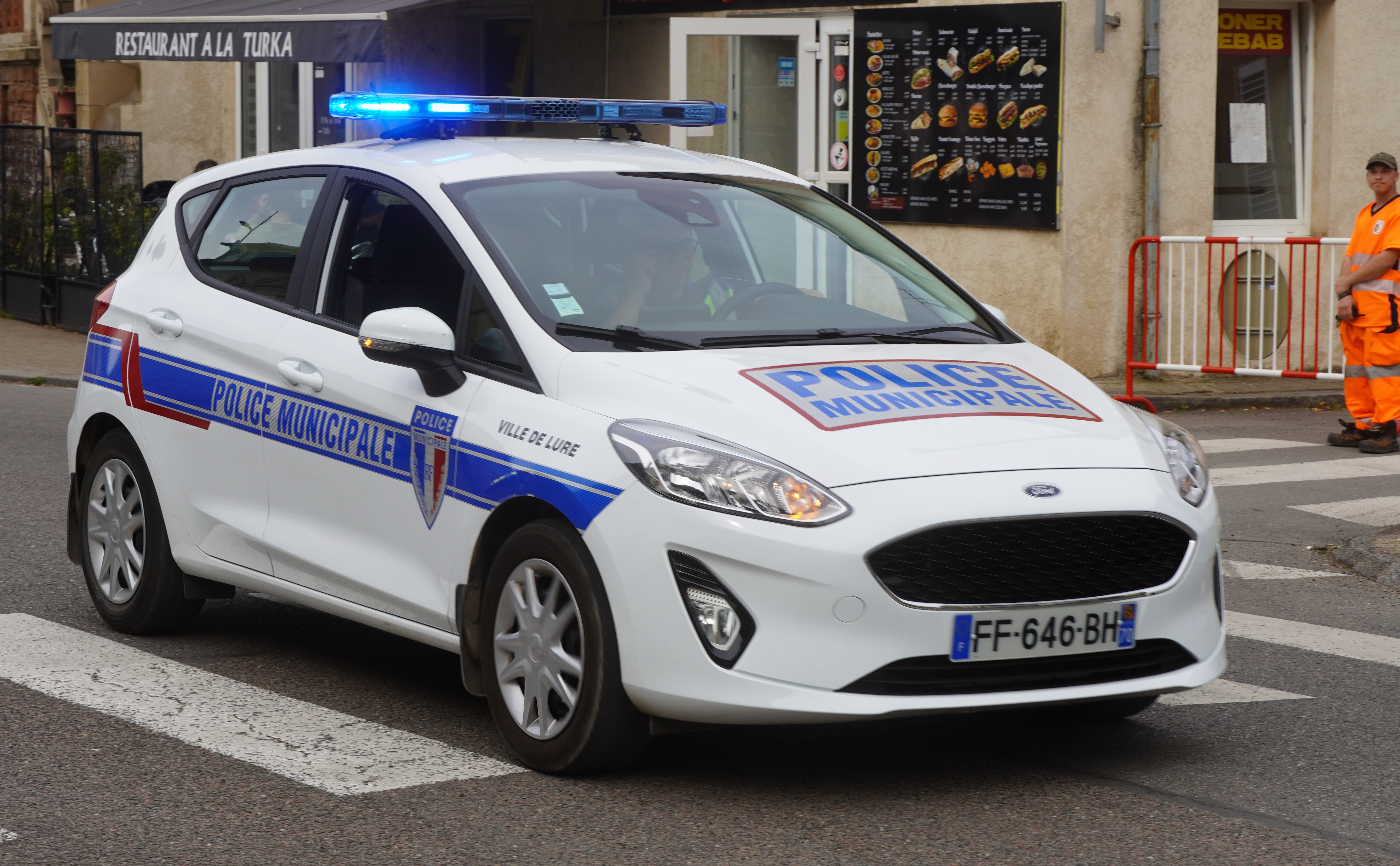
La voiture de la police municipale.

En 2010, trois unités de gendarmerie sont établies à Lure : une compagnie de gendarmerie départementale, un escadron de gendarmerie mobile et une brigade autonome de gendarmerie départementale (en lieu et place de l'ancien commissariat de police). La gendarmerie de Lure dispose d'une quinzaine de véhicules, dont un « véhicule léger tout-terrain »  P4. Les infrastructures militaires les plus proches sont la base aérienne 116 à Luxeuil-les-Bains, parmi les plus grands employeurs militaires de la ville, et le 35e régiment d’infanterie de Belfort. La proximité de cette base aérienne explique la présence fréquente de Mirages 2000-5F.
Il existe une très modeste police municipale limitée à un policier et deux ASVP.
La commune de Lure dispose d'une annexe de proximité au tribunal judiciaire[réf. nécessaire], d'un tribunal paritaire des baux ruraux et d'un conseil de prud'hommes. Elle est dans le ressort du tribunal judiciaire et du tribunal de commerce de Vesoul, et de la cour d'assises de Haute-Saône, à Vesoul. Elle est dans celui du tribunal des affaires de Sécurité sociale du Territoire de Belfort. En appel, Lure fait partie du ressort de la cour d'appel de Besançon.
Dans l'ordre administratif, la ville ressort au tribunal administratif et à la  cour administrative d'appel de Nancy,.

## Population et société

### Démographie
Troisième ville la plus peuplée du département après Vesoul et Héricourt et devant Luxeuil-les-Bains et Gray et 12e sur le plan régional, elle était la 1 175e ville de France en 2010.

#### Évolution démographique
L'évolution du nombre d'habitants est connue à travers les recensements de la population effectués dans la commune depuis 1793. Pour les communes de moins de 10 000 habitants, une enquête de recensement portant sur toute la population est réalisée tous les cinq ans, les populations de référence des années intermédiaires étant quant à elles estimées par interpolation ou extrapolation. Pour la commune, le premier recensement exhaustif entrant dans le cadre du nouveau dispositif a été réalisé en 2005.

En 2022, la commune comptait 7 912 habitants, en évolution de −4,06 % par rapport à 2016 (Haute-Saône : −1,4 %, France hors Mayotte : +2,11 %).
| 1793  | 1800  | 1806  | 1821  | 1831  | 1836  | 1841  | 1846  | 1851  |
| ----- | ----- | ----- | ----- | ----- | ----- | ----- | ----- | ----- |
| 1 800 | 1 918 | 2 001 | 2 471 | 2 853 | 2 950 | 3 058 | 3 196 | 3 397 |

| 1856  | 1861  | 1866  | 1872  | 1876  | 1881  | 1886  | 1891  | 1896  |
| ----- | ----- | ----- | ----- | ----- | ----- | ----- | ----- | ----- |
| 3 273 | 3 537 | 3 747 | 3 555 | 3 995 | 4 360 | 4 474 | 4 838 | 5 887 |

| 1901  | 1906  | 1911  | 1921  | 1926  | 1931  | 1936  | 1946  | 1954  |
| ----- | ----- | ----- | ----- | ----- | ----- | ----- | ----- | ----- |
| 6 062 | 6 473 | 6 853 | 6 062 | 6 291 | 6 062 | 5 970 | 5 722 | 6 723 |

| 1962  | 1968  | 1975  | 1982  | 1990  | 1999  | 2005  | 2006  | 2010  |
| ----- | ----- | ----- | ----- | ----- | ----- | ----- | ----- | ----- |
| 6 408 | 7 415 | 8 639 | 9 130 | 8 843 | 8 727 | 8 337 | 8 352 | 8 325 |

| 2015  | 2020  | 2022  | - | - | - | - | - | - |
| ----- | ----- | ----- | - | - | - | - | - | - |
| 8 253 | 7 960 | 7 912 | - | - | - | - | - | - |

Contrairement à la tendance démographique de la Haute-Saône, Lure n'a pas connu de dépeuplement notoire depuis 1880. Pour pouvoir comparer les deux évolutions, il faut savoir que la Haute-Saône ne s'est repeuplée qu'à partir de 1950. L'arrivée du chemin de fer et l'annexion de l'Alsace-Lorraine firent augmenter notablement la population.
Entre 1999 et 2006 la population de Lure a diminué d'environ 4,3 %, alors que la population en France métropolitaine a progressé en moyenne de +0,69 % par an. Les baisses de population des dernières années sont en partie dues à la périurbanisation, touchant les communes proches d'accès.
On dénombre de nombreuses victimes des guerres : 221 lors de la Première Guerre mondiale ; 15 morts, 23 fusillés et 23 déportés lors de la Seconde Guerre mondiale ; 15 morts lors des guerres d'Indochine et d'Algérie.
Parmi les 23 déportés, Jeanne Chloterer, directrice des cours complémentaires de filles rue Pasteur, fut révoquée en 1940 en vertu des mesures anti-juives, et arrêtée le 12 février. Elle fut déportée à Auschwitz où elle trouva la mort le 15 mars 1944. Un centre culturel porte aujourd'hui son nom en sa mémoire.

#### Pyramide des âges
En 2018, le taux de personnes d'un âge inférieur à 30 ans s'élève à 34,8 %, soit au-dessus de la moyenne départementale (31,7 %). À l'inverse, le taux de personnes d'âge supérieur à 60 ans est de 29,0 % la même année, alors qu'il est de 29,7 % au niveau départemental.
En 2018, la commune comptait 3 815 hommes pour 4 316 femmes, soit un taux de 53,08 % de femmes, largement supérieur au taux départemental (50,77 %).
Les pyramides des âges de la commune et du département s'établissent comme suit.
| Hommes | Classe d’âge | Femmes |
| ------ | ------------ | ------ |
| 0,7    | 90 ou +      | 2,2    |
| 7,6    | 75-89 ans    | 11,8   |
| 16,6   | 60-74 ans    | 18,7   |
| 19,2   | 45-59 ans    | 18,9   |
| 17,8   | 30-44 ans    | 16,7   |
| 20,9   | 15-29 ans    | 15,7   |
| 17,2   | 0-14 ans     | 16,1   |

| Hommes | Classe d’âge | Femmes |
| ------ | ------------ | ------ |
| 0,7    | 90 ou +      | 1,9    |
| 8      | 75-89 ans    | 10,6   |
| 19,9   | 60-74 ans    | 20,4   |
| 21,4   | 45-59 ans    | 20,8   |
| 17,2   | 30-44 ans    | 16,7   |
| 15,3   | 15-29 ans    | 13,5   |
| 17,5   | 0-14 ans     | 16,1   |

#### Ménages
| Personnes par ménage (2006) | 1      | 2      | 3      | 4      | 5     | 6 ou plus |
| --------------------------- | ------ | ------ | ------ | ------ | ----- | --------- |
| Lure                        | 38,7 % | 32,8 % | 13,1 % | 9,4 %  | 3,8 % | 2,3 %     |
| Marseille                   | 38 %   | 29,2 % | 15,1 % | 10,9 % | 4,1 % | 2,6 %     |
| Paris                       | 52,4 % | 25,9 % | 10,5 % | 7,1 %  | 2,7 % | 1,4 %     |
| Moyenne nationale           | 31,0 % | 31,1 % | 16,2 % | 13,8 % | 5,5 % | 2,4 %     |
| Sources des données : INSEE |        |        |        |        |       |           |

### Délinquance et incivilités
Le principal foyer de délinquance est le quartier du Mortard, classé « zone urbaine sensible » puis quartier prioritaire. C'est souvent le lieu d'actes de vandalisme, même si le centre-ville est également touché.[réf. nécessaire]
Le gymnase Brosset et les installations sportives périphériques, étant proches de cette zone sont l'objet d'incivilités (graffitis, jets de pierre et dégradations), à tel point que ces installations seront sous surveillance vidéo. Les surcoûts de dépenses liées à ce vandalisme avoisinent, pour la ville, 200 000 euros chaque année. La municipalité porte systématiquement plainte contre leurs auteurs.
Dans le reste du territoire, diverses incivilités sont fréquemment constatées, dont les principales sont le stationnement gênant, les excès de vitesse, les dégradations, les déjections canines et les nuisances sonores.

### Manifestations culturelles et festivités
- Le cirque s'installe tous les ans/deux ans à Lure sur l'esplanade Charles-de-Gaulle, vers mai-juin.
- La Journée Délurée est un festival annuel de musique réunissant au total 4 000 personnes.
- Les Franches Conteries, un festival annuel du récit et du sketch se déroulant en été.
- La ville de Lure est l'une des 37 villes de France dans lesquelles se déroule une pyramide de chaussures.
- Chaque année, Bouquimania se tient à Lure. C'est une vente annuelle organisée par le SHAARL (50 tonnes de livres d'occasion à vendre à très bas prix).
- Début novembre 2007, eut lieu la première Nuit des arts martiaux.
- Chaque année se tient la Fête de la science.
- Chaque année a lieu un loto et le jeu des 1000 Euros.
- Lure organise deux vide-greniers annuels, dont un au quartier de la Pologne.
- Tous les deux ans, depuis 1997, une grande foire se tient à Lure et dure plusieurs jours. De nombreux kiosques et animations ont lieu sous 10 000 m2 de chapiteaux. Chaque édition se déroule sur un thème particulier[177].
- Les concentrations du Sapeur ; réunion et exposition de véhicules anciens et de collection. La première édition, qui a eu lieu en septembre 2009 a rassemblé plus de 300 véhicules[178].
- Festival de cinéma : depuis 2005 a lieu chaque année, début octobre le festival Ciném'action, celui-ci se déroule à l'Espace Méliès est l'occasion de rencontrer les réalisateurs, comédiens, c'est pourquoi le festival s'est fait connaître sous le nom "Rencontres avec les réalisateurs[179].

### Sports et loisirs

#### Installations et lieux prisés
Les installations sportives sont conséquentes. On compte trois terrains de football, deux gazonnés, l'autre en « stabilisé », ainsi que deux gymnases : le gymnase Brosset et un autre, plus modeste, accolé à la piscine. Le gymnase Brosset est doté à l'intérieur d'une grande salle multisport, d'une salle de tennis de table, d'une autre de sports martiaux, d'un grand mur d'escalade avec surplomb, ainsi que d'une salle de danse. À l'extérieur, on peut encore pratiquer plusieurs sports collectifs sur un grand terrain en béton. Au même endroit, se trouve la piscine municipale. Celle-ci comporte un unique bassin de 12,5 × 25 mètres. La piscine est rénovée depuis les travaux qui ont commencé en novembre 2008 À la suite de ces travaux, la piscine (fréquentée par 60 % de visiteurs extérieurs à Lure) est gérée par la communauté de communes. Est également présent un vaste stand de tir au nord, à l'écart de la ville.
Les étangs artificiels de « la Saline », formés par l’exploitation des granulats en gravière, interdits à la baignade sont particulièrement fréquentés l'été. Ils sont entourés de chemins de promenade entretenus bordant l'Ognon allant vers Vouhenans, ainsi que d'une grande place de jeux pour enfants et d'un bar-restaurant ; une base nautique doublé d'un office de tourisme est implantée de l'autre côté de la route en 2015. Dans certains de ces étangs, en saison estivale, il est possible de pêcher. À côté se trouve un centre d'équitation aux normes de Fédération française d'équitation et un camping trois étoiles.
Le bois du Mortard est traversé par un parcours sportif long de 1,8 km. D'autres parcours balisés de bornes informatives sont praticables. De nombreux chemins (aménagés ou non) et petites routes sillonnent la campagne et la forêt, permettant de réaliser d'agréables randonnées ou des circuits de VTT,.

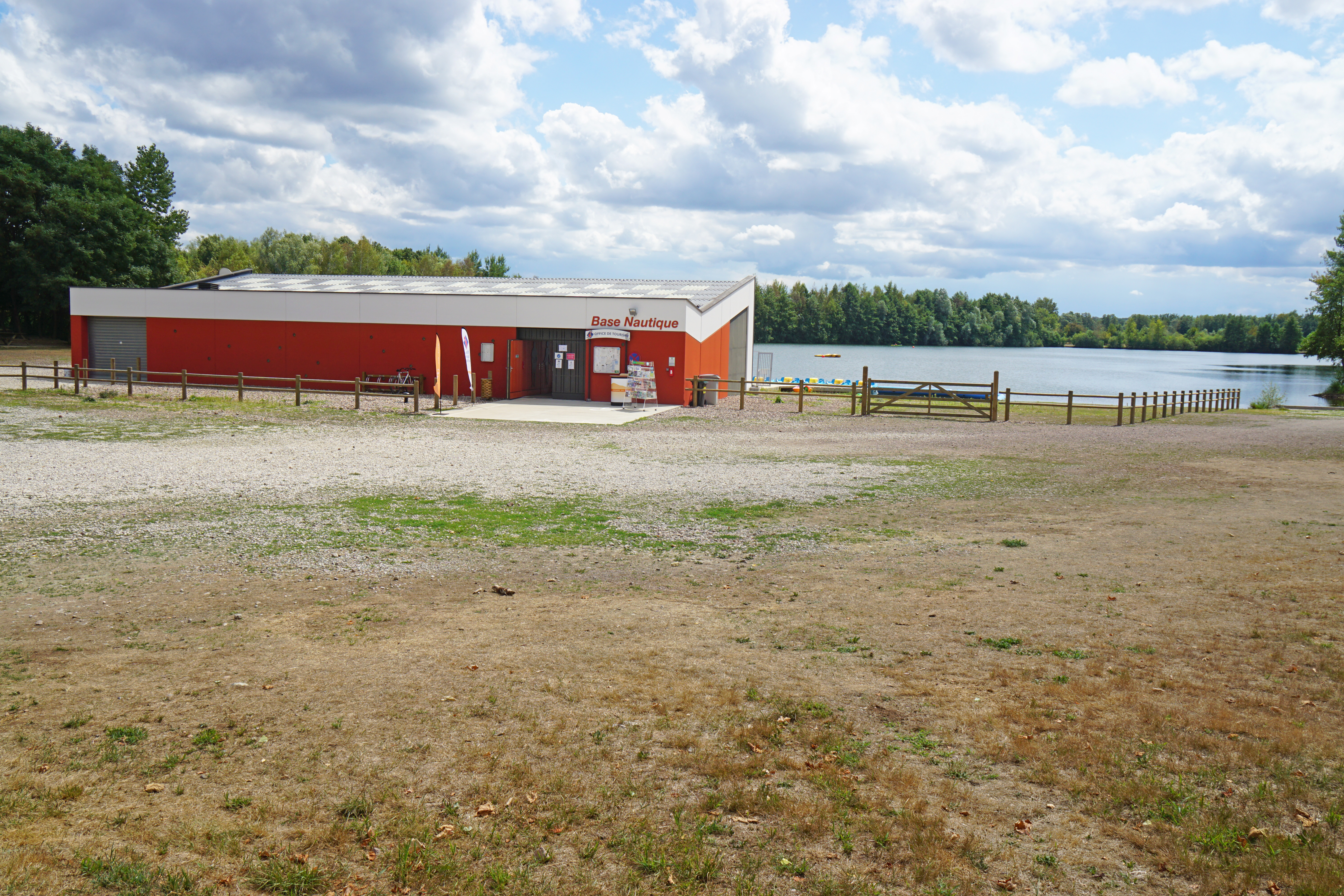
Base nautique et office de tourisme estival de la base de loisirs de la Saline.
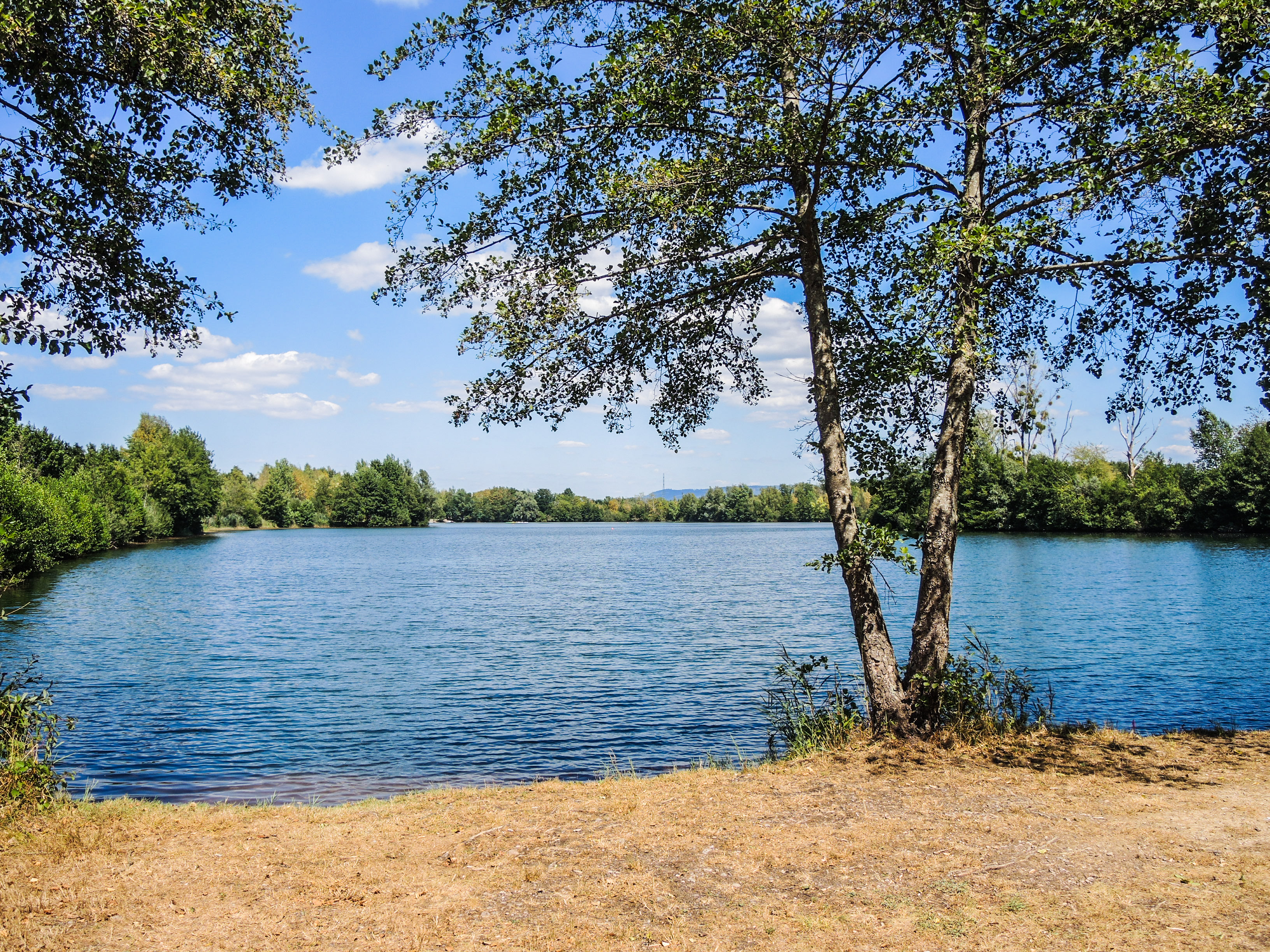
Étang de la saline laissé par l'exploitation des granulats alluvionnaires.

#### Clubs et sports pratiqués
Il existe une quarantaine de clubs et associations sportives, notamment de sports collectifs, de combat et de tir.

##### Boxe française
La Savate Luronne est un club de savate et de boxe française disputant des compétitions à tous niveaux, y compris national. Le club était en 2009, celui qui avait le plus de licenciés de Franche-Comté. Lors de la saison 2008-2009, la Savate Luronne a remporté 15 titres majeurs : « Champion de France », « Champion de zone » et 13 titres de champions ou vice-champion de l'Est. Christophe Cornu, l'un des champions du club a remporté deux fois le titre de champion du monde en 2002 et 2008. Ses adhérents peuvent bénéficier de 4 entraînements par semaine dans la petite salle prêtée par la municipalité et partagée avec un club de Full-contact.

##### Rugby
Depuis 2003, le club Rugby Ovalie Luron encadre des équipes de jeunes (catégories moins de six ans à moins de 19 ans) sur le terrain du stade Gérard Cholley construit par la ville de Lure à son intention, rue Bourdieu. Le club est désormais une école de rugby labellisée par la Fédération Française de Rugby (FFR). Les équipes de jeunes remportent régulièrement de nombreux trophées à l'échelle régionale, tous exposés dans le club-house du ROL. En 2019, l'équipe des U14 en entente avec l'EMBAR (Belfort-Montbéliard) s'est hissée en phase finale du Challenge National où elle s'est défendue avec les honneurs, puisqu'elle y a notamment dominé l'équipe du Stade Français par 30 à 0.
Les adultes peuvent aussi rejoindre le ROL puisqu'une équipe de rugby à 5 (mixte, indoor/outdoor et sans placage) existe également au sein du club.

##### Équitation
L'équitation est un centre d'activité important à Lure. De nombreux chevaux circulent sur les routes et chemins à l'extérieur de la ville. Le centre équestre est le théâtre de concours depuis 1990. Le CSO (Concours de sauts d'obstacles) détient un haut niveau en France. C'est ici qu'a eu lieu la 1re coupe du monde des cavaliers vétérinaires avec la présence de 10 000 personnes dont 2 000 cavaliers,.

##### Événements sportifs
Lure organise chaque année des évènements sportifs, comme la course du sapeur qui comportait six parcours de 3,5 km, 5 km et 10 km en 2 boucles de 5 km, ceci rue Parmentier. Cet évènement n'a pas été renouvelé pour 2009. Depuis début novembre 2007, se tient annuellement Nuit des arts martiaux, une soirée de découverte et d'initiation. Par ailleurs, la Nocturne de Lure, course cycliste passe dans les rues de la localité chaque année.
En 2020, la ville devient pour la première fois une ville-étape du Tour de France de cyclisme en servant de départ à la 20e étape qui est un contre-la-montre de 36 km se terminant par l’ascension de la Planche des Belles Filles. Lure accueille ensuite le départ de la dernière épreuve du Tour de France Femmes 2022 qui se termine par l'ascension de la « Super Planche », comme lors du Tour masculin 2019.

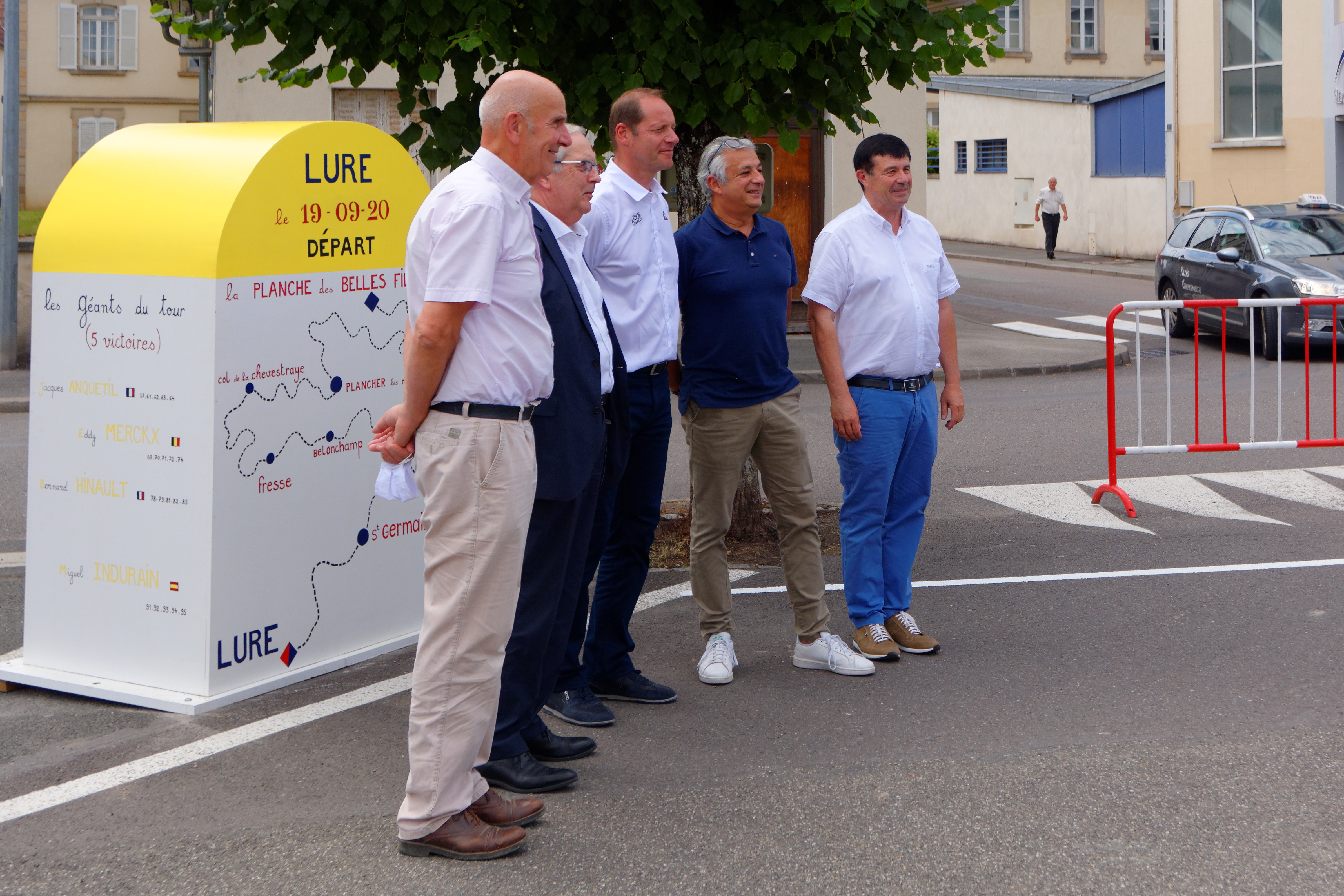
Christian Prudhomme et Yves Krattinger en compagnie du maire Éric Houlley avant le Tour de France 2020.
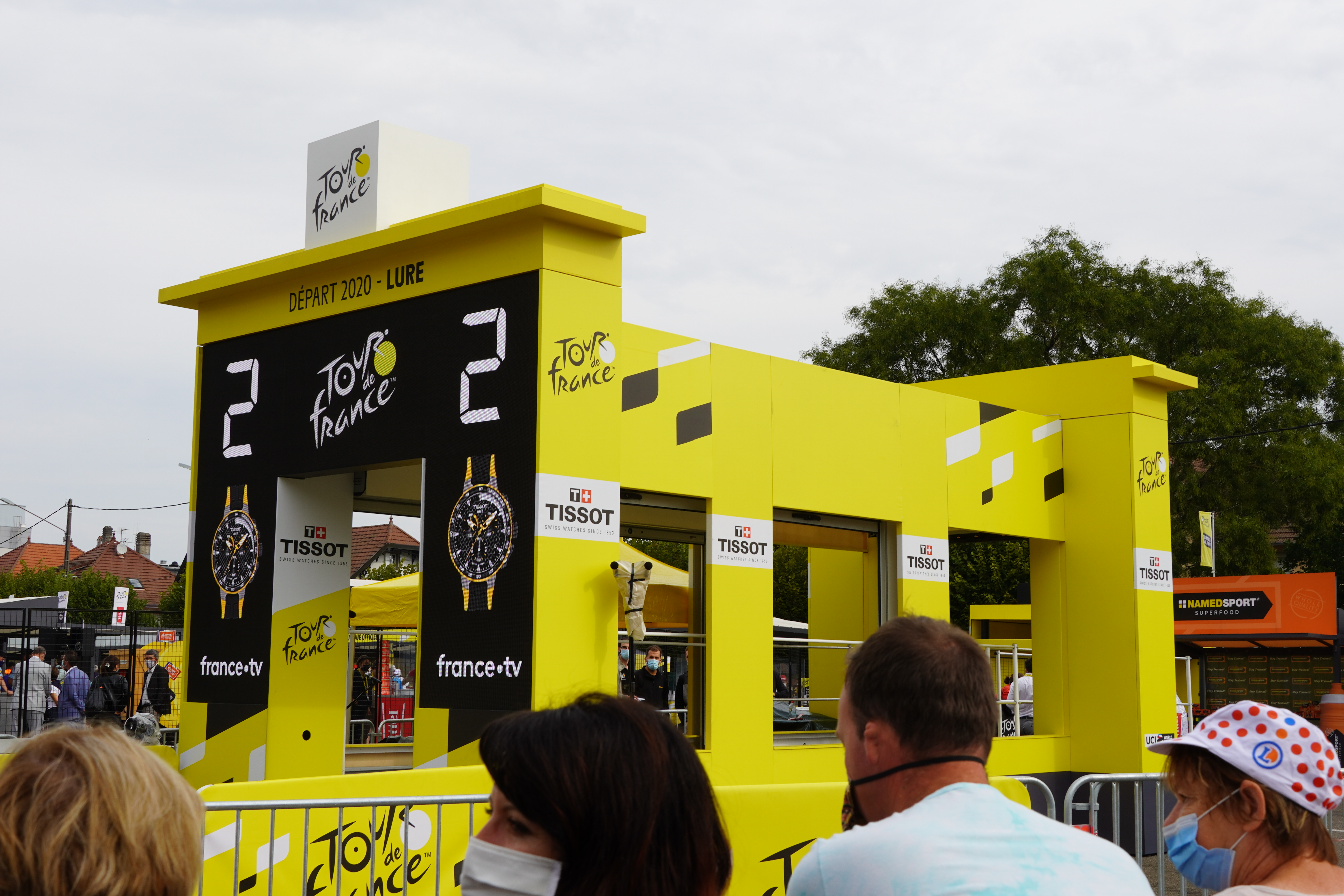
La rampe de lancement du Tour de France 2020.
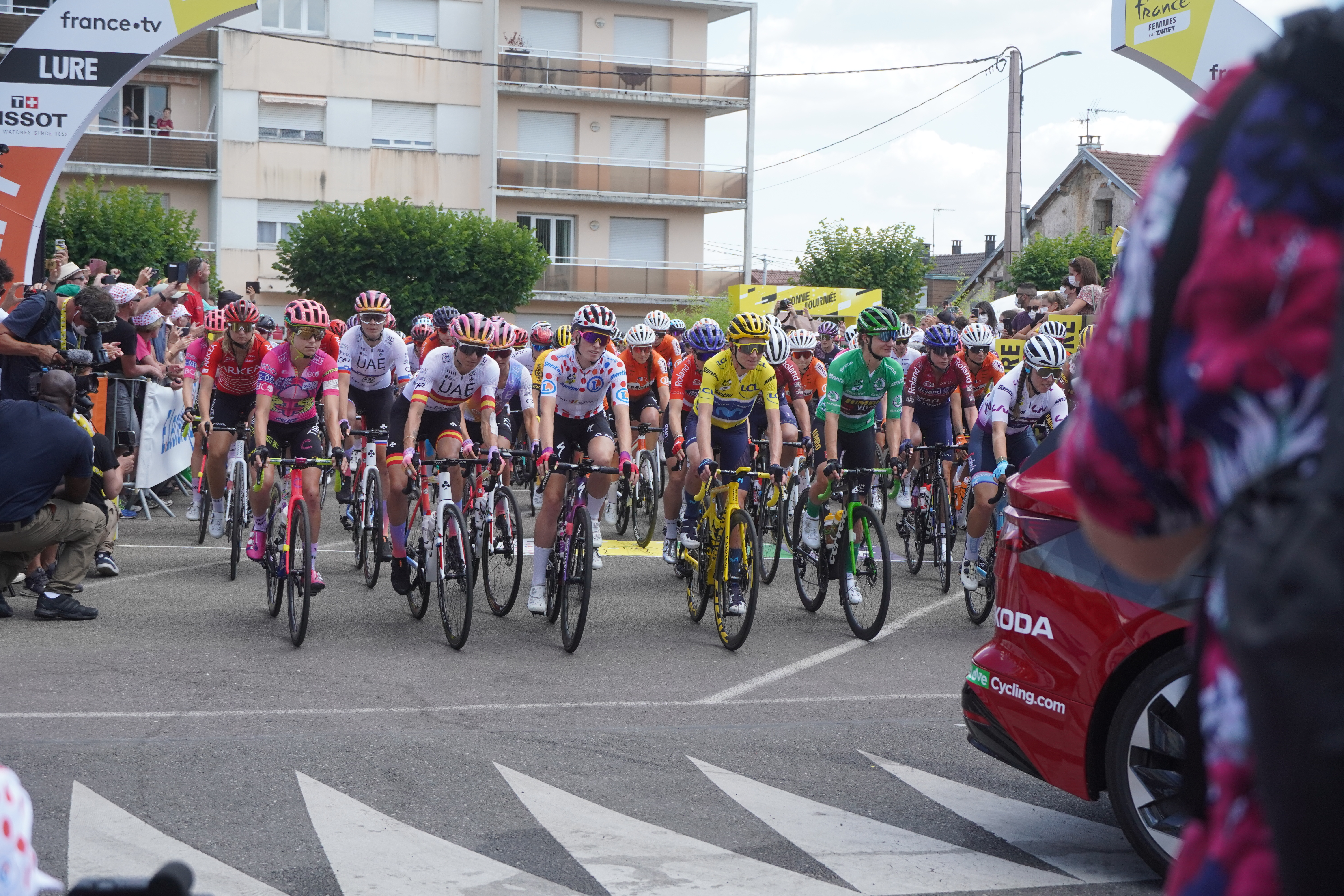
Le départ du Tour de France Femmes 2022.

### Médias et technologies
- Azur FM émet depuis Lure[200].
- La municipalité édite un petit journal en couleurs, semestriel, envoyé à tous les Lurons, faisant état des actualités et des projets de la ville.
- Il existe aussi La Bougie du sapeur, un journal paraissant toutes les années bissextiles.
- Les Affiches de la Haute-Saône, un hebdomadaire d'information locale, sont éditées et imprimées à Lure.
- L'Est républicain traite de l'actualité régionale et périphérique. Lure tient fréquemment place dans une de ses pages.
- Lure est couverte par les programmes de France 3 Franche-Comté, théoriquement aussi par le réseau de SFR, Orange, Bouygues ne couvre qu’une petite partie de la ville en 3G et bénéficie de la TNT[201].

### Cultes

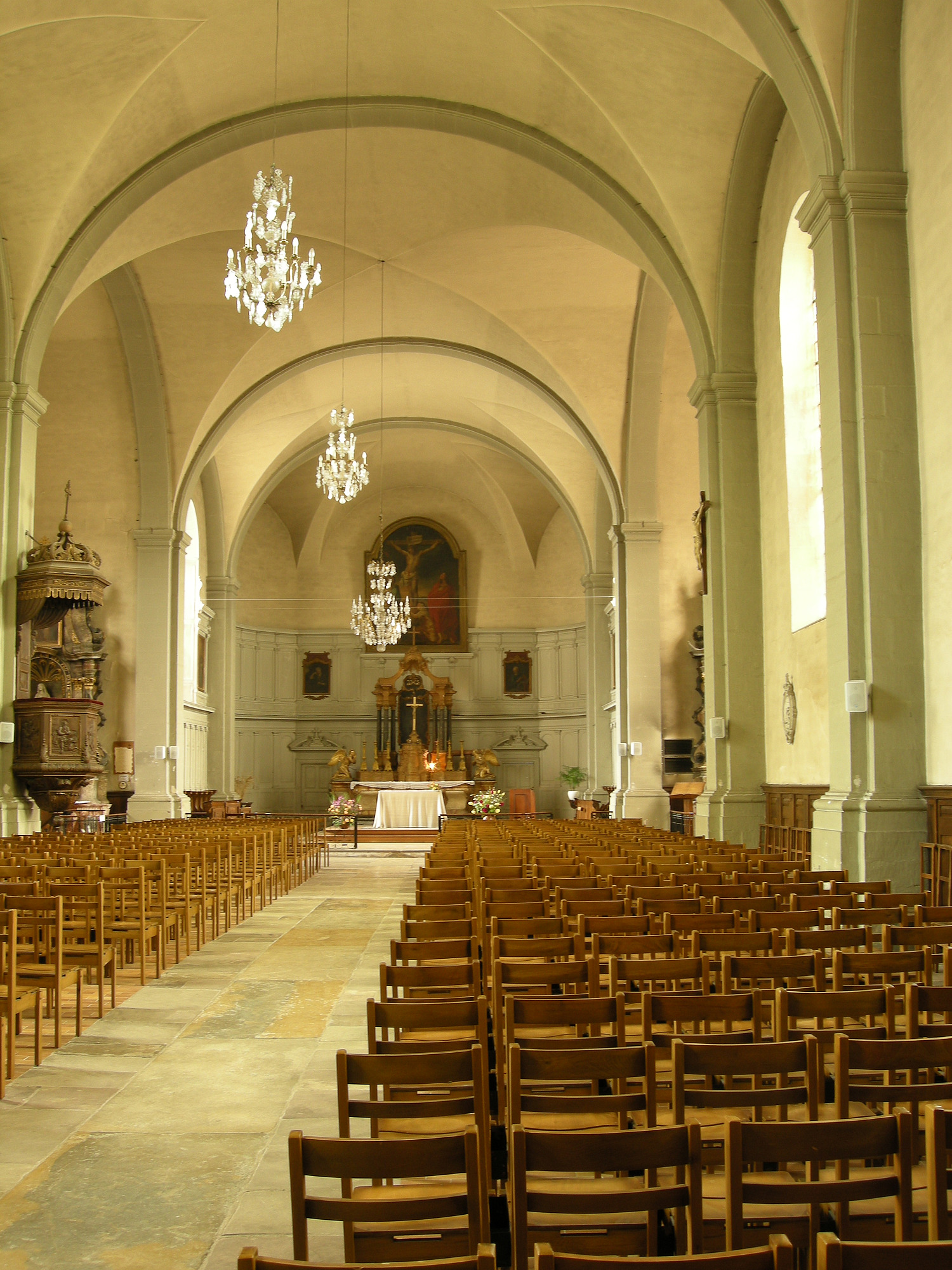
Intérieur de l'église Saint-Martin, vu depuis l'entrée.

Depuis sa fondation définitive au VIIe siècle, Lure dispose d'un lieu de culte chrétien. Saint Desle y fonde un oratoire qui donne plus tard naissance à un monastère, puis à une puissante abbaye. Elle est vendue comme bien national en 1797 et détruite par l'acheteur pour récupérer les pierres de taille. Le christianisme est donc à l'origine de Lure et de son histoire.
Aujourd'hui, la ville, dépendant du diocèse de Besançon, ne possède plus autant d'importance sur le plan cultuel. Il y reste l'église Saint-Martin, avenue de la République, pour le culte catholique, rénovée grâce à quelques opérations de mécénat. Cette église fut en 1720 la proie d'un incendie. Elle fut reconstruite et son orientation fut modifiée de 90°. Il existe une très modeste chapelle dans l'hospice Marie-Richard, 33 rue Carnot (la chapelle de Persévérance derrière l'église, 21 rue Pasteur).
Les premières marques de la Réforme remontent aux années 1560. Aujourd'hui, il ne reste qu'un temple protestant, 23 rue Pasteur faisant partie des Églises Évangéliques Luthériennes de France, moins fréquenté, célébrant le culte le dimanche. Il fait partie de la paroisse de Clairegoutte-Lure-Luxeuil et plus généralement du Consistoire d'Héricourt. Un ancien presbytère est situé près de la sous-préfecture. Les habitants peuvent également suivre le catéchisme et l'école biblique à la paroisse.
La ville de Lure dispose également d'une mosquée, qui fut vandalisée en 2005,. À côté du cinéma, se trouve toujours un bâtiment religieux chrétien, qui, sans être abandonné, n'a plus sa vocation religieuse.
Sans être reconnaissables, n'ayant rien à voir avec l'architecture des églises franc-comtoises, d'autres cultes sont réalisés dans la chapelle Saint-Paul, dans une autre église se disant évangélique et dans une église se voulant apostolique ainsi que dans un autre local d'une église évangélique, 19 rue Albert Mathiez. Les Témoins de Jéhovah, 35 rue Roger Salengro, sont aussi présents dans la ville.
Le cimetière de la ville se situe derrière le lycée G. Colomb.

## Économie

### Emploi
Lure et Luxeuil constituent une zone d'emploi. Il existe plusieurs agences d'intérim ainsi qu'un pôle emploi.
Population de 15 ans ou plus selon la catégorie socioprofessionnelle
| Branche d'activité                                | Emplois ou statut | Part   |
| ------------------------------------------------- | ----------------- | ------ |
| Agriculteurs exploitants                          | 0                 | 0 %    |
| Artisans, commerçants, chefs d'entreprise         | 212               | 3,1 %  |
| Cadres et professions intellectuelles supérieures | 304               | 4,5 %  |
| Professions intermédiaires                        | 687               | 10,1 % |
| Employés                                          | 1 141             | 16,7 % |
| Ouvriers                                          | 1 284             | 18,8 % |
| Retraités                                         | 1 875             | 27,5 % |
| Autres personnes sans activité professionnelle    | 1 317             | 19,3 % |
| Sources des données : INSEE                       |                   |        |

Évolution du taux de chômage à différentes échelles
| Année                       | 1999   | 2000   | 2001   | 2002   | 2003   | 2004   | 2005   | 2006   | 2007   | 2008   |
| --------------------------- | ------ | ------ | ------ | ------ | ------ | ------ | ------ | ------ | ------ | ------ |
| Lure                        | 9,7 %  | %      | %      | %      | %      | %      | %      | %      | %      | 9,5 %  |
| Zone d'emploi Lure-Luxeuil  | 9,18 % | 7,55 % | 6,73 % | 7,18 % | 7,38 % | 7,93 % | 8,33 % | 9,33 % | 8,60 % | 7,98 % |
| Haute-Saône                 | 8,23 % | 6,65 % | 6,10 % | 6,43 % | 6,73 % | 7,30 % | 7,65 % | 8,18 % | 7,25 % | 6,77 % |
| Sources des données : INSEE |        |        |        |        |        |        |        |        |        |        |

### Granulats
- Sablière des Cloyes, Lure (Bellefleur, GDFC).
- Sablière de la Saline, Lure (Choix).
- Sablière de Roye (Cachot, Orsa GFC, Holcim, GDFC).
- Bande transporteuse Lure-La Saline – Roye.
- Voie ferré SNCF Paris-Mulhouse.
- Limites communales.
- Ancien plan d'eau (gravières).
- Plan d'eau (gravières)
- Forêts
- Zones urbanisées.

Carte des gravières de Lure et de Roye.
Sablière des Cloyes, Lure (Bellefleur, GDFC).
Sablière de la Saline, Lure (Choix).
Sablière de Roye (Cachot, Orsa GFC, Holcim, GDFC).
Plan d'eau (gravières)
Forêts
Zones urbanisées.
Plateforme de traitement.

La production de granulats de type alluvionnaire est conséquente avec 482 000 tonnes en 1991, 366 000 tonnes en 1994, 255 000 tonnes en 2016 puis entre 160 000 et 180 000 tonnes par an (2019-2025). En 1994, le Bureau de recherches géologiques et minières (BRGM) s'inquiète des réserves du gisement de Lure estimées alors à quatre années (l'exploitation perdure finalement encore vingt-quatre années). Si les alluvions sont nombreuses en Haute-Saône, les alluvions anciennes et d'origine fluvioglaciaire (qualité supérieure aux alluvions récentes) sont identifiées seulement aux environs de Lure et autour de Luxeuil au nord-ouest. Aucun autre gisement n'a été prospecté à l'exception de celui de Mélisey-Froideterre, au nord-est. Lure alimente plusieurs départements en granulats de classe B (qualité supérieure utilisable notamment pour l'enrobé des routes à fort trafic), en particulier le nord-est du département du Doubs (Pays de Montbéliard), où les alluvions sont quasiment inexistantes et le Territoire de Belfort où les ressources s'épuisent. Sur la production de 1991, 60 000 tonnes sont consommées par les Vosges, 45 000 tonnes par le Territoire de Belfort, 165 000 tonnes par le Doubs et 30 000 tonnes sont exportées en Suisse. Le reste demeure dans le département de la Haute-Saône.
Les granulats extraits sont criblés en différentes tailles pour la maçonnerie ou pour la fabrication de béton de ciment ou de mortier. Les plus grandes granulométries sont concassées pour entrer dans la composition d'enrobés, de grave-bitume et d'enduit routiers.
- Circulation de base ;
- Circulation alternative ou complémentaire.

Shéma de principe simplifié des plateformes de traitement des granulats alluvionnaires dans le pays de Lure :
: extraction, non représenté ;
: pré-crible ;
: tube laveur-débourbeur ;
: crible produits roulés ;
: trémie tampon ;
: concasseur à cône ou à axe verticale ;
: crible produits concassés ;
: cyclonage sable ;
: bassin de décantation ;
: concasseur à mâchoires ;

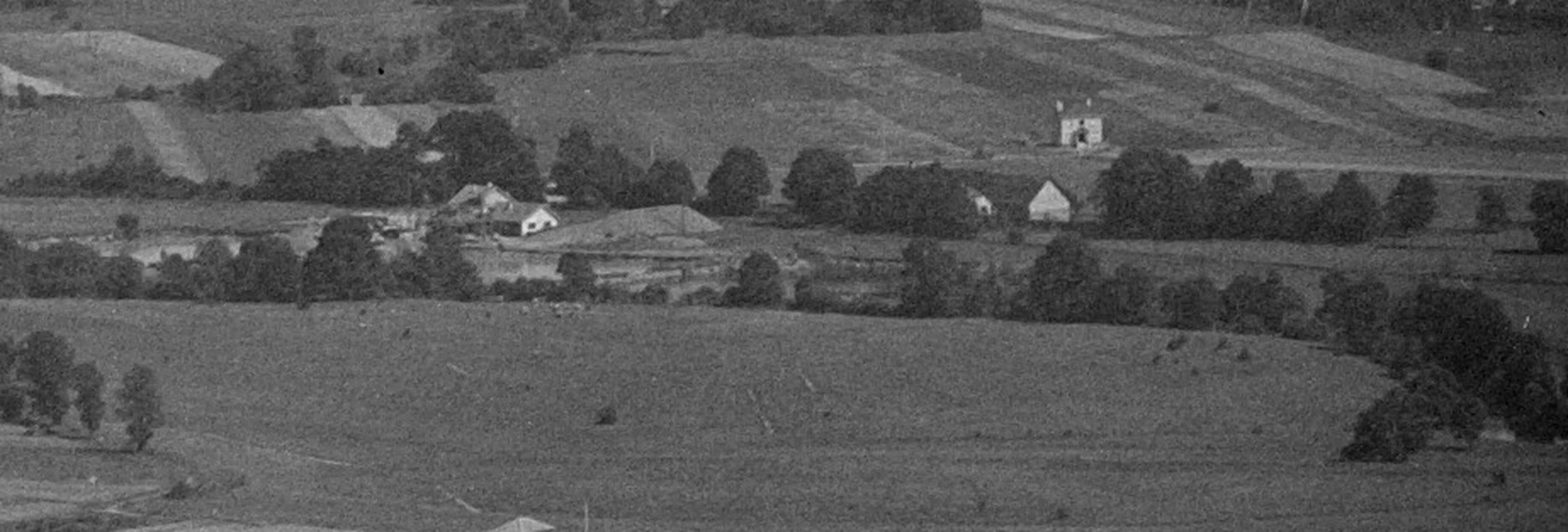
La première gravière Bellefleur (plans d'eau et tas sur la moitié gauche de la photo) à côté de la ferme familiale (le long bâtiment à droite), en 1956.

L'extraction des granulats de Lure a démarré en 1940 dans l'actuelle zone d'activité des Cloyes par l'entrepreneur Ferrat aidé par la famille Bellefleur (famille de son beau-frère agriculteurs qui extrait les matériaux de ses terres agricoles). En 1948, la société des sablières Bellefleur Frères et Cie rachète l'exploitation et le matériel à Ferrat,,, qui, de son côté, est à l'origine des sablières Ferrat-Cholley à Saint-Sauveur,.
L'activité s'est étendue dans les années 1950 avec l'ouverture d'un nouveau site d'extraction et de traitement concurrent par les sablières Gaston Choix et Cie, dont le siège est à Marnay (Haute-Saône) d'abord sur le chantier de l'aérodrome militaire de Malbouhans, au nord-ouest de Lure, vers 1951,. Une fois les travaux terminé vers 1955, la société s'installe durablement à côté du camp de cavalerie militaire de la route de la Saline, au sud de Lure,,. Cette dernière ferme en 1993 à la suite d'un refus d'extension d'exploitation émis l'année précédente et le site devient la base de loisirs de La Saline dans les années 2000.
Une troisième sablière est établie début 1970, dans le territoire de la commune voisine de Roye par la société des sablières Georges Cachot (dont le siège est à Mersuay en Haute-Saône,,) qui l'exploite jusqu'en 1994, avant plusieurs changements de propriétaires,,.
Une éphémère sablière gérée par la famille Moltoni à été exploitée entre 1961 et 1972 à 200 m au nord de la sablière Bellefleur,.

Vues aériennes des quatre installations du traitement dans la seconde moitié du XXe siècle.
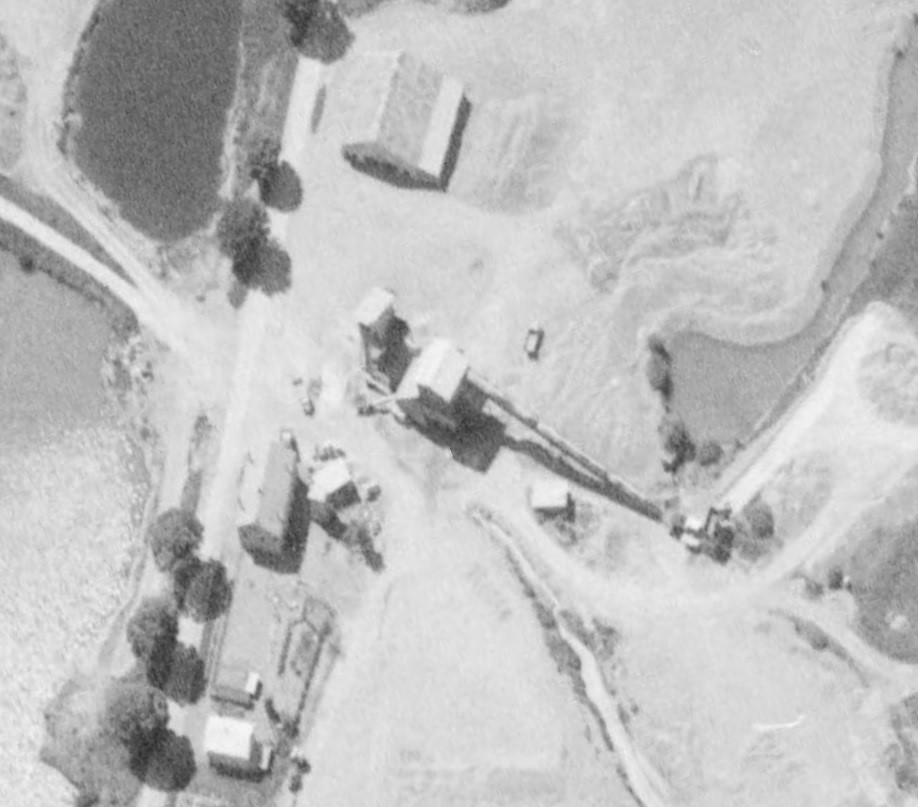
Les Sablières Choix en 1970 (installation verticale fermée).
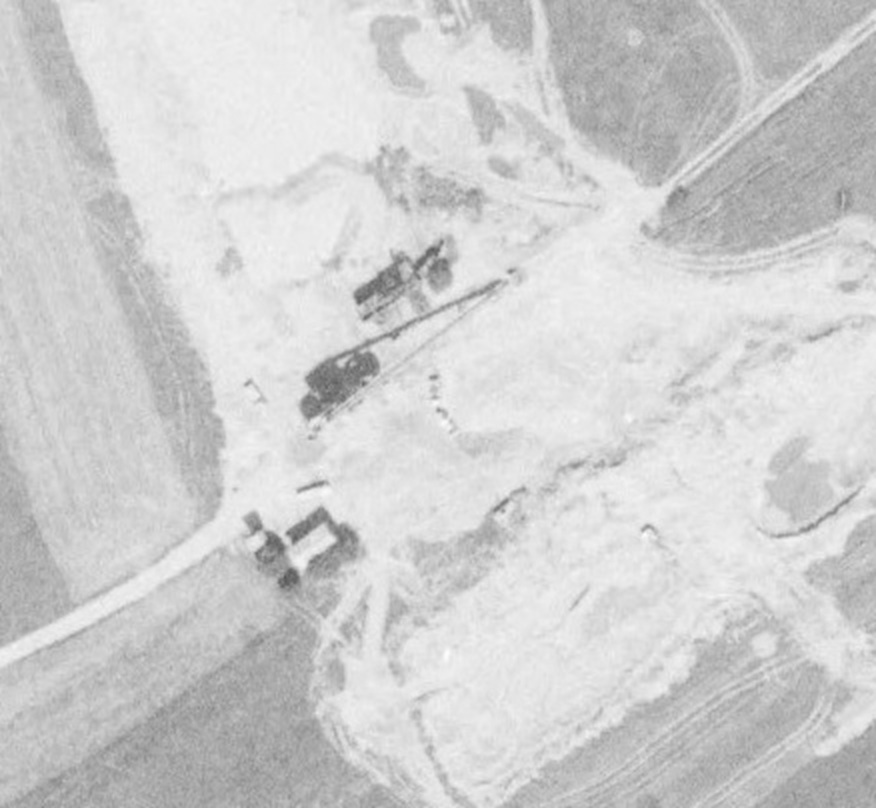
Les sablières Moltoni en 1970 (installation verticale ouverte).
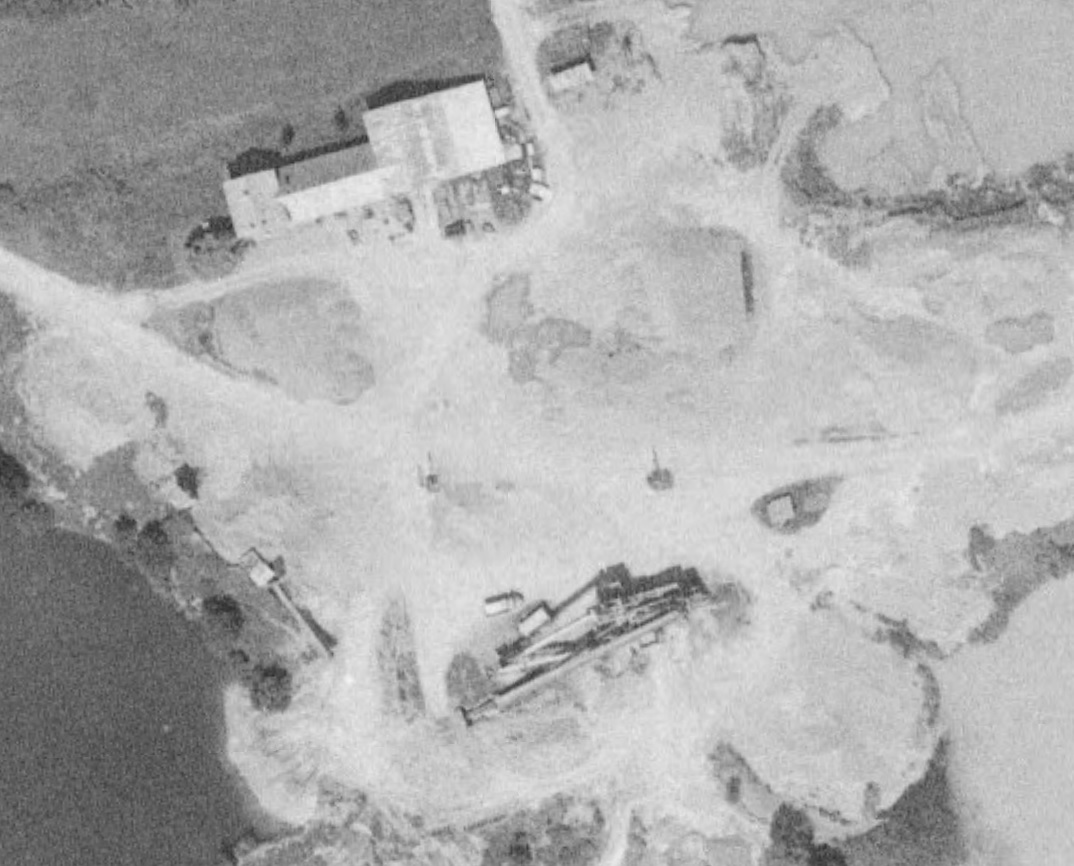
Les sablières Bellefleur en 1981 (installation verticale ouverte).
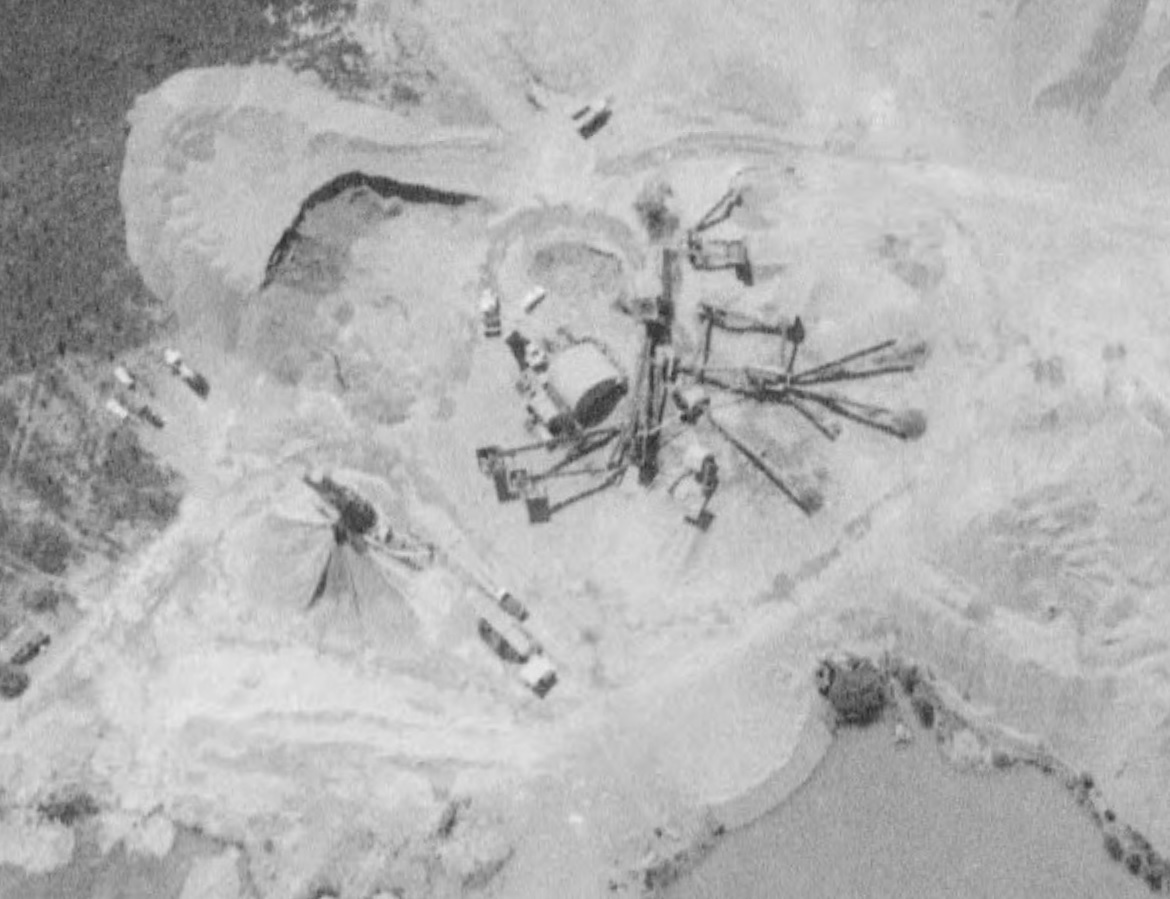
Les Sablières Cachot en 1981 (installation au sol ouverte).

Les sablières Bellefleur exploitent les étangs-gravières de la zone des Cloyes jusqu'en 1998,, puis les matériaux sont extraits à la sablière du Bourset, dans le village voisin de Saint-Germain (gisement de Mélisey-Froideterre), à partir de 1998. Les camions effectuent un trajet de 7 km entre les deux sites. L'extraction s'élève à 70 000 t/an jusqu'en 2016 avant le regroupement avec la société des granulats de Franche-Comté (GDFC),.
La sablière de Roye, gérée par Orsa Granulats Franche-Comté entre 1994 et 2003,,, exploite des étangs-gravières dans la commune du même nom jusqu'en 1998 et empiète sur la commune de Lure vers 1990. Les installations de traitement 1970 sont remplacées par une nouvelle installation construite à côté de l'ancienne en 2002,. Au début du XXIe siècle, elle est équipée d'une centrale à béton et bénéficie du label européen CE2+. Au milieu des années 2000, elle est la propriété du groupe suisse Holcim, 3e producteur mondial de ciment,. En 2015, Holcim France devient Eqiom en passant sous le contrôle de la société irlandaise Cement Roadstone Holdings (CRH).
La sablière de Roye traite les matériaux issus de l'exploitation de l'étang Mollet à Lure entre 1998 et 2018,, délaissé par les anciennes sablières Gaston Choix et Cie, fusionnées et absorbées par Holcim granulats en 2003,. Une bande transporteuse (ou convoyeur), qui atteindra sa longueur maximale (2,7 km) au milieu des années 2000, est alors utilisée pour acheminer les granulats brut de l'étang vers la plateforme de traitement restée à Roye où les matériaux sont criblés, lavés et concassés. Devenue inutile en 2018 avec la fin de l'exploitation de l'étang Mollet, elle est démontée en 2021 et remplacée par une voie verte en 2023.

L'ancienne bande transporteuse reliant l'étang Mollet (Lure) à l'installation de Roye en 2019.
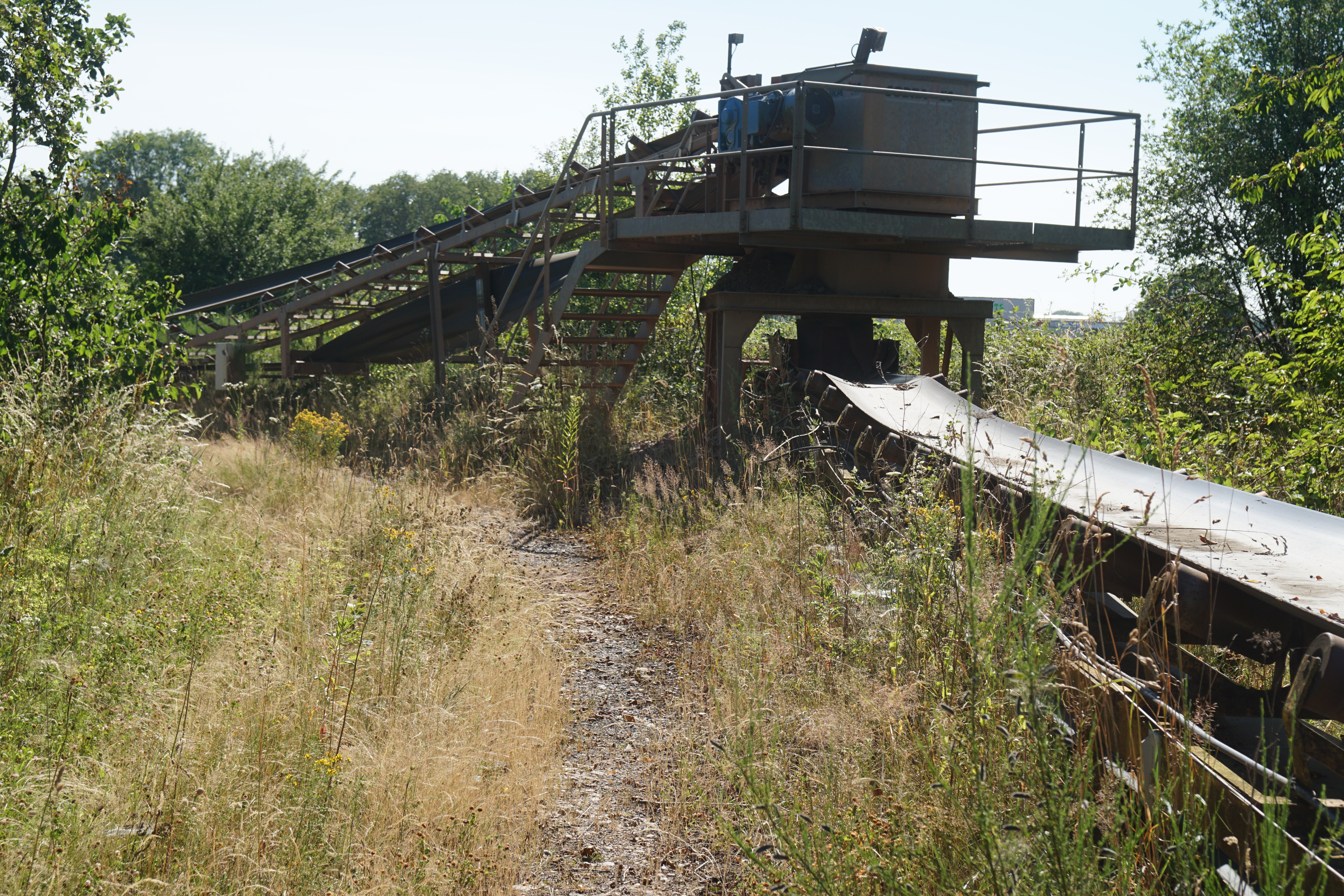
Sortie du bois de Lure.
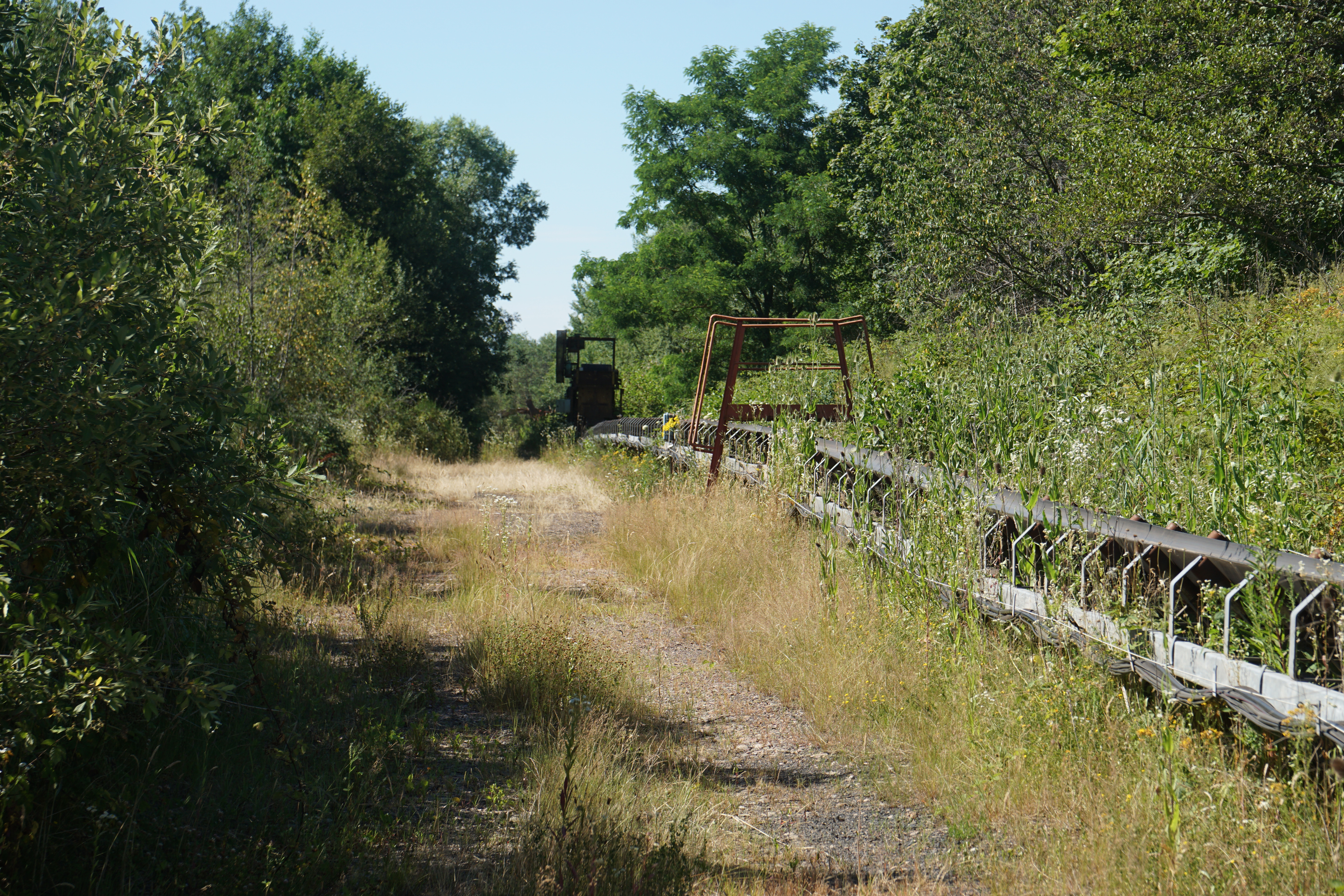
Le long de la 2 × 2 voies.
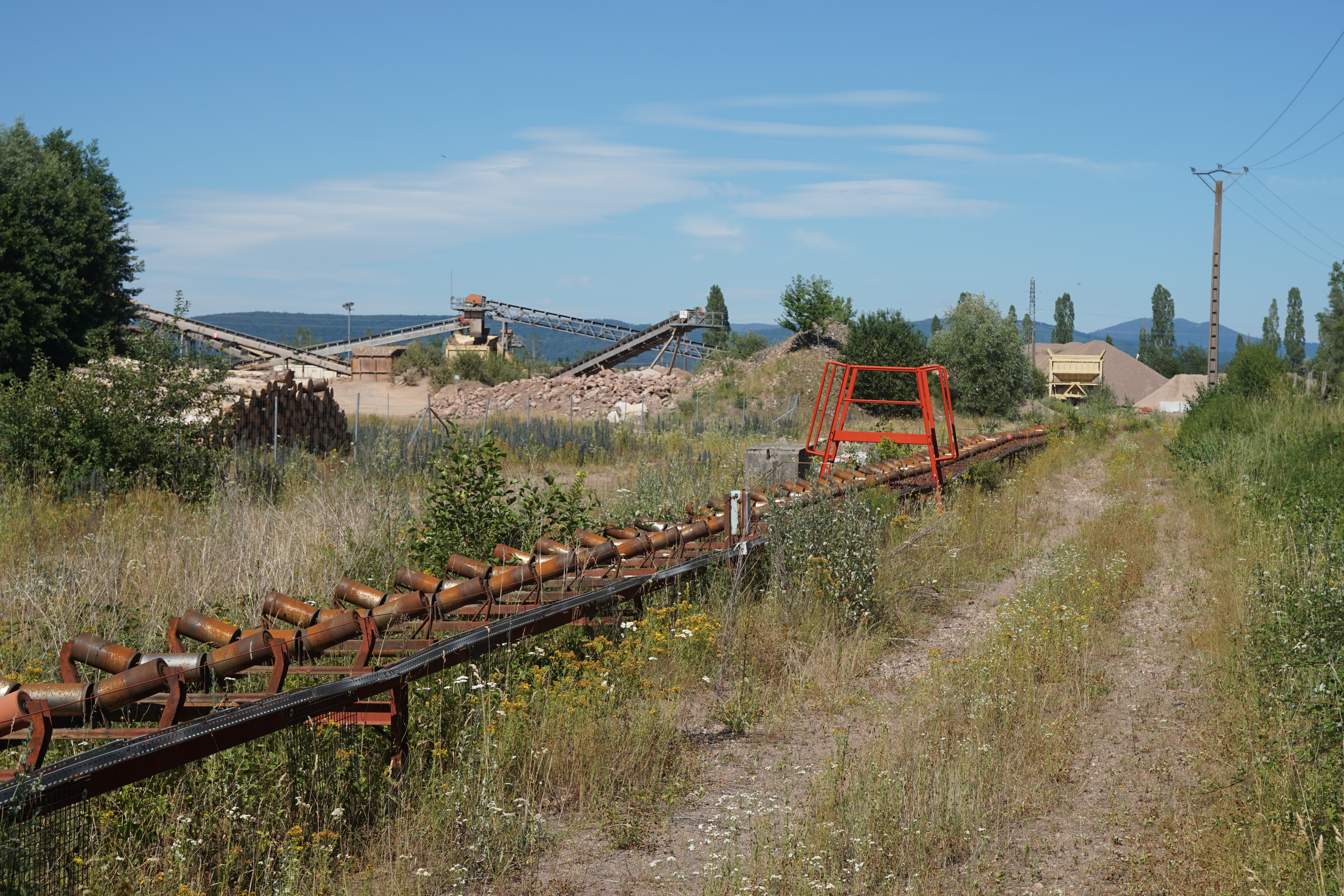
Arrivée à la plateforme de traitement de Roye.

La plateforme de traitement des granulats des sablières Bellefleur (refaite plusieurs fois en 1940, 1958, 1968 et complétée en 1986 puis vers 1990) est réorganisée et rénovée en 2007 à la suite de la mise en 2 × 2 voies de la RN19 et de la création d'une route d'accès à la zone d'activité des Cloyes qui empiètent sur le terrain et les installations de criblage-lavage. Les actifs et les terrains de cette société familiale sont rachetés en 2018 par la société des granulats de Franche-Comté (GDFC) – liée au groupe Eqiom (anciennement Holcim France),. La sablière de Roye fait également partie de la société GDFC filiale d'Holcim France depuis 2007,.

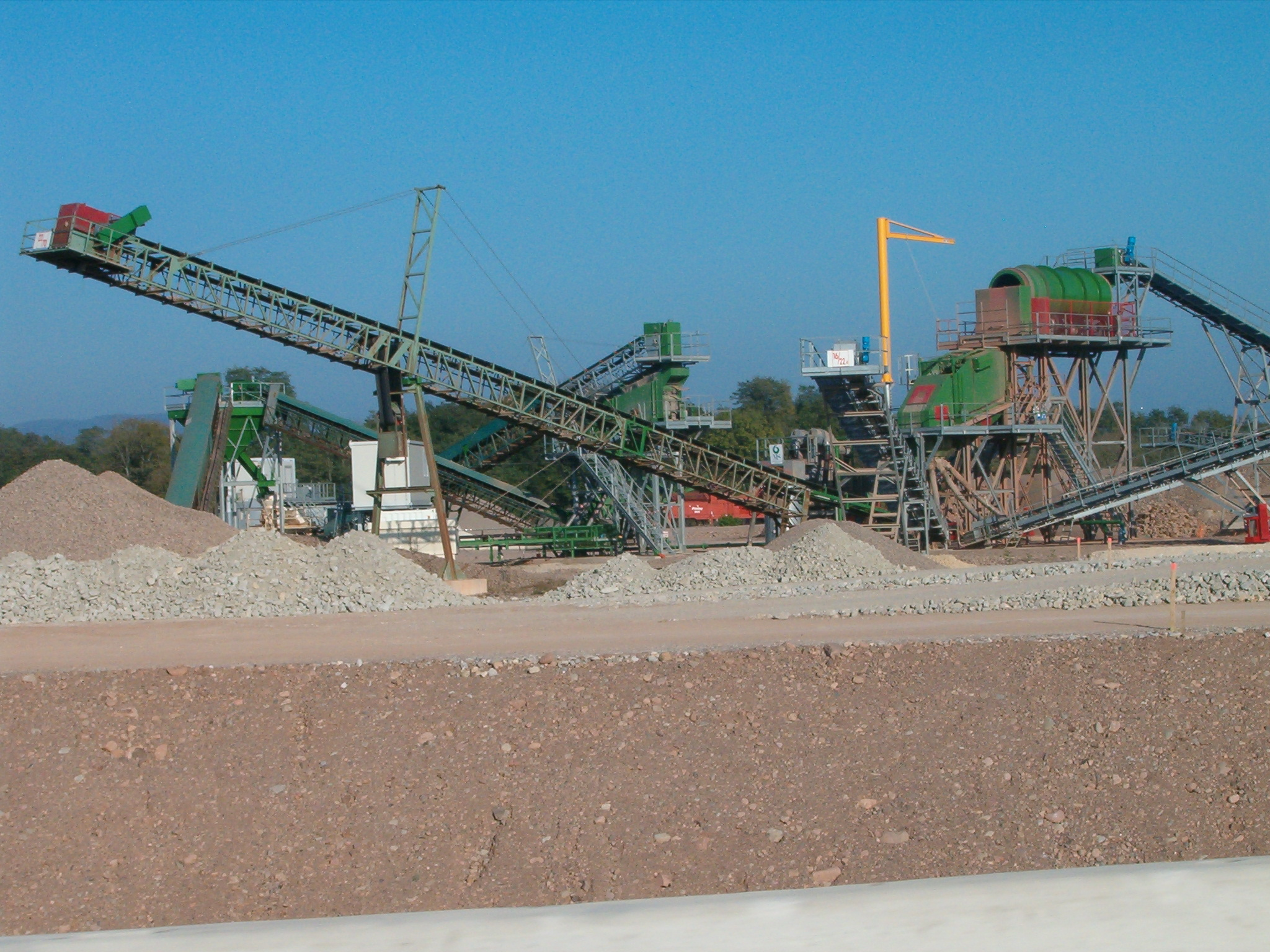
Le site de traitement des sablières Bellefleur à la fin de sa rénovation en 2007.
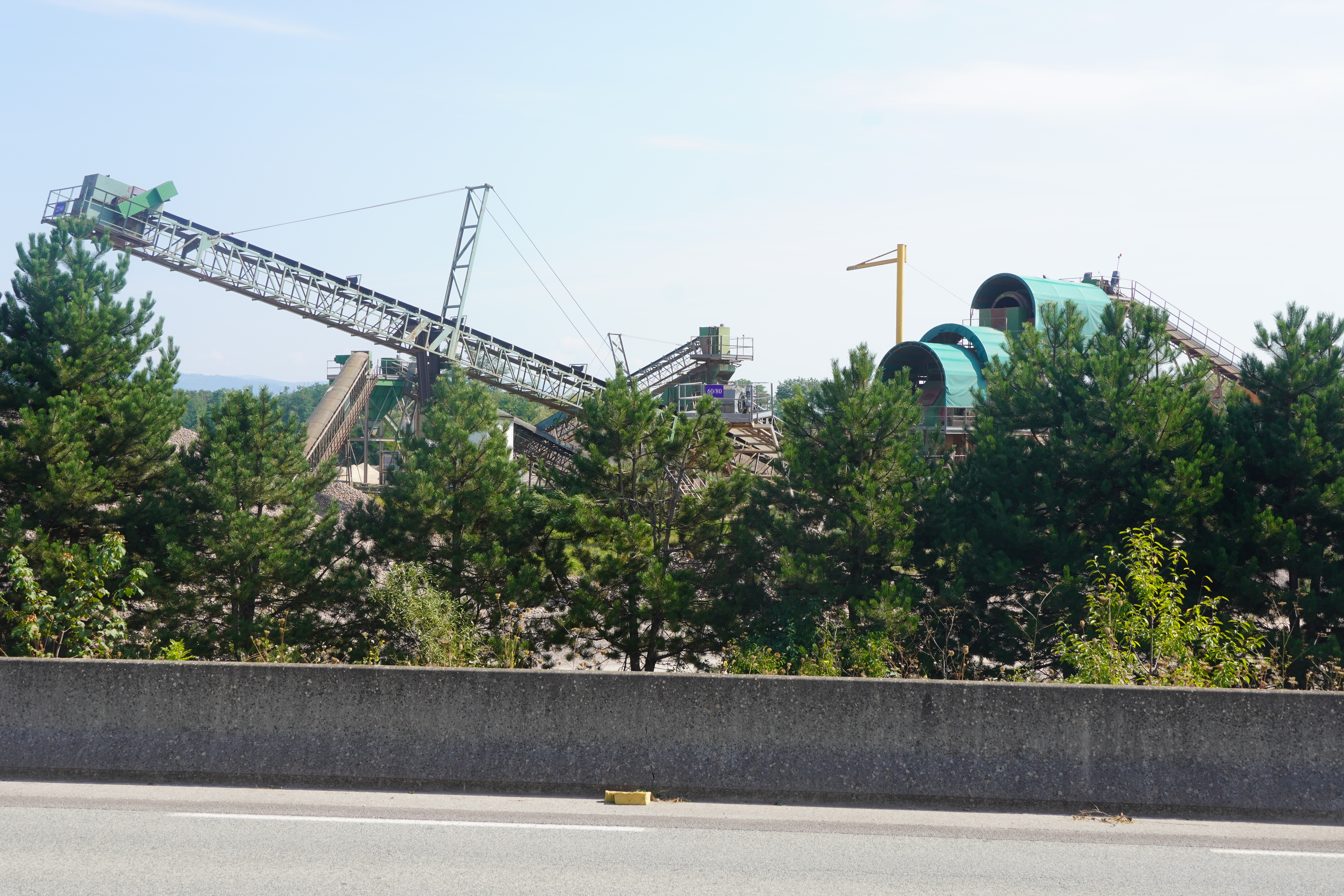
Le même site, propriété de la société GDFC en 2024, peu avant l'arrêt définif.

- Sablière des Cloyes, Lure (Bellefleur, GDFC).
- Sablière de la Saline, Lure (Choix).
- Sablière de Roye (Cachot, Orsa GFC, Holcim, GDFC).
- Zones urbanisées.
- Limites communales.

Carte des gravières du pays de Lure.
Sablière des Cloyes, Lure (Bellefleur, GDFC).
Sablière de la Saline, Lure (Choix).
Sablière de Roye (Cachot, Orsa GFC, Holcim, GDFC).
Zones urbanisées.
Plateforme de traitement.
Site d'extraction.

La société GDFC exploite la sablière du Bourset à Saint-Germain pour son site de Roye, conjointement avec la société des sablières Bellefleur à partir de 2016 avant de prendre le contrôle total de l'exploitation en 2018 (à la suite du rachat de la société Bellefleur) avec une autorisation courant jusqu'en 2040. La production moyenne annuelle s'élève à 150 000 t/an après 2016 avec un maximum autorisé de 170 000 t/an. Ce volume ne suffit pas à alimenter les deux sites de traitements de Lure et de Roye, qui réclament 255 000 t/an. Ce manque doit être compensé par d'autres moyens d'approvisionnement, notamment des carrières de roches massives éruptives,. En 2020, la société GDFC obtient l'autorisation d'augmenter le seuil d'extraction maximale à 200 000 tonnes par an pendant trois années. Cette augmentation d'un tiers a pour effet de raccourcir d'une année la durée totale d'exploitation accordée.

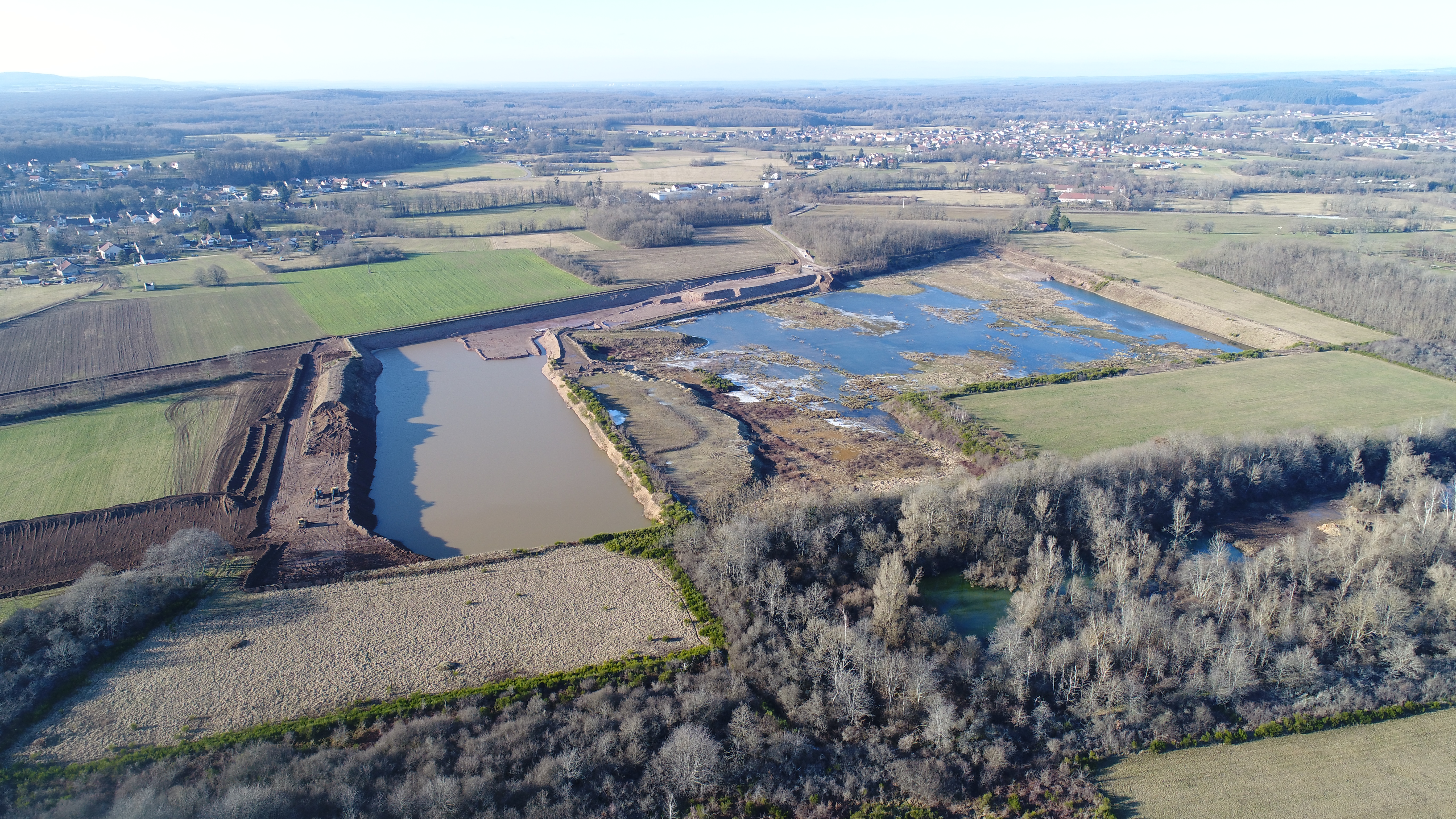
Le sablière du Bourset (GDFC) à Saint-Germain, en 2022.

Fin 2024, la plateforme de traitement de Lure est arrêtée définitivement. Les stocks de granulats traités prolongent l'activité commerciale de plusieurs mois. Certains éléments techniques sont réutilisés par le site de Roye, amélioré et modernisé afin de concentrer toute l'activité de traitement-vente.
- Ferrat et famille Bellefleur.
- Bellefleur frères et Cie / Sablières Bellefleur.
- Moltoni et fils.
- Sablières Gaston Choix et Cie.
- Sablières Georges Cachot.
- Orsa granulats Franche-Comté (OGFC).
- Holcim granulats.
- Granulats de Franche-Comté (GDFC) Holcim.
- GDFC Eqiom.
- GDFC Eqiom + Sablières Bellefleur.

Les traits noirs indiquent une complète refonte des installations de traitement, les trait blancs indiquent une modification partielle.

### Énergie
En 2025, un projet mené conjointement par Altergie Développement et TotalEnergies Renouvelables France prévoit la création de la première centrale photovoltaïque flottante de Haute-Saône dans une ancienne gravière à cheval sur les deux communes de Lure et Roye. Composée de 8 640 panneaux et occupant 2,8 hectares ; sa puissance maximale s'élève à 4,99 MWc. Elle permettrait de couvrir la consommation électrique de 3 200 habitants hors chauffage, soit 15 % des foyers de la communauté de communes du pays de Lure.

### Agriculture et sylviculture
Bien que la ville de Lure soit bordée de champs, il n'existe que peu d'activités agricoles à Lure. En effet, en 1999, les emplois dans le domaine de l'agriculture représentaient 0,23 % du nombre total d'actifs. La présence de nombreuses fermes transformées en résidences témoigne de l'existence d'un passé agricole plus important. Généralement, les exploitations agricoles appartiennent à des habitants d'autres communes voisines.
L'exploitation forestière dans le territoire de Lure reste faible (sauf par l'Office national des forêts), bien que la surface boisée recouvre un peu plus de 1 000 hectares dont 878 de bois communaux sur les 2 431 ha de la commune, soit 41 % de la surface du territoire municipal. Au contraire, l'exploitation forestière est importante dans les communes limitrophes.
Au début du XXIe siècle, subsistent les deux hangars agricoles de la famille Bellefleur (qui possédait également les sablières voisines jusqu'en 2018,), pour sécher le tabac qui était produit dans le terrain situé près de la route à quatre voies[réf. nécessaire], derrière la zone commerciale des Cloyes. L'un des hangars a été reconstruit sur l'ancienne ferme familiale, il est désaffecté tandis que l'autre est une remise à matériel et engins divers. La ferme anciennement propriété de la famille Cahen est acquise par la famille Bellefleur dans l'entre-deux-guerres. En 1939, elle est la seule ferme de Lure équipée pour lutter contre le doryphore qui attaque les champs de pomme de terre. Elle met à disposition l'appareil et le produit nécessaire au traitement aux autres exploitants de la commune. Depuis les années 1990, les terres agricoles de cette exploitation familiale servent à la culture de céréales.

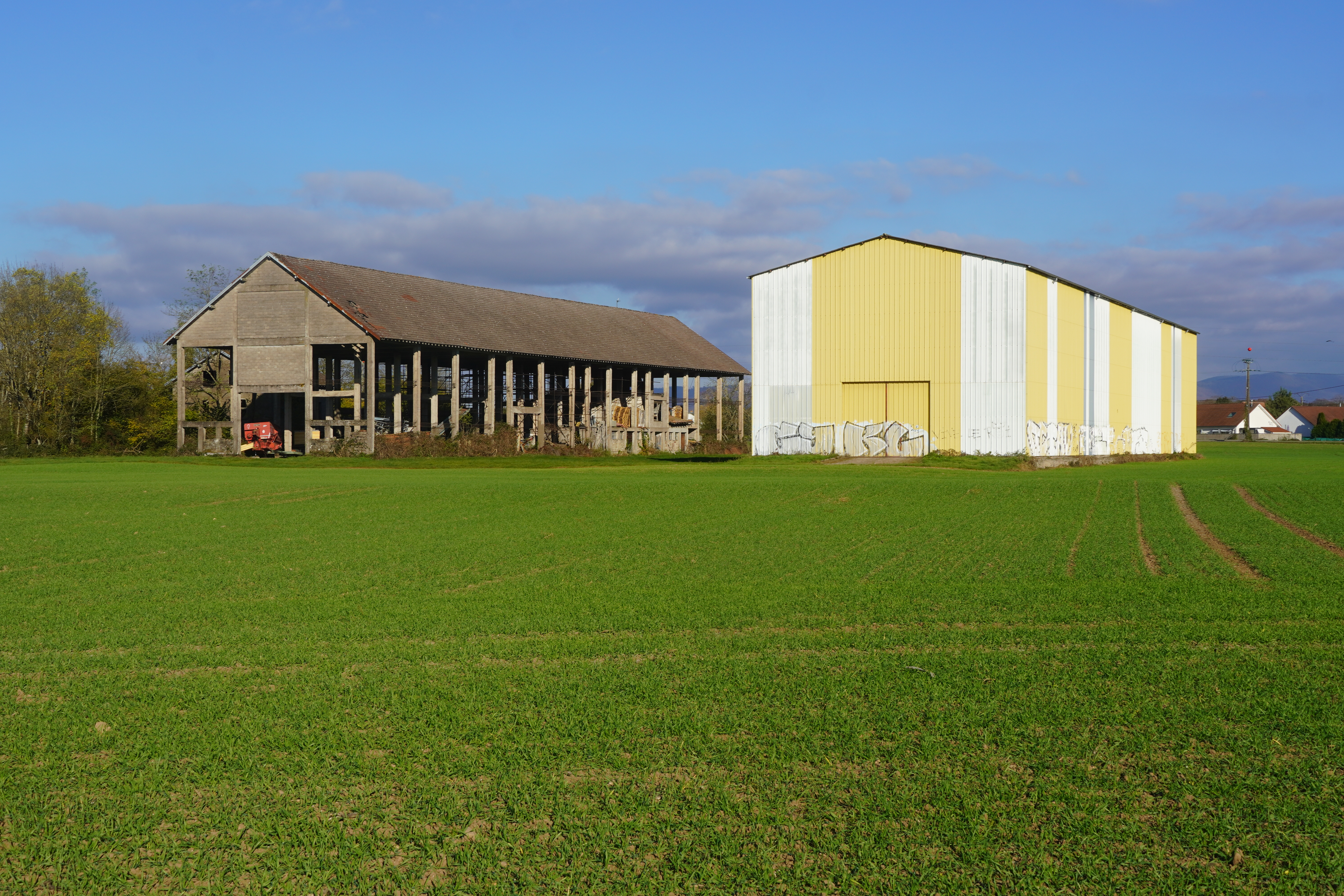
Les deux hangars agricoles Bellefleur (vue de l'ouest).
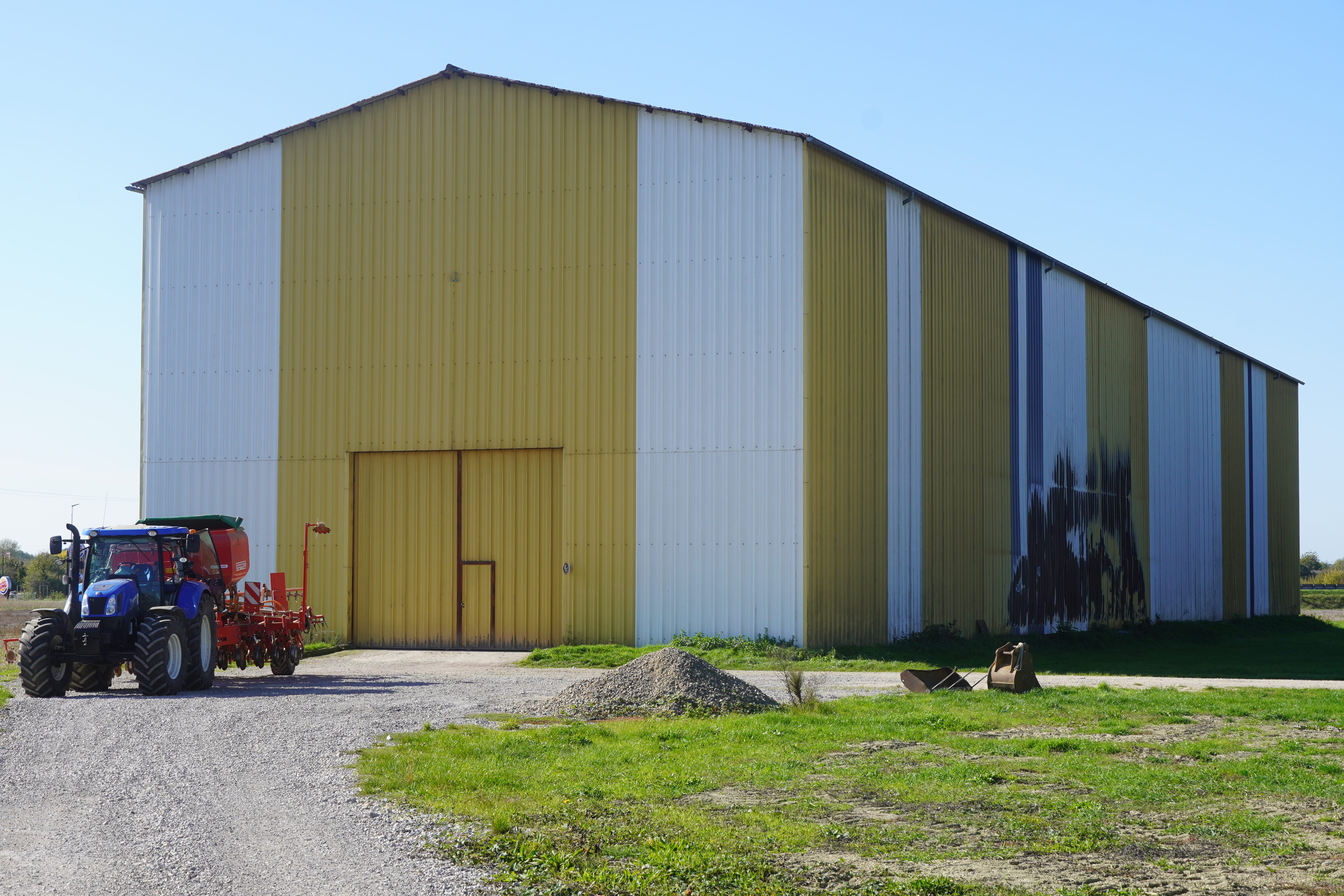
La hangar métallique et un tracteur (vue de l'est).
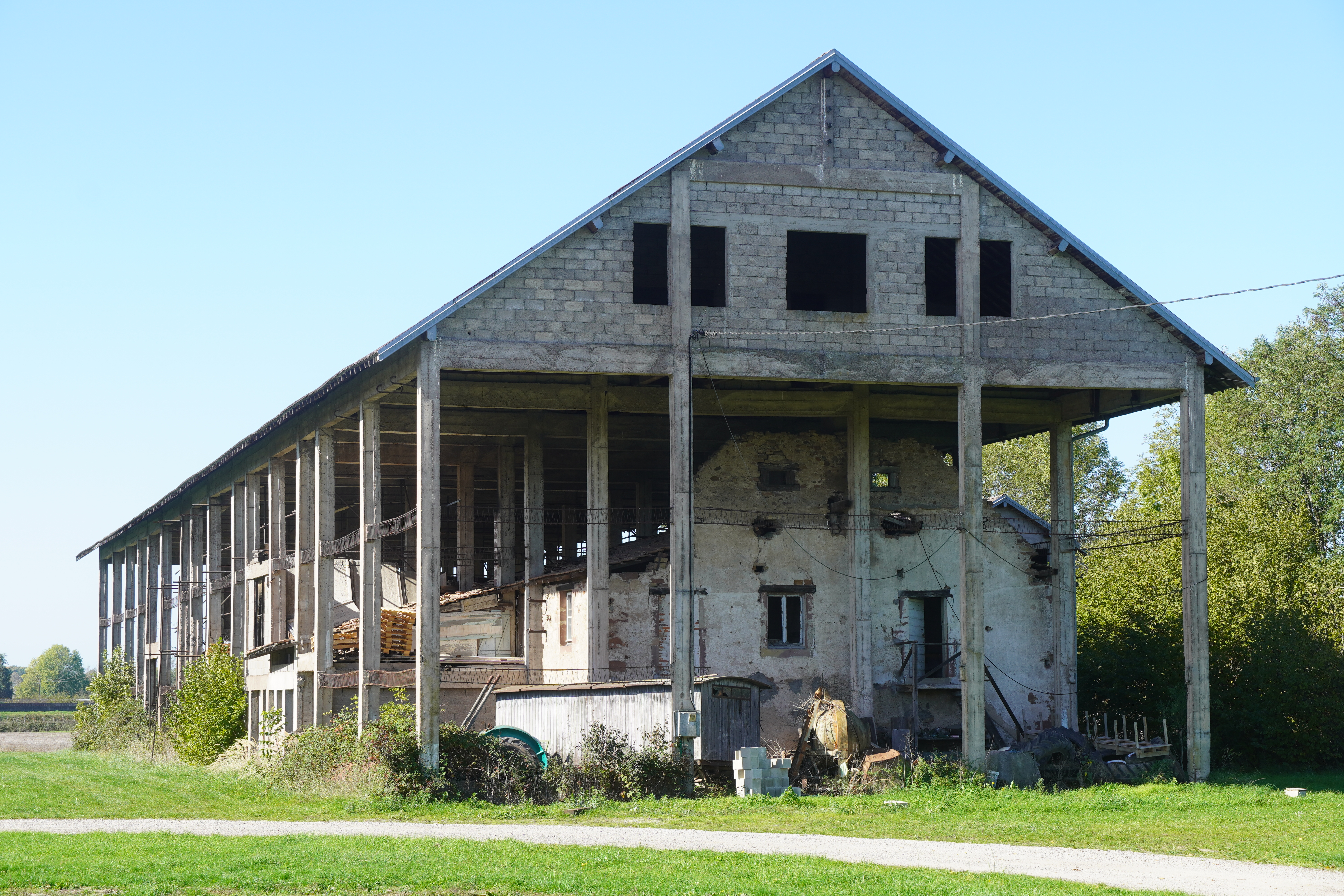
Le hangar en béton édifié sur l'ancienne ferme en pierre (depuis l'est).

### Industrie
Lure possède une antenne de la Chambre de commerce et d'industrie de la Haute-Saône. En 1999, d'après l'INSEE, les ouvriers et employés représentaient en peu plus de 27 % de la population.
Jadis, Lure comptait deux tuileries, trois tissages de coton, trois teintureries, une brasserie, deux fonderies, une imprimerie, et enfin un atelier de gravure et de dorure sur bois. Depuis, certaines usines ont fermé, comme la fonderie aux Eaux-vives ; l'usine de tissage est partie à La Côte, avant d'êtres de délocalisée.
Aujourd'hui, deux zones industrielles principales se côtoient sur le territoire de Lure. Il y a d'une part la zone industrielle dans le nord, à l'extérieur de la ville, connectée directement à la route départementale D64, voie express allant vers Luxeuil-les-Bains. Dans cette zone, la plus étendue des deux est CF2P (P3G, groupe Parisot), une des plus grandes entreprises de Lure employant 170 personnes et produisant à grande échelle des panneaux de particules. Le site s'étend sur 25 hectares. Elle était la propriété d'Isoroy avant 2015, puis de Swedspan (Ikea) de 2015 à 2019. Une grande scierie est implantée à côté.

L'usine CF2P fabrique des panneaux en particules de bois agglomérées.
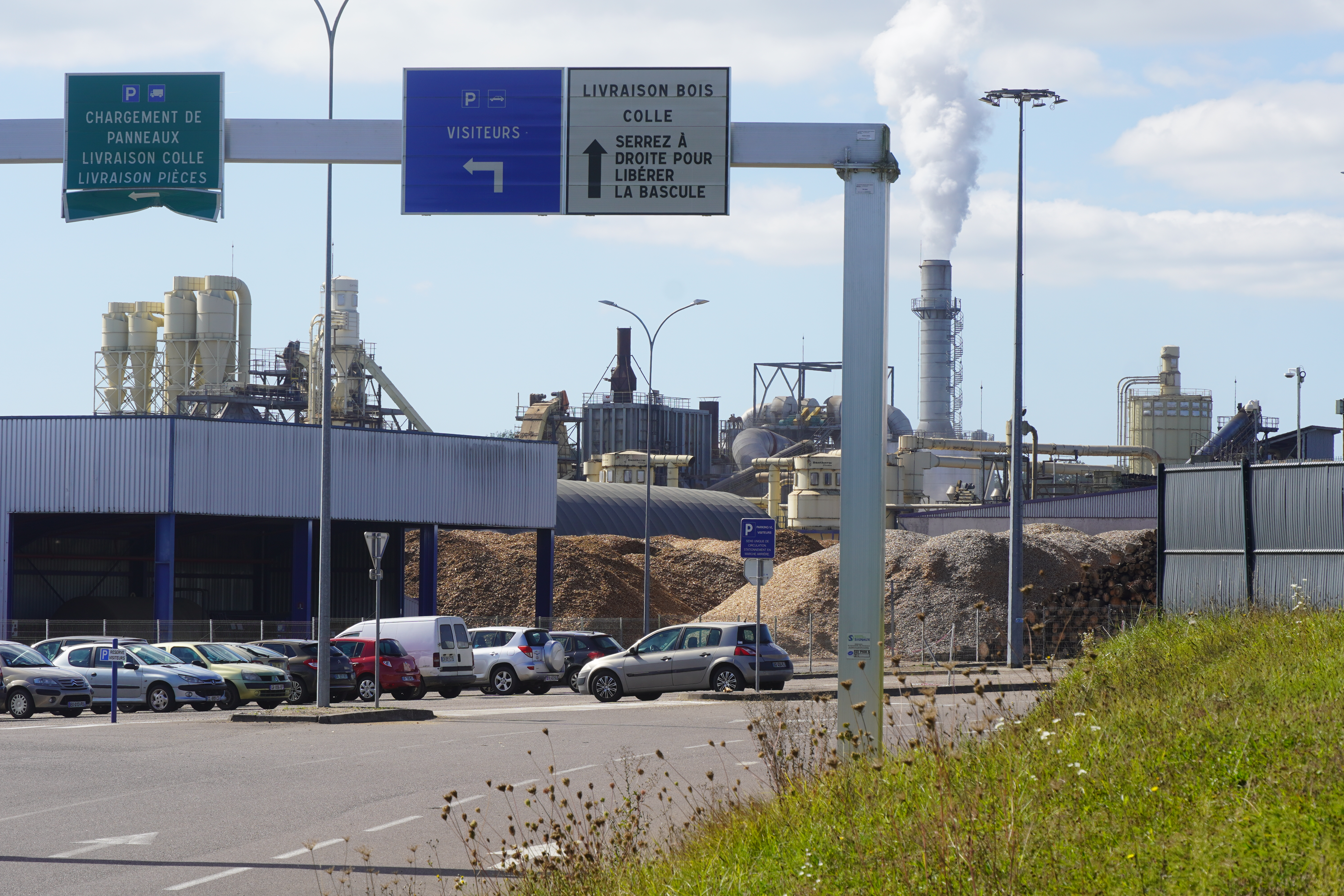
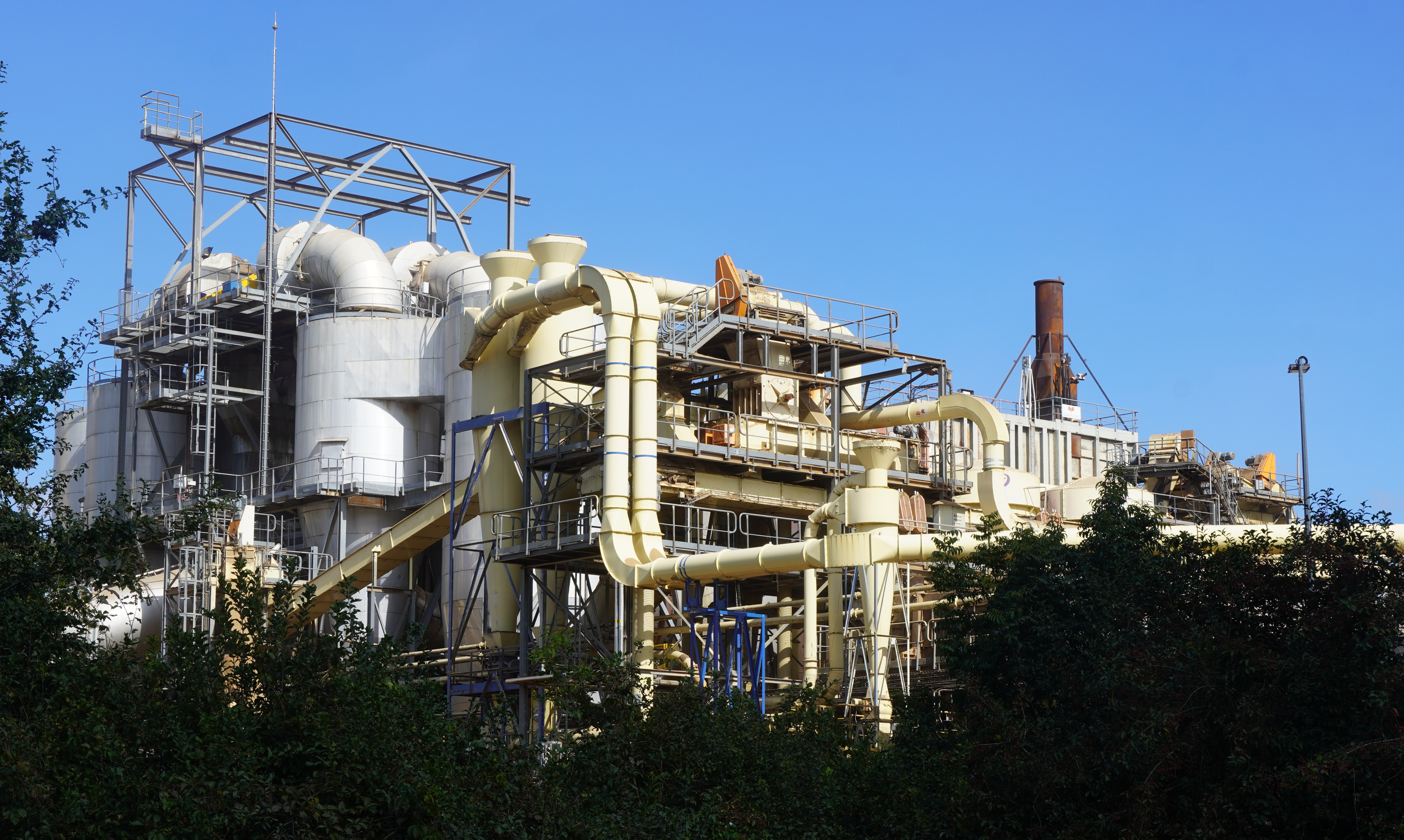
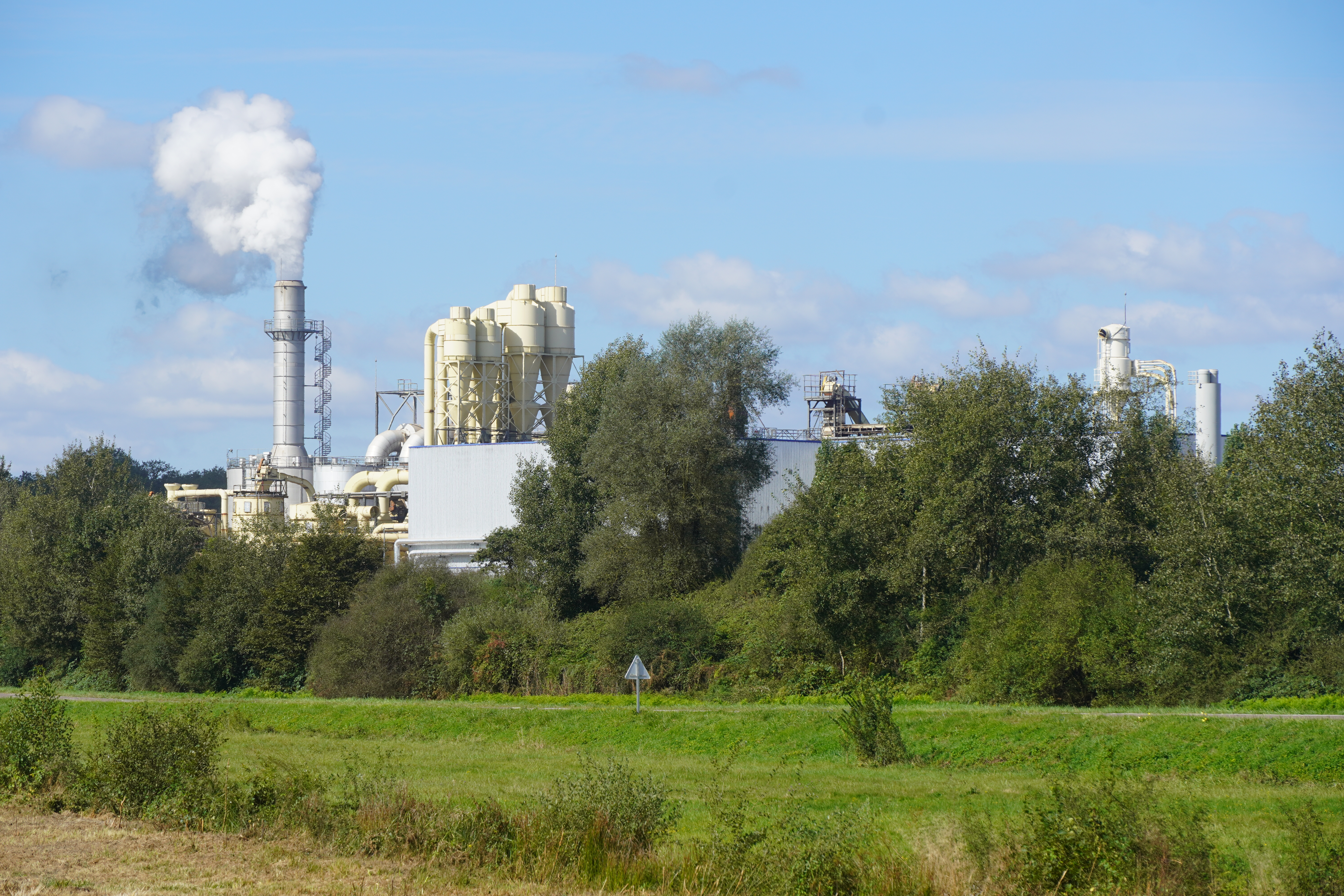

La seconde zone industrielle se trouve au sud de Lure, aux abords de Magny-Vernois où sont implantés Vetoquinol, laboratoire pharmaceutique travaillant dans la recherche et la production de médicaments pour animaux et Faurecia qui produit des sièges pour l'automobile, notamment pour Peugeot, et emploie plus de 550 salariés. C'est un site classé Seveso. Le site PSA de Sochaux exerce une influence notable sur la ville. Il embauchait, en 2007, plus de 800 personnes dans la zone d'emplois de Lure-Luxeuil. Bien que plus éloigné, le site de Mulhouse offre quelques emplois.

### Commerce
La ZAC des Cloyes (1re zone) et la ZAC de la Saline grande de 23 hectares (2e zone) se partagent la majorité des commerces et des grandes surfaces de Lure. La plus grande surface commerciale est certainement le centre E.Leclerc de la zone des Cloyes, juste avant le supermarché des Mousquetaires. On peut considérer la zone des Cloyes comme uniquement commerciale et définitivement aménagée, alors que la zone de la Saline peut encore s'agrandir de manière conséquente. Cette zone offre d'autre services qui s'éloignent quelque peu de la vente, comme des centres de lavage, des centres autos, voire des commerces « administratifs ». Ces deux zones sont constituées essentiellement de grandes surfaces allant de l'alimentaire à l'outillage en passant par l'électroménager et le vêtement. La construction de la « quatre voies » dynamise fortement les deux zones commerciales, surtout celle des Cloyes. Une bretelle de plusieurs centaines de mètres sortant du giratoire la dessert d'ailleurs exclusivement. Ces deux zones commerciales drainent les clients des villages voisins. Dans ces deux zones commerciales, sont implantés les magasins E.Leclerc, Intermarché, devenu Super U puis à nouveau Intermarché, Lidl, Aldi, Vêtimarché, Feu Vert, Intersport, la Halle aux chaussures et bien d'autres pour ne citer que les plus importants.
Le centre-ville (3e zone) conserve ses boutiques, sa librairie, ses coiffeurs, bars, restaurants, fleuristes, boulangeries, chocolateries, pharmacies, et boutiques d'habillement. Elles sont plus prisées pour le shopping que pour l'achat de biens vitaux. Cependant, ces petits commerces offrent une prestation plus personnalisée.
Le supermarché Match fait exception. Il est la seule grande surface à l'intérieur de la ville. Il s'est fait absorber par l'extension urbaine au fil du temps. Une petite zone commerciale ne rivalisant pas en taille avec celles citées ci-dessus se trouve au pied des immeubles du Mortard.
Lure fait partie du bassin de vie de Lure, et en est le cœur. Il est composé de 36 communes avoisinantes, et comportait environ 117 entreprises pour près de 22 000 habitants. Cela fait de l'ensemble le 4e du département. Lure représente 52 % des commerces de moins de 300 m2 des 36 communes concernées. Le chiffre d'affaires total de ces 117 entreprises dépasse les 50 000 000 €, ce qui représente plus de 7 % du chiffre d'affaires des commerces de proximité de la Haute-Saône.

### Services

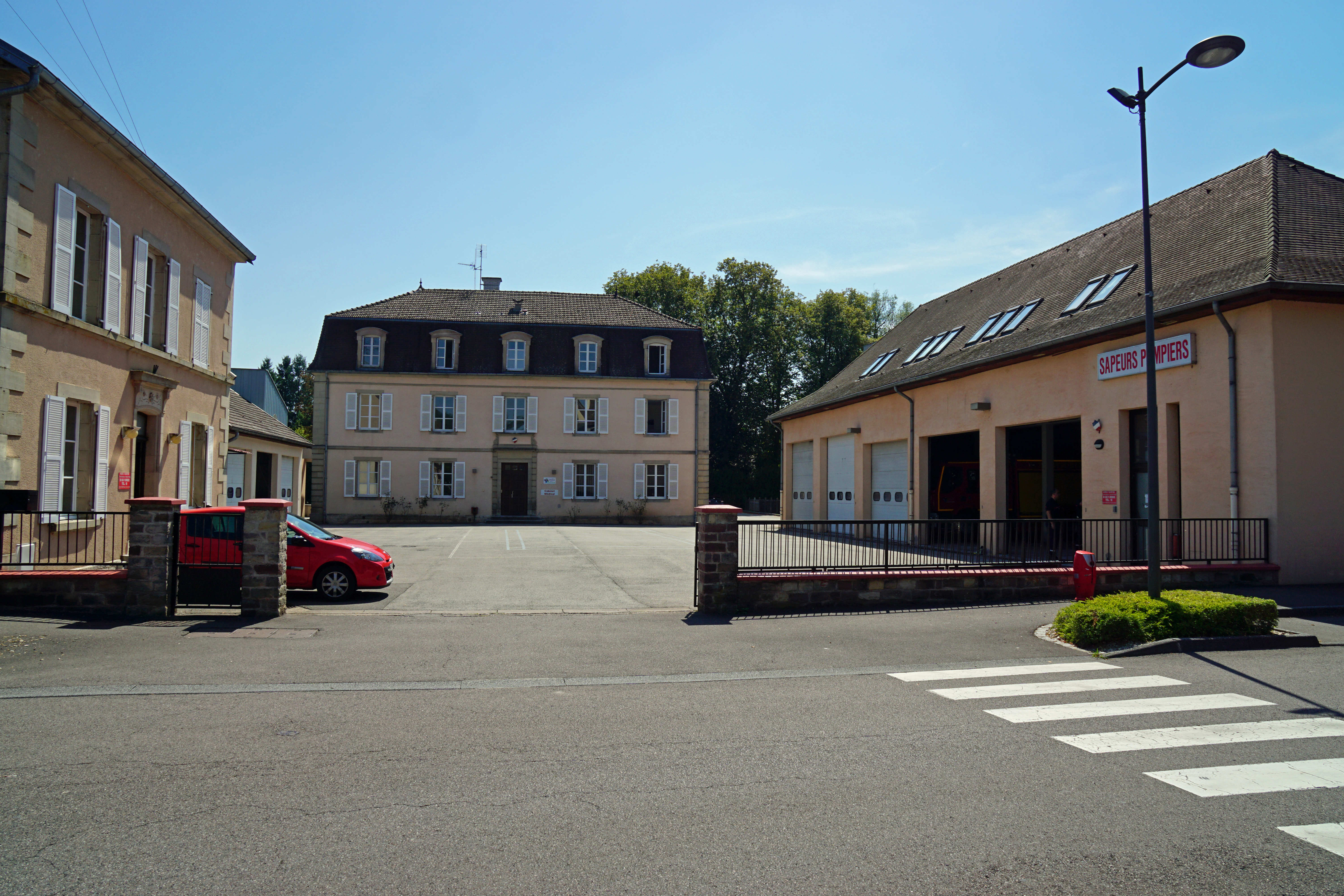
La caserne des pompiers.

Le domaine des services est également diversifié et important. Lure dispose de la plupart des services financiers existants. En effet, plusieurs banques et assurances se côtoient. La Poste quant à elle propose divers services, et tient de nombreux points de collecte de courrier dans la ville. Les facteurs se déplacent en voiture ou à vélo. Les trains de la SNCF s'arrêtent en gare de Lure. Il y a une agence Pôle emploi, un tribunal, une caserne de pompier, une brigade de gendarmerie, une police municipale, un Office de tourisme et les divers services que rend la Sous-Préfecture. Lure héberge aussi la trésorerie générale de la Haute-Saône, ainsi qu'un hôtel des impôts.
En termes de charité, un centre des Restos du Cœur et d'Emmaüs, à l'esplanade Charles-de-Gaulle. Pour l'année 2009, les Restos du cœurs ont fourni plus de 40 000 repas à 490 bénéficiaires. Un local de la Croix-Rouge est également utilisé quelques rues plus loin. Il existe en outre plusieurs autres associations sociales implantées à Lure même. Un centre d'information et d'orientation (CIO) est présent près du Centre social et culturel et du Lycée professionnel Saint-Anne.

### Revenus de la population et fiscalité
En 2016, 38 % des foyers fiscaux de Lure étaient imposables.
La même année, le revenu fiscal médian par ménage était de 17 531 € en dessous de la moyenne départementale de 19 747 €.

## Culture et patrimoine

### Monuments et lieux touristiques

#### Architecture

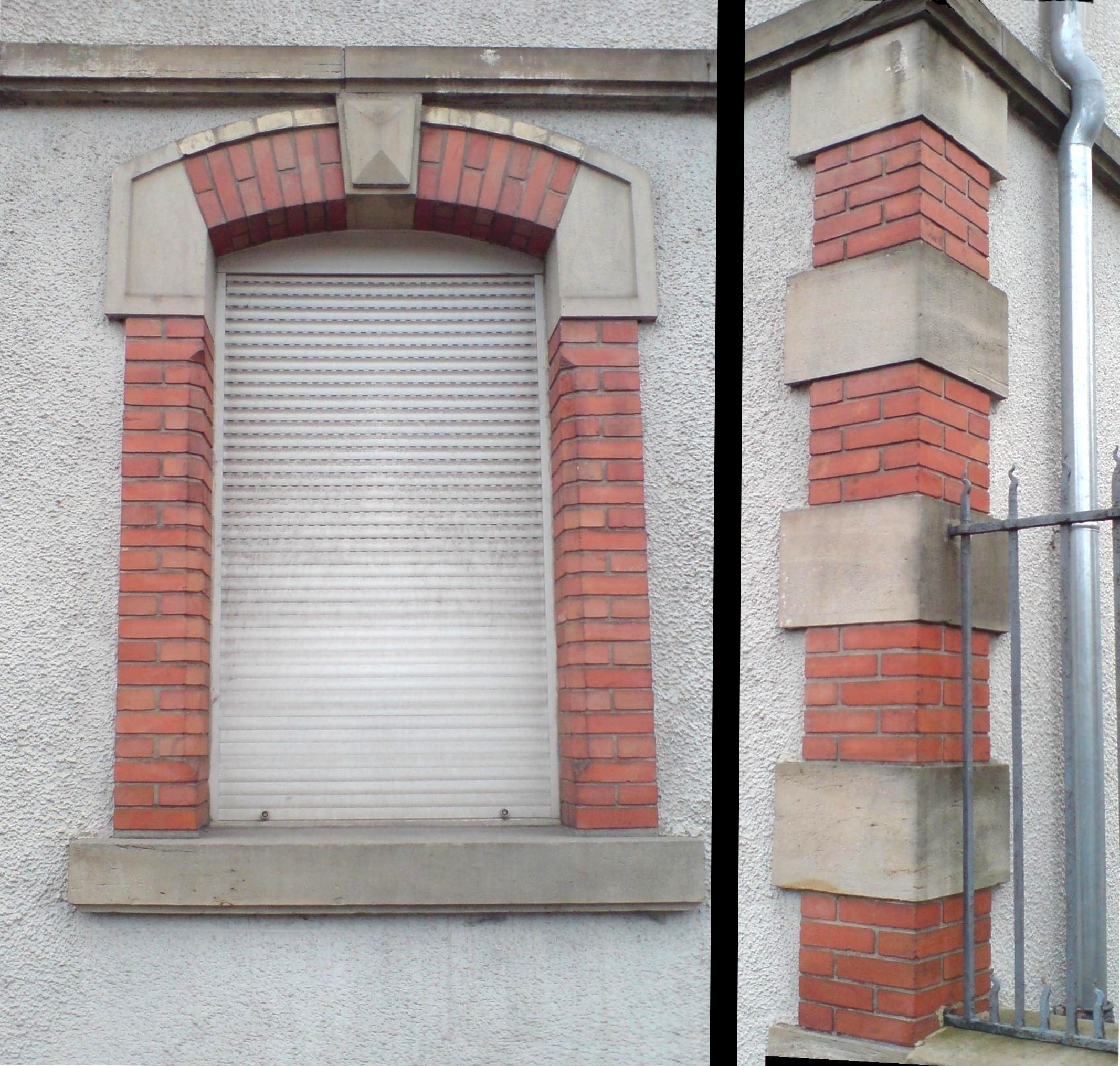
Demeure luronne du XIXe siècle : l'annexe de l'Ambroisine. Alternance chromatique de grès et brique rouge. L'arc surbaissé de la baie est caractéristique de la période industrielle.

L'urbanisme de Lure est récent : les constructions les plus vieilles remontent au XVIIIe siècle du fait de l'histoire tourmentée qu'a connu Lure, surtout de l'incendie de 1720. Il subsiste de nombreuses spécificités dans l'architecture luronne.
Les anciens bâtiments du centre-ville s'élèvent en plusieurs étages, avec des murs en grès des Vosges, selon les époques soit sciés soit taillés, qui leur donnent cet aspect rose et nervuré bien reconnaissable. Des bâtiments rénovés sont enduits, contrairement aux techniques de construction traditionnelles du nord-est de la Haute-Saône où le grès reste apparent. La faible profondeur de la nappe phréatique interdit les fondations profondes ainsi que la présence de véritables caves, d'où le recours au rez-de-chaussée surélevé accessible par un escalier extérieur.
Nombre d'anciennes constructions sont ornées de pierre sculptée. Les bâtiments publics, riches et élaborés, arborent souvent les armoiries de Lure à leurs frontons. Les toitures à deux pans, avec ou sans biseau, sont en principe couvertes de tuiles et sont traversées généralement par plus d'une cheminée.
Les maisons de maître, au contraire, présentent souvent des couvertures d'ardoise qui correspondent à des charpentes plus complexes avec brisis. Souvent une ample avancée de près d'un mètre assure une meilleure conservation des murs (et des fondations) à l'abri des intempéries. Les arêtes des murs porteurs présentent des pierres d'angle en grès ou en roche sédimentaire.
La brique rouge est aussi présente en tant qu'ornement, comme en remplissage des murs à colombages, à partir du XIXe siècle en encadrement de fenêtres et encore dans la réalisation de voutes. Les ferronneries sont peu fréquentes, si ce n'est pour protéger les soupiraux des caves, et sur quelques ouvertures ne donnant pas sur la rue. Les fenêtres sont habituellement protégées par des volets rustiques ou par des persiennes. Des œils-de-bœuf se trouvent sous la flèche. Les maisons anciennes se caractérisent par leur volumétrie reconnaissable : une base d'un ou deux étages et une avancée finissant en pointe.
Dans les lieux plus éloignés du centre-ville, les fermes répondent au modèle franc-comtois : bases simples, carrées ou rectangles. Elles sont construites en moellons très plats. De nos jours, elles ne servent plus que comme habitations. Les ouvertures dans les murs sont renforcées par des pierres de taille apparentes. L'avant-toit est ici moindre et les murs reçoivent plus fréquemment un enduit car ils sont constitués de moellons, donc plus vulnérables. Les toitures sont élémentaires, généralement à deux pans sur la longueur. L'un des éléments traditionnels est la porte de l'étable ou de la partie qui servait à ranger le matériel agricole d'autrefois, dont les arcs en pierres de taille massives présentent presque toujours une clé datée. Ces anciennes fermes disposent parfois aussi d'un œil-de-bœuf sur la partie supérieure de la façade.
Quelques maisons se remarquent par leur style contemporain novateur. Une maison atypique et originale, bâtie par un propriétaire ayant vécu dans les colonies françaises, est connue pour son style indochinois.
Le bâti en centre-ville et dans la proche périphérie s'organise autour de cours intérieures et de jardins. Les maisons sont en alignement et, quelquefois, l'accès aux cours se fait par un passage laissé vide à côté de l'édifice. Les sols étaient traditionnellement pavés comme dans les autres villes à cette époque. À partir de l'exploitation du sol des environs, les pavés ont fait place aux gravillons. C'est le cas pour les maisons construites hors du centre ancien plus récemment. Ifs, buis, houx, tilleuls marronniers et thuyas géants servent à l'agrément, bien que ce soit également le cas dans plusieurs jardins classiques français en Franche-Comté.
La ville s'est longtemps édifiée selon un modèle régional.
Les trois dernières décennies ont été marquées par une urbanisation en rupture totale avec les pratiques qui avaient cours jusque-là. Ce phénomène se constate majoritairement par la présence des barres d'habitation aux Eaux-Vives et au Mortard, aux lotissements récents et à certains cas isolés.
Les extensions de la ville sont ainsi décelables à travers les formes architecturales particulières à chaque période. Par ailleurs, un périmètre règlemente de protection du paysage architectural et urbain de 500 mètres s'applique autour de la sous-préfecture et de l'hospice Marie-Richard.

#### Lieux et monuments
La sous-préfecture occupe depuis 1803 l'ancien monastère bénédictin construit sur pilotis au XVIe siècle et remanié au XVIIIe. Le parc ainsi que le bureau du sous-préfet sont ouverts au public lors des Journées du patrimoine. Le bureau est la seule pièce qui échappa à un incendie dévastateur. Autrefois, une église se dressait sur le côté sud-ouest de la sous-préfecture, il n'en reste plus rien. En face de la sous-préfecture, se trouve le « Puits de la Font », petit étang qui est une résurgence de l'Ognon et qui donne naissance à la Reigne. Sa profondeur est inconnue. Un escalier mène à l'une des résurgences au bord de cette pièce d'eau ; il est bordé d'une barrière en béton et formé comme s'il était en bois. Selon une légende, un meunier avait son moulin juste devant l’abbaye. Ce meunier avait une fille, Agnès, qui s'éprit d'un homme qu'elle ne pouvait épouser à cause de l'avarice paternelle. La colère s'abattit sur le meunier et la foudre détruisit son moulin. Dans le trou ainsi formé s'accumulèrent les eaux de cet orage. La légende existe dans plusieurs variantes.
En face du puits, juste à côté de la sous-préfecture, se trouve un ancien lavoir par lequel la Reigne s'échappe et coule vers Magny-Vernois. Le lavoir est bâti selon le modèle régional. La Reigne coule le long d'une cinquantaine de mètres jusqu'au parc de l'abbaye, dont l'aménagement date des années 2000. Un pont permet de rejoindre ce parc entouré par l'eau et agrémenté, au centre, d'une cascade artificielle.
Dans le même style de bâtiment que la sous-préfecture, il y a l'hôtel de ville, qui était à l'époque le centre d'une place publique où se tenaient des marchés et des exécutions capitales. Il est ensuite tombé en ruines, avant que le conseil municipal le reconstruise en 1830. Il a été construit en même temps que le tribunal.
L'hospice Marie-Richard, situé au pied de l'hôpital, est inscrit au titre des monuments historiques en 1986.

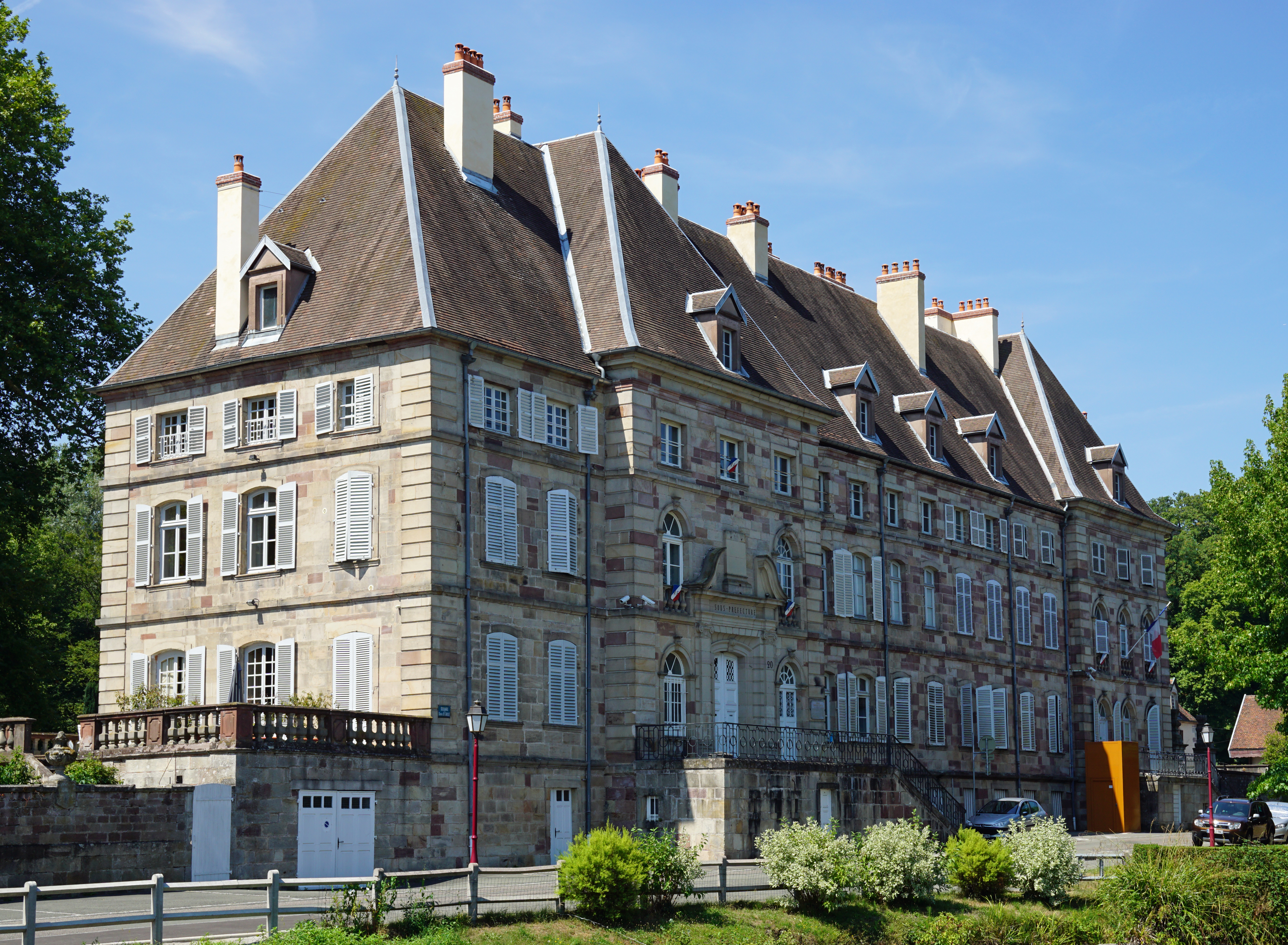
La sous-préfecture (ex-abbaye).
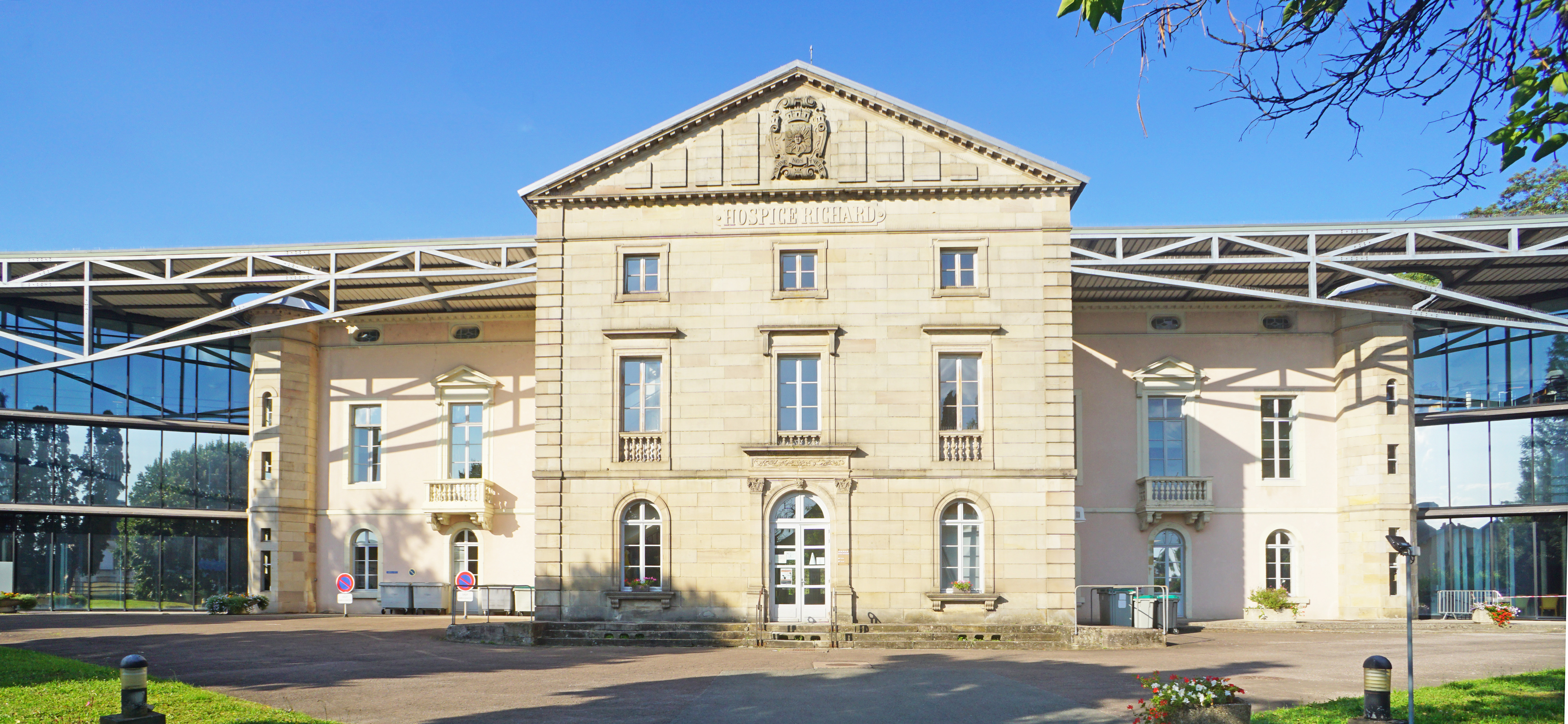
L'hospice Marie-Richard.

Le « Chapitre » est un bâtiment construit pour deux ecclésiastiques quelques années avant la Révolution française. Leurs constructeurs ne purent jamais l'habiter. Dès le début, il fut séparé en deux parties identiques qui subsistent encore aujourd'hui. La partie gauche appartient à un particulier ; la partie droite, ouverte au public depuis 2006 à l'occasion des Journées du patrimoine, appartient à un couple d'artistes qui en a fait une maison de l'art et une chambre d'hôtes.
Le sentier de l'Onde, création artificielle, longe de très près l'Ognon. Des bornes pyramidales permettent d'en apprendre davantage sur la rivière et ses richesses naturelles. Ce sentier fait le tour de plusieurs gravières inondées et arborées. Depuis ce sentier, en période de crue, les visiteurs peuvent voir les champs inondés de l'autre côté de l'Ognon. Il débute au pont de l'Ognon et il est difficile de dire où il se termine. Une place de jeux pour enfants a été construite à quelques centaines de mètres du centre équestre et du camping.
L'église Saint-Martin, placée en plein cœur de Lure, possède une toiture qui n'est pas décorée, contrairement à l'habitude des églises de la région ; c'est une construction relativement récente : elle a remplacé l'ancienne église Saint-Martin (qui brûla dans l'incendie de 1720 qui était située sur la colline où se trouve maintenant le cimetière. La chapelle de la Persévérance, qui est accolée à l'église Saint-Martin, est ce qui reste d'une église construite en 1556. Son style gothique tranche avec celui de l'église, qui est de facture classique. Derrière cette église et cette chapelle, se trouve une grosse pierre appelée « bouteroue », sur laquelle figure une tête de lion. À l'époque, il y en avait à chaque extrémité de la rue où elle se trouve au début du XXIe siècle, servant principalement à protéger les maisons des roues et des chariots.

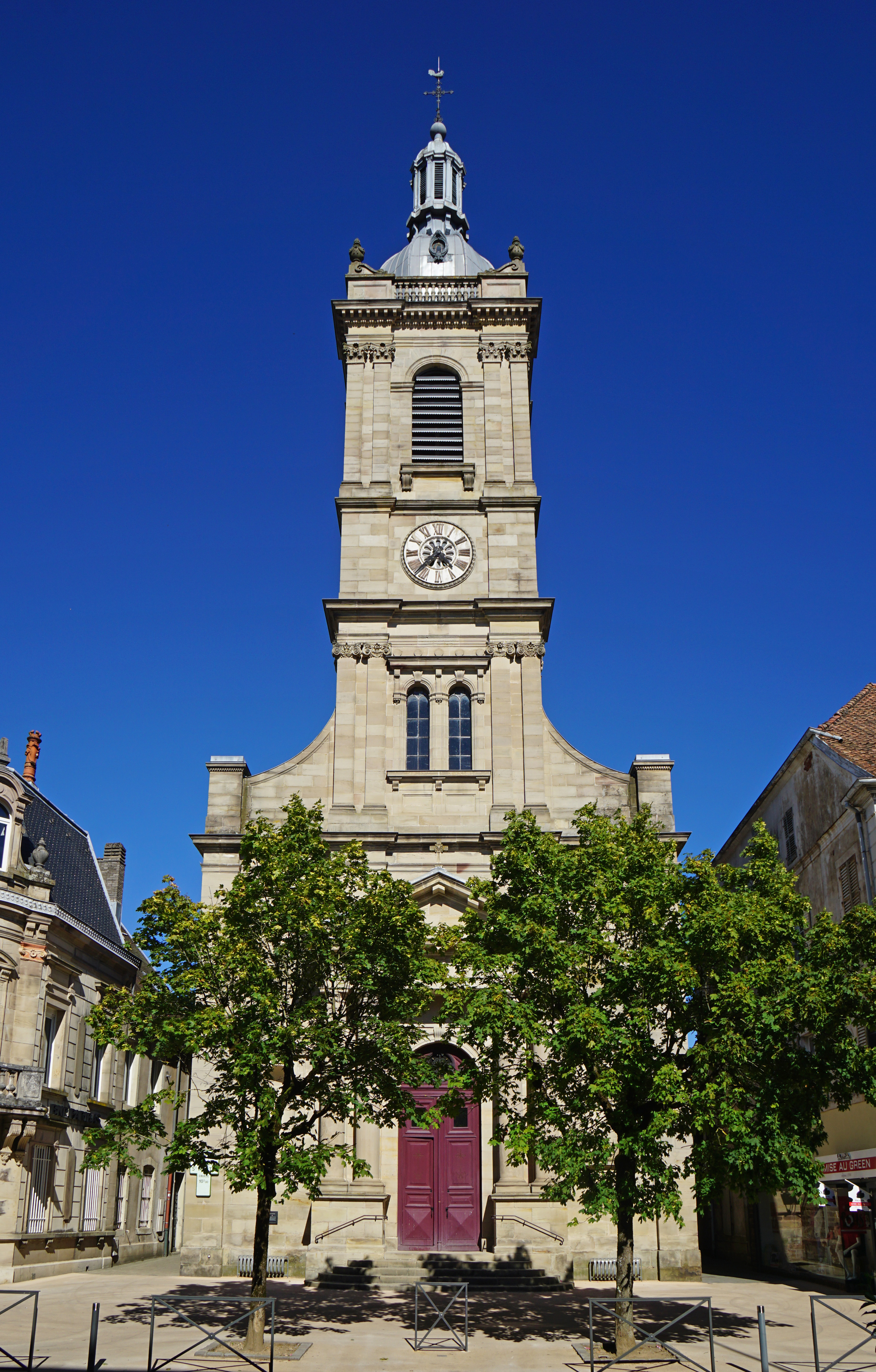
L'église Saint-Martin.
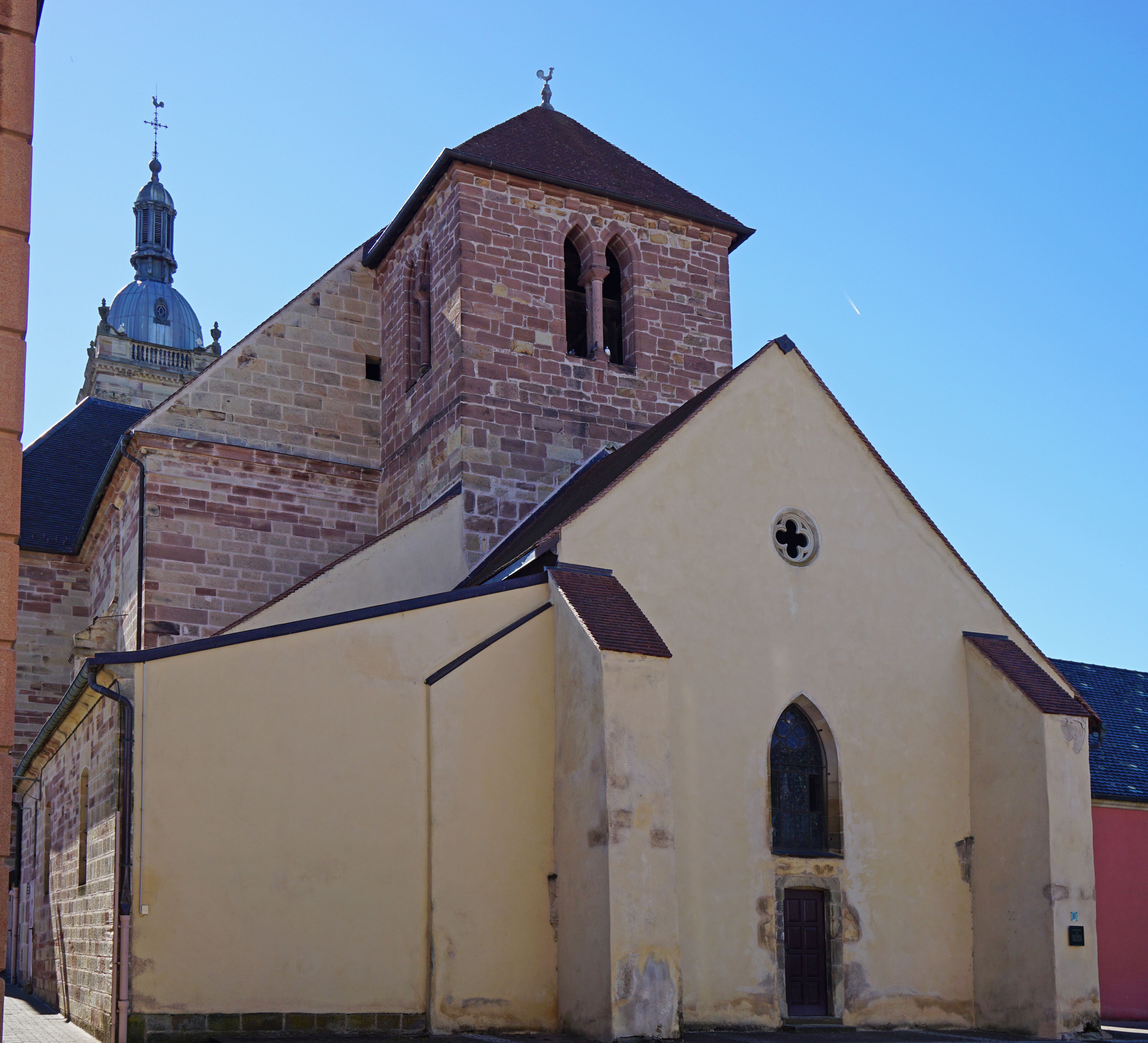
La chapelle de la Persévérance.
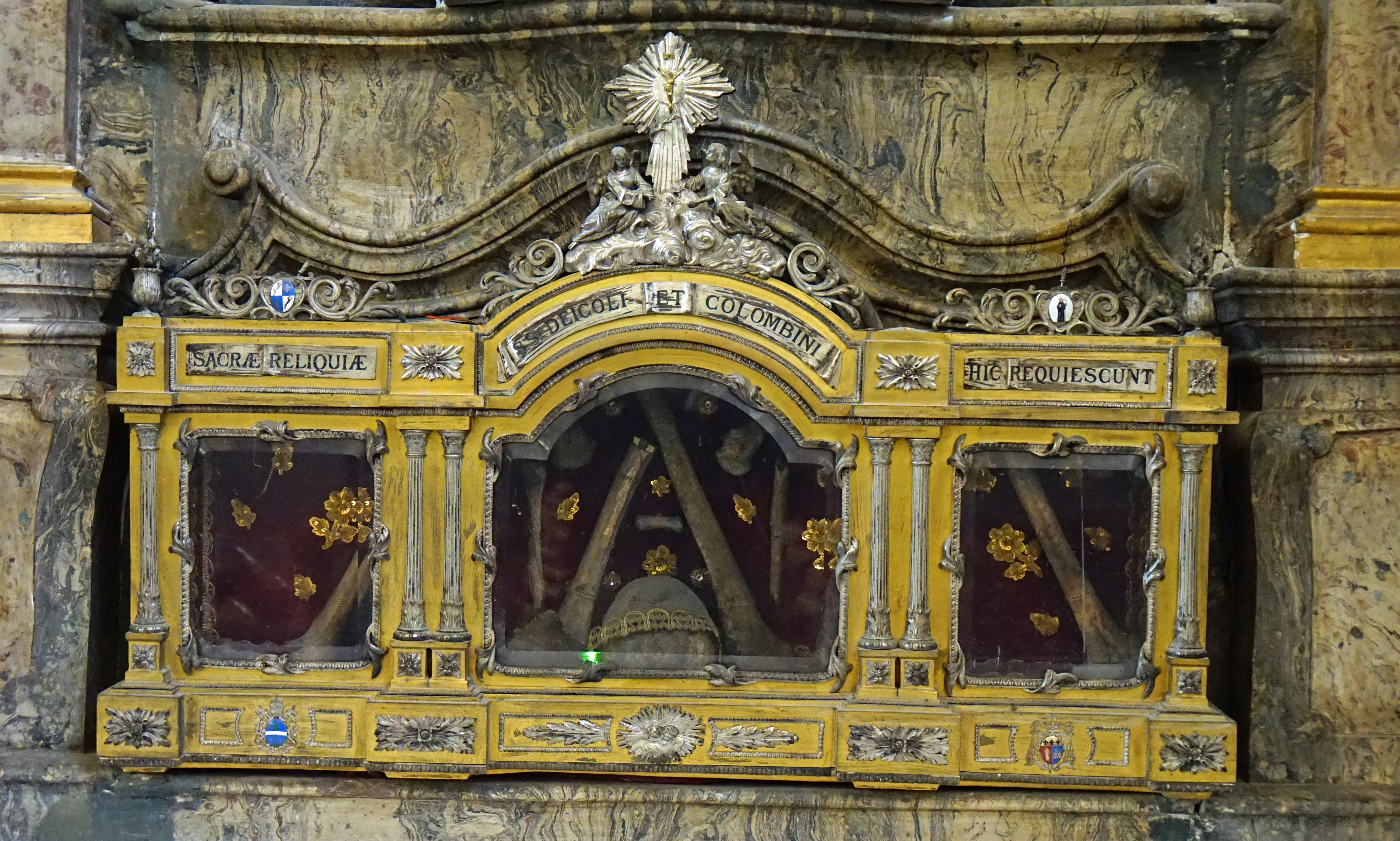
Le reliquaire de saint Desle et saint Colombin.

Le parc du quartier de la Pologne, d'environ un demi-hectare, est un lieu agréable, entouré d'une haie et d'un mur surmonté d'une barrière et parcouru par quelques petits chemins en gravier, longés par une haie d'environ un mètre. En son centre, une petite place de jeux est ombragée par quelques arbres feuillus.
Le Sapeur Camember est un emblème de la ville de Lure. Afin de l'immortaliser, la commune a fait ériger sa statue en bronze, par la sculptrice Françoise Faure-Couty. Cette statue se situe au centre-ville. Elle a été inaugurée le 17 juin 1979 par le conseiller régional de l'époque, en présence de deux petites-filles de Georges Colomb.
Depuis fin septembre 2009, des panonceaux ont été fixés par l'Office du tourisme sur divers monuments ou lieux historiquement ou architecturalement remarquables. Parmi ces monuments, figure la Tour de la dîme, qui permettait d'entreposer les récoltes que le clergé recevait lorsque les habitants payaient l'impôt de la dîme.

### Monuments commémoratifs
Divers monuments commémoratifs sont présents dans la commune. Le monument aux morts de la Première Guerre mondiale se situe à proximité de la sous-préfecture, celui de la Seconde Guerre mondiale (accompagné d'un mémorial et d'un cénotaphe dédiés aux déportés) se trouve dans l'enceinte du cimetière. Ce dernier abrite deux carrés militaires, l'un dédié aux soldats de la guerre de 1870, l'autre dédié à ceux de la Première Guerre mondiale. À l'extérieur du cimetière s'élève une colonne qui est le monument aux morts de la guerre de 1870.
Il existe  également cinq plaques commémoratives (deux plaques située dans l’église Saint-Martin rendent hommages aux victimes de la Première Guerre mondiale, une troisième située sur la façade de la mairie est dédiée au du général Brosset libérateur de Lure et mort quelques kilomètres plus loin à Champagney, une autre plaque se trouve à la Chambre de Métiers et de l'Artisanat de la Haute-Saône et enfin une dernière plaque accrochée à la gare de Lure rend hommage aux agents de la SNCF tués pendant la Seconde Guerre mondiale).

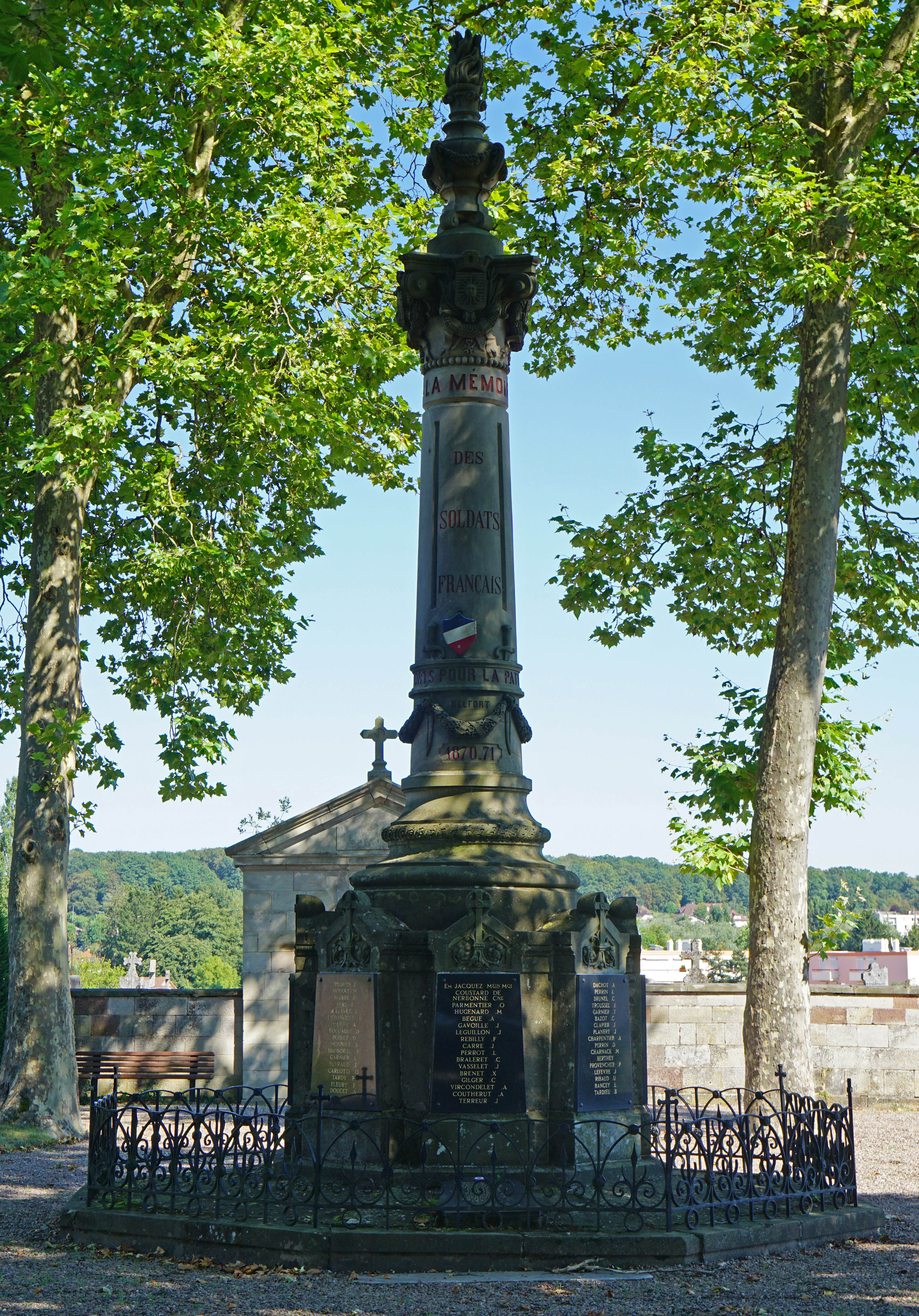
Le monument aux morts de la guerre de 1870.
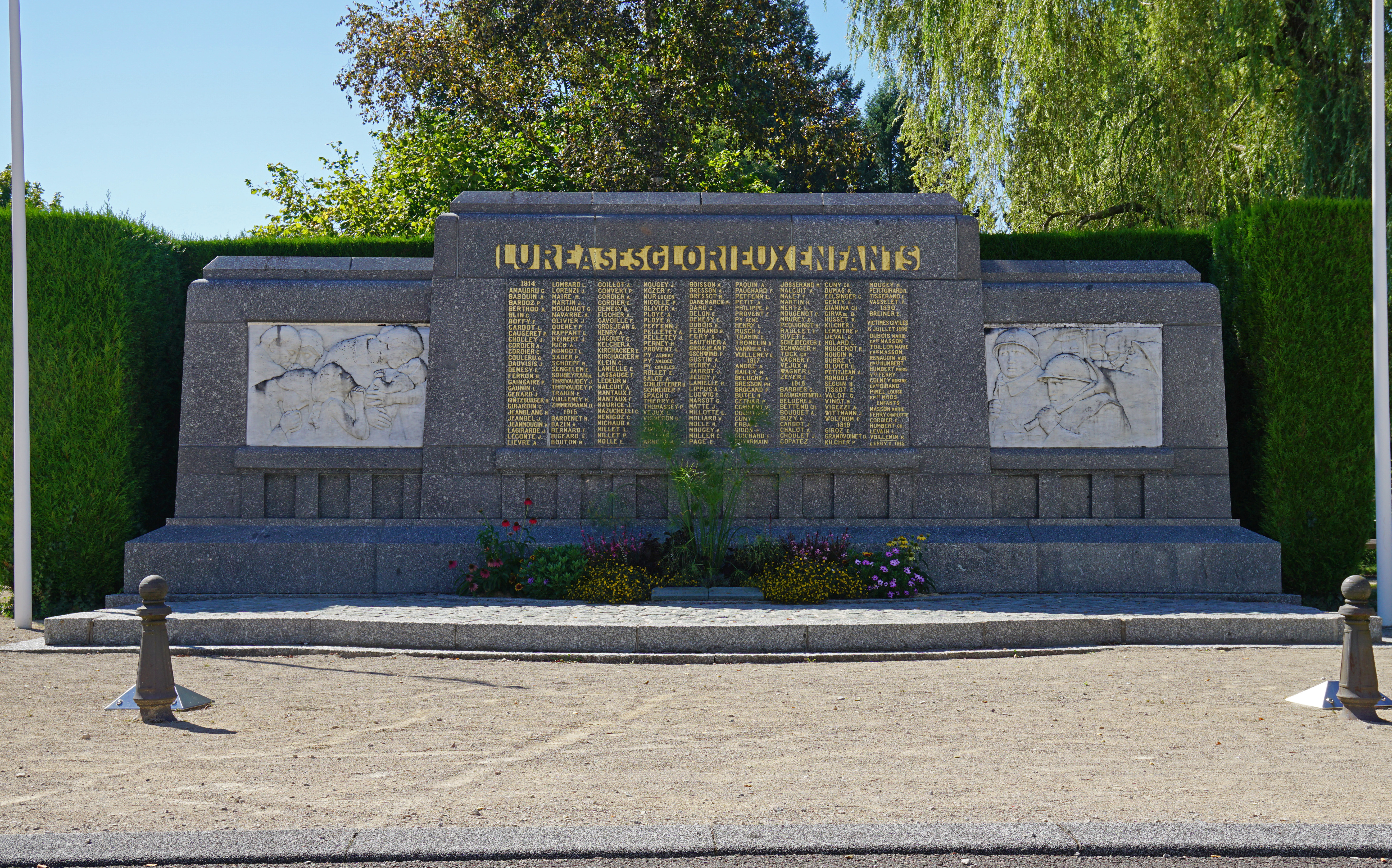
Le monument aux morts de la Première Guerre mondiale, élevé en 1925.
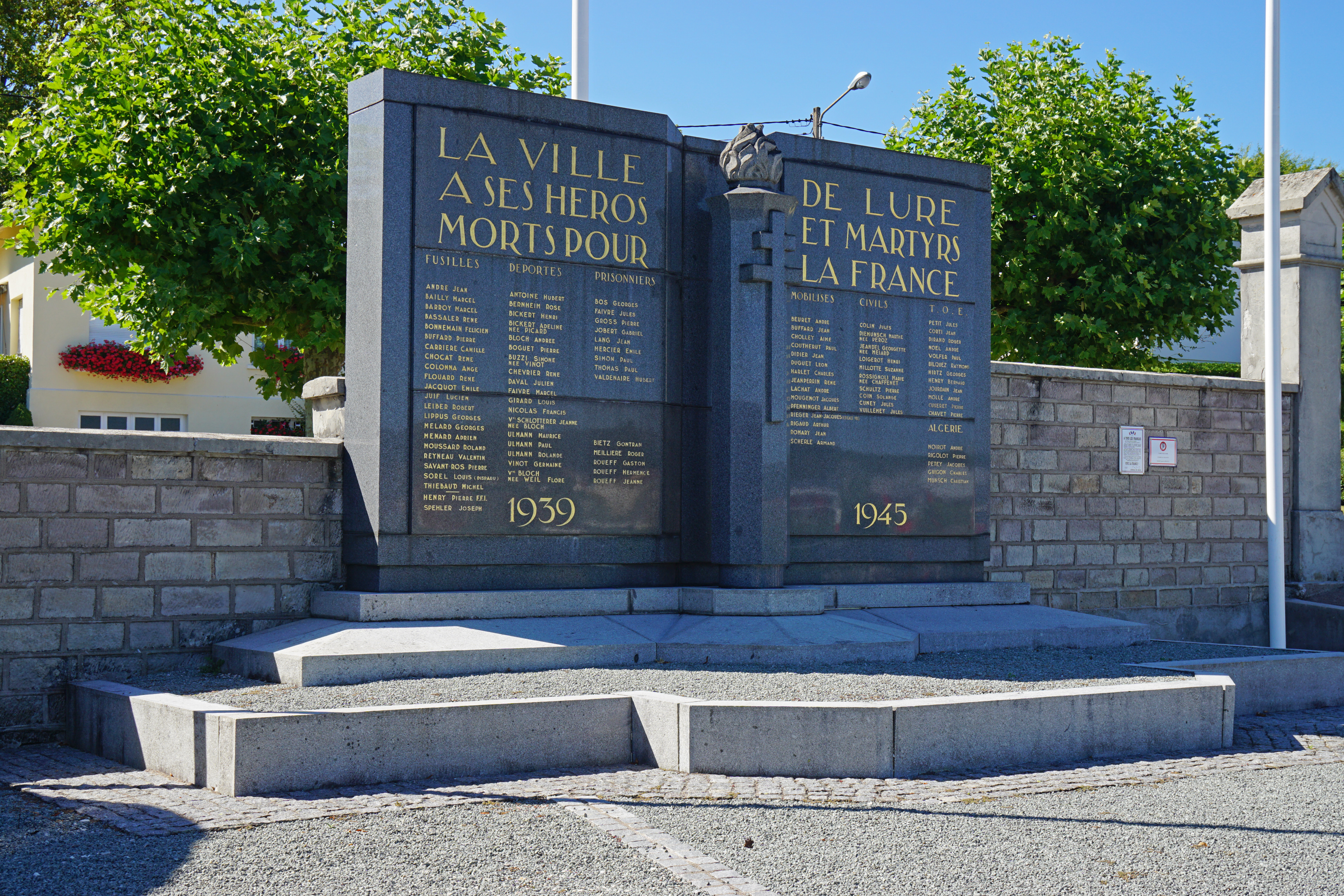
Le monument aux morts de la Seconde Guerre mondiale.

### Patrimoine culturel

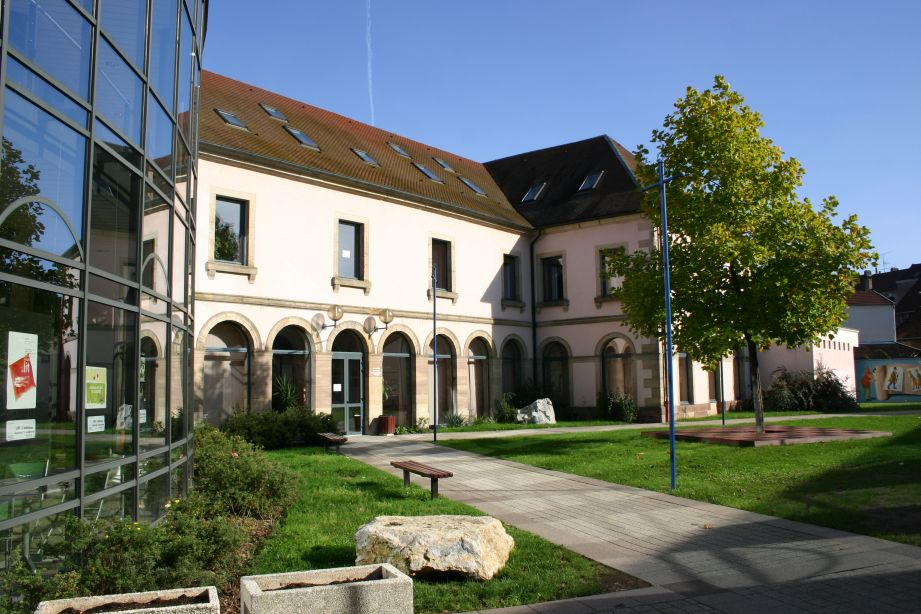
Bibliothèque François-Mitterrand.

La bibliothèque municipale dispose d'un fonds de 35 000 ouvrages, ainsi que d'une soixantaine de périodiques. Elle est divisée en deux parties. La bibliothèque pour les jeunes, au deuxième étage, dispose d'une multitude de bandes dessinées, romans et livres sur divers sujets. Des périodiques peuvent également être empruntés. La partie pour les adultes est au rez-de-chaussée. Certains ouvrages sont seulement consultables sur place. Les abonnements annuels peuvent être gratuits grâce à la Carte Avantage Jeunes.
Le centre culturel François-Mitterrand permet d'assister à des concerts dans un auditorium réputé pour sa qualité, et accueille des pièces de théâtre ou d'autres animations. Il est accolé à la bibliothèque municipale. Construit en 1966, il abritait à l'origine un couvent et fut vendu, lors de la Révolution française, en tant que bien national. Il a ensuite abrité un collège de 1839 à 1964. L'actuel centre culturel a été inauguré en 1994.
L'espace Meliès est un cinéma convivial comprenant deux salles de taille modeste ; la fréquentation a atteint 44 000 entrées en 2009. Il projette la plupart des films à grand public en vogue. Quelquefois, de grands films sont projetés le jour de leur sortie nationale. Certains films ne restent à l'affiche qu'une semaine, permettant de diversifier les œuvres présentées. Le prix d'entrée pratiqué est modéré ; il est de 4 euros pour les détenteurs de la Carte Avantage Jeunes, ce qui le rend attractif.
Il existe une fanfare municipale.
Le centre social et culturel Jeanne-Schloterrer, du nom d'une déportée, a été créé en 1997, dans un édifice ancien. Il est composé de diverses salles, accueillant des activités payantes ou non, dont les cours de langues étrangères en anglais, allemand, espagnol, italien, arabe et russe dans divers niveaux. Des ateliers hebdomadaires payants proposent d'apprendre et de pratiquer la peinture à l'huile, l'aquarelle, la peinture sur tissus, l'encadrement, la reliure, la poterie, l'art floral, la danse orientale, contemporaine et le jazz ainsi que le yoga. Par ailleurs, un club de danse propose de pratiquer ou de suivre des cours. Le centre assure également le soutien scolaire et accueille des ateliers créatifs, un cybercafé et des débats variés. La SHAARL (Société d'histoire et d'archéologie de l'arrondissement de la région de Lure) a ses locaux au premier étage.
D'autres salles municipales sont à la disposition des habitants.
Une petite discothèque existe aussi.

### Vie militaire

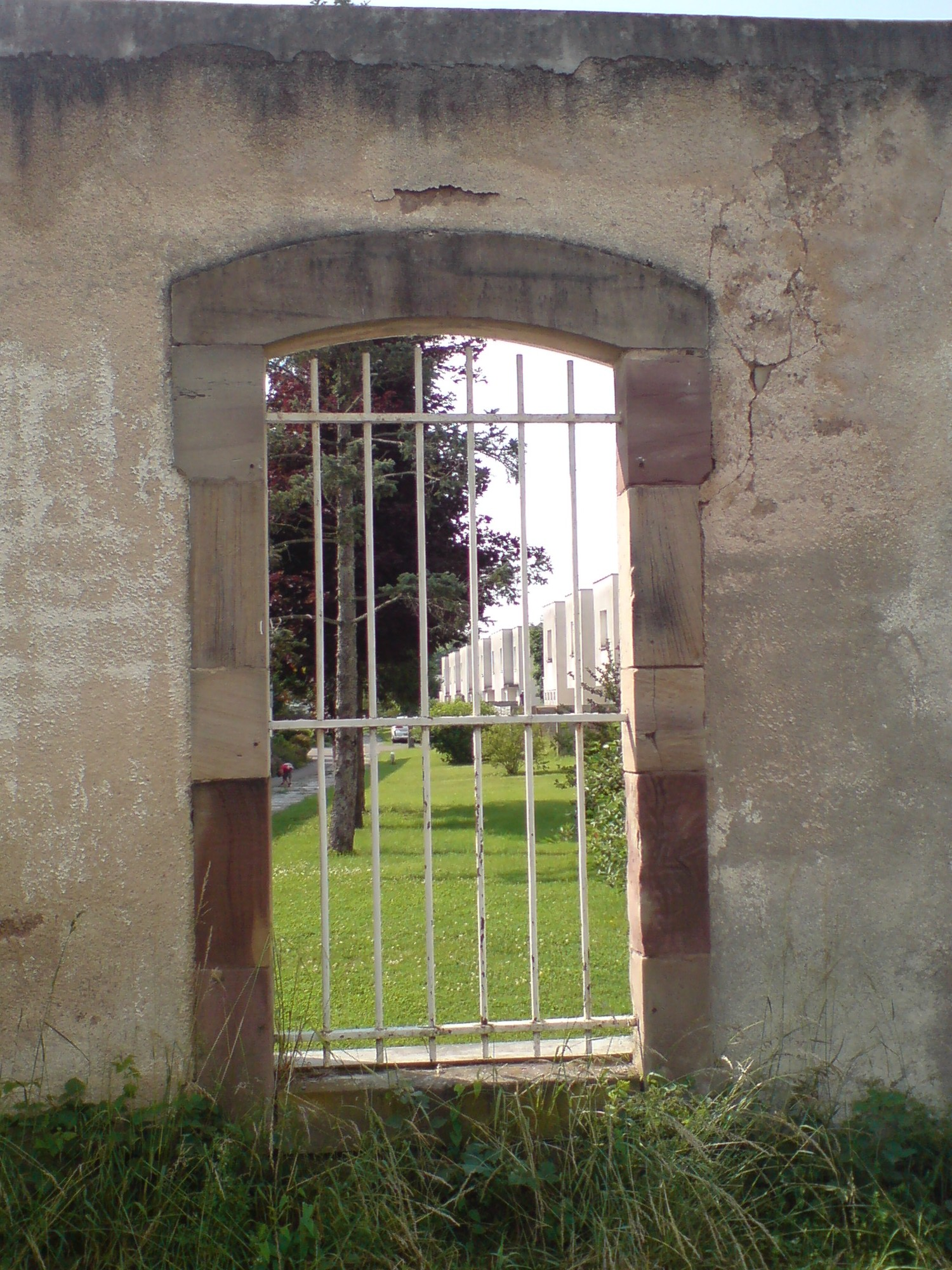
De nombreux édifices des casernes ont été détruits pour laisser leur place à des bâtiments à l'architecture contemporaine. Les anciennes casernes, écuries et garages, appartiennent au passé.

- Plusieurs unités militaires ont tenu garnison à Lure :
  - 1er régiment de dragons, de 1892 à 1897 ;
  - 13e régiment de dragons, de 1897 à 1913 ;
  - 18e régiment de dragons en 1914 ;
  - 4e régiment de défense contre les aéronefs, de 1920 à 1923 ;
  - 121e escadron du train, de 1930 à 1939 ;
  - 63e régiment d'artillerie, en 1946 ;
  - 54e régiment d'artillerie, de 1947 à 1962 ;
  - 1er régiment de dragons, de 1963 jusqu'à sa dissolution le 1er juillet 1997.
  - Escadron 25/8 du Groupement II/8 de Gendarmerie mobile
  - Escadron 55/7 du Groupement V/7 de Gendarmerie mobile
  - Escadron 27/7 du Groupement II/7 de Gendarmerie mobile depuis fin 2011

La ville a connu un passé militaire depuis le XVIIe siècle. Un avant-poste pour Belfort avait déjà été sérieusement envisagé : le projet fut ajourné. Depuis la fin du XIXe siècle le site possède ses imposantes casernes. Diverses unités furent basées ici au fil des années. Aujourd'hui, Lure dispose d'un escadron de gendarmerie mobile. Les casernes et autres bâtiments anciens ayant été jugés inadéquats, furent rasés avant d'accueillir la gendarmerie. Aucune pierre ne servit à la construction des pavillons.

### Personnalités liées à la commune

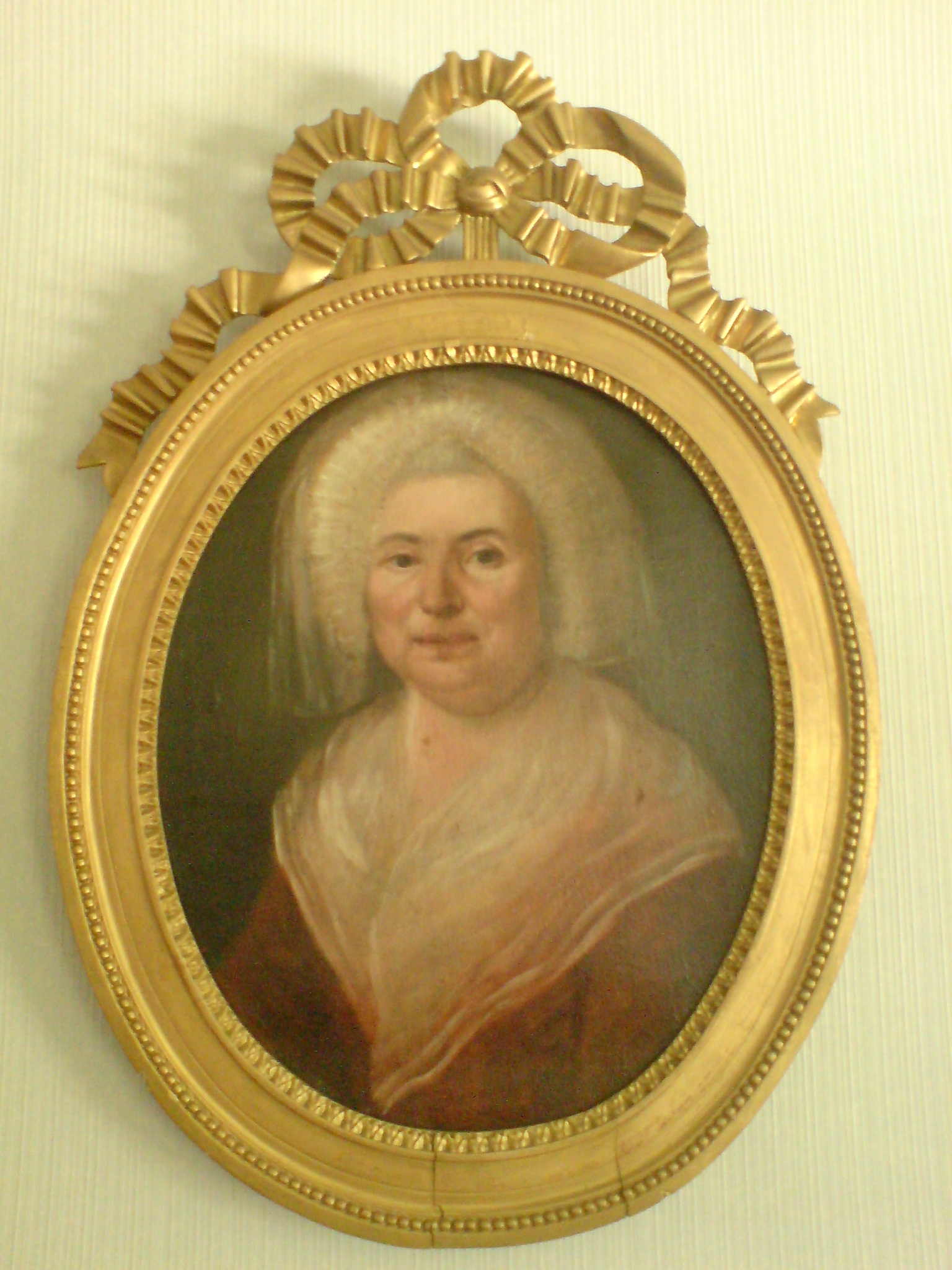
Portrait de Marie Richard, conservé dans l'hospice.

- François-Eugène Devault (1717-1790) - Né à Lure, il était lieutenant général des armées du Roi. Il fit une brillante carrière militaire pendant laquelle il se distingua à la bataille de Rosbach. Apprécié de Louis XV, il fut choisi pour enseigner l'art de la guerre à Louis XVI, Louis XVIII et Charles X. Il possède son propre hôtel à Lure, qui fut embelli et transformé en 1750[263].
- Antoine François Pernel (1733-1795), né et mort à Lure, député aux états généraux de 1789.
- Thomas Gousset (1792-1866), fut vicaire à Lure en 1817.
- Claude François Bruno Siblot (1752-1801), né et mort à Lure, médecin et homme politique de la Révolution française.
- Marie Richard (1804-1852) - Bourgeoise, fille unique d'un riche notaire, elle est enterrée à Lure. Elle fit don de l'intégralité de sa fortune à la ville pour la construction d'un hospice pour les démunis. Il fut construit, cinq ans après sa mort, en 1857. L'hospice qui porte son nom, est toujours en activité au pied de l'hôpital.
- Félix Hercule Grandmougin (1805-1879) - Né à Lure, architecte. L'église de la Visitation a été construite au XIXe siècle. À l'intérieur, mobilier dessiné également par Félix Grandmougin.
- Jenny Weyl (1851-1933) - Née à Lure, peintre[273].
- Marie Berthe Gabrielle Barbin (épouse Guglielmi) – Mère de Rudolph Valentino, acteur américain d'origine italienne, idole du cinéma muet du Hollywood des années 1920, est née à Lure, le 7 mai 1856 (décédée le 18 janvier 1918, à Saint-Vit ou Besançon, en France)[274],[275].
- Georges Colomb dit Christophe (1856-1945) - Né à Lure, c'est l'un des précurseurs de la bande dessinée en France avec le sapeur Camember, le savant Cosinus, La Famille Fenouillard et les lutins Plick et Plock[276].
- Alfred Jeanmougin (1859-1950) - Né à Lure, peintre[277].
- Eugène Lomont (1864-1938) - Né et mort à Lure, peintre.
- Paul René Machin (1918-2003) - Écrivain, poète, professeur de mathématiques, historien, lieutenant-colonel de l'armée française.
- Jacques Henry (1942-2016) – Né à Lure, pilote de rallye automobile[278].
- Alain Perrin (né en 1956) – Né à Lure, entraîneur de football.
- Daniel Galmiche (né en 1958), né à Lure, chef étoilé Michelin au Royaume-Uni.
- Eric Kayser (né en 1964) - Né à Lure, boulanger et auteur français.
- Les frères Charret, membres du groupe Yules.
- Georges Juif, ancien instituteur de Lure, combattant de la Première Guerre mondiale[279].
- Ghislain Lemaire (né en 1972), judoka français, vice champion du monde en 2003, y est né.
- Romain Hamouma (né en 1987) -  footballeur professionnel né à Lure, jouant au SM Caen puis à l'AS Saint-Étienne.
- Thibaut Pinot, coureur cycliste professionnel, y est né le 29 mai 1990[280].

### Héraldique

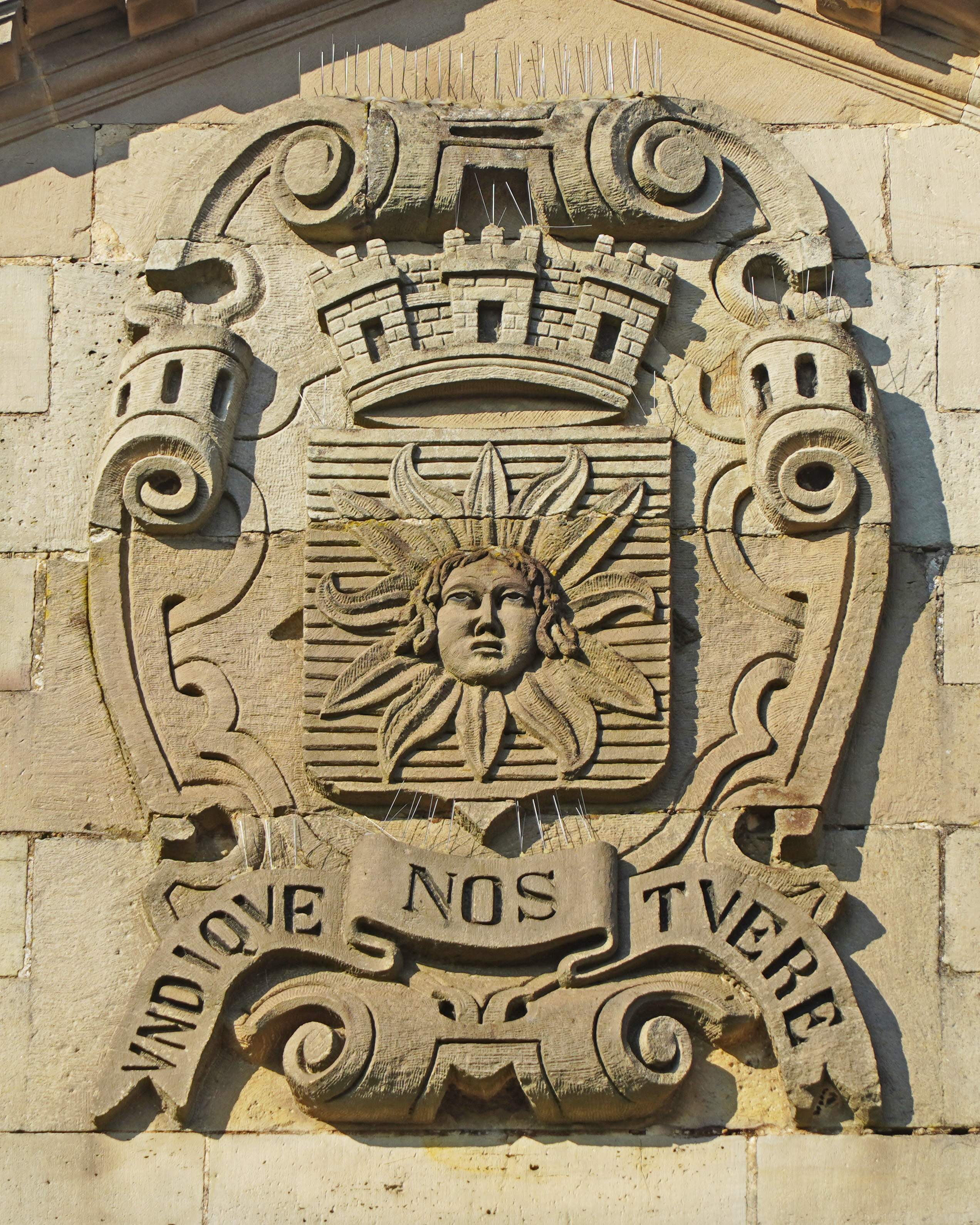
Les armoiries de Lure gravées en pierre sur l'hospice Marie-Richard édifié après 1857.

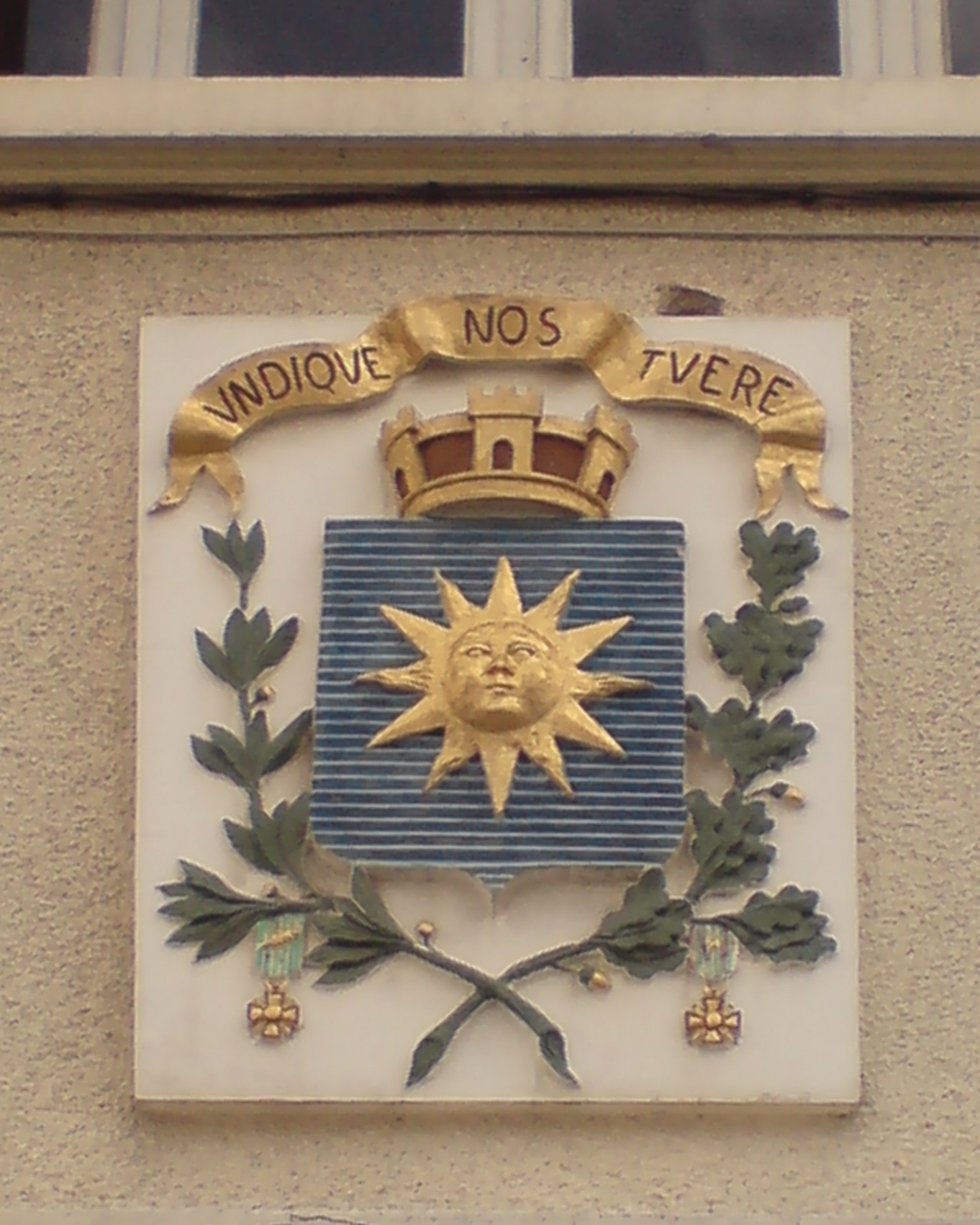
Sur ces armoiries plus récentes, on peut voir les deux médailles en supplément.

La ville a pour devise « Undique nos tuere », qui se traduit par : « Protège‑nous de tous côtés » ou « protège‑nous partout ». Cette devise peut se comprendre en la liant aux faits historiques qu'ont connus ces lieux, qui ont souffert au cours des siècles des pillages et razzias pratiqués par les envahisseurs successifs.
Les origines des armoiries sont incertaines. Certaines sources les font remonter à 1545, mais la première occurrence date de 1636 sur le sceau d'un acte conservé aux archives départementales du Doubs. Comme pour toutes les communes de Franche-Comté, d'autres armoiries officielles ont été attribuées en 1696 par Louis XIV, qui interdit l'utilisation de celles qu'il n'avait pas reconnues. Ces armoiries imposées (« De gueules à trois tours maçonnées de sable, ouvertes de gueules, rangées sur un tertre de sinople, sommé de trois fleurs de lys de même ») semblent ne jamais avoir été utilisées. En 1931, le 72e régiment d'infanterie polonaise adopta les armoiries de Lure comme insigne, ceci pour commémorer sa formation à Lure en 1916.
Les armoiries modernes de la ville sont un écusson bleu ciel (« Soleil d'or sur champ d'azur »), exposant le soleil doré avec un visage qui a plusieurs significations. Cet ensemble est symétriquement décoré sur ses deux flancs par des lauriers. L'écusson est surmonté d'une couronne murale composée de trois tours de garde, attribut classique des armoiries d'une ville (le nombre de tours peut être porté jusqu'à cinq pour des "bonnes villes" auxquelles un statut spécial a pu être accordé sous l'Empire). Dans l'arête supérieure est placée la devise écrite sur un morceau de parchemin déroulé.
Les Croix de guerre 1914-1918 et Croix de guerre 1939-1945 qui ornent le blason de la ville ont été attribuées afin de récompenser l'attitude de Lure durant les deux guerres mondiales, qui y ont fait de nombreuses victimes. On peut constater qu'elles ne figurent pas sur l'écusson en pierre de 1850, donc bien antérieur à leur création (voir la photo). Le visage du lumineux soleil est lui aussi absent.
Bien que les abbayes soient souvent affichées sur les armoiries municipales, celle de Lure est absente alors que la ville lui doit son existence. L'abbaye de Lure avait son propre blason défini par Au second de gueules, à un bras de carnation, mouvant d'une manche et élevant en haut de deux doigts.
| Blason de Lure. | Les armes de Lure se blasonnent ainsi : « d’azur au soleil d'or ». La ville a pour devise : « Undique nos tuere », c'est-à-dire « Protège-nous de tous côtés ». Le logo de la ville est un blason différent des armoiries officielles. Généralement, la mention Ville de Lure ou Lure est inscrite en noir tantôt à droite, tantôt en dessus, tantôt en dessous. | Logo de la ville. |

## Pour approfondir